# Tournées d'Alan Stivell
Depuis ses débuts sur scène, Alan Stivell a enchaîné les tournées de concerts aussi bien en Bretagne, en France, en Europe qu'à l'international. Sa pratique des langues bretonne, française et anglaise, son niveau musical et sa diversité d'approches lui permettent d'accéder à une reconnaissance à la fois locale et mondiale. En effet, ses racines bretonnes et celtiques et la modernité de sa musique, assez proche de celle des anglo-celtes, lui permettent de toucher le public étranger plus facilement que la plupart des chanteurs ou groupes francophones.

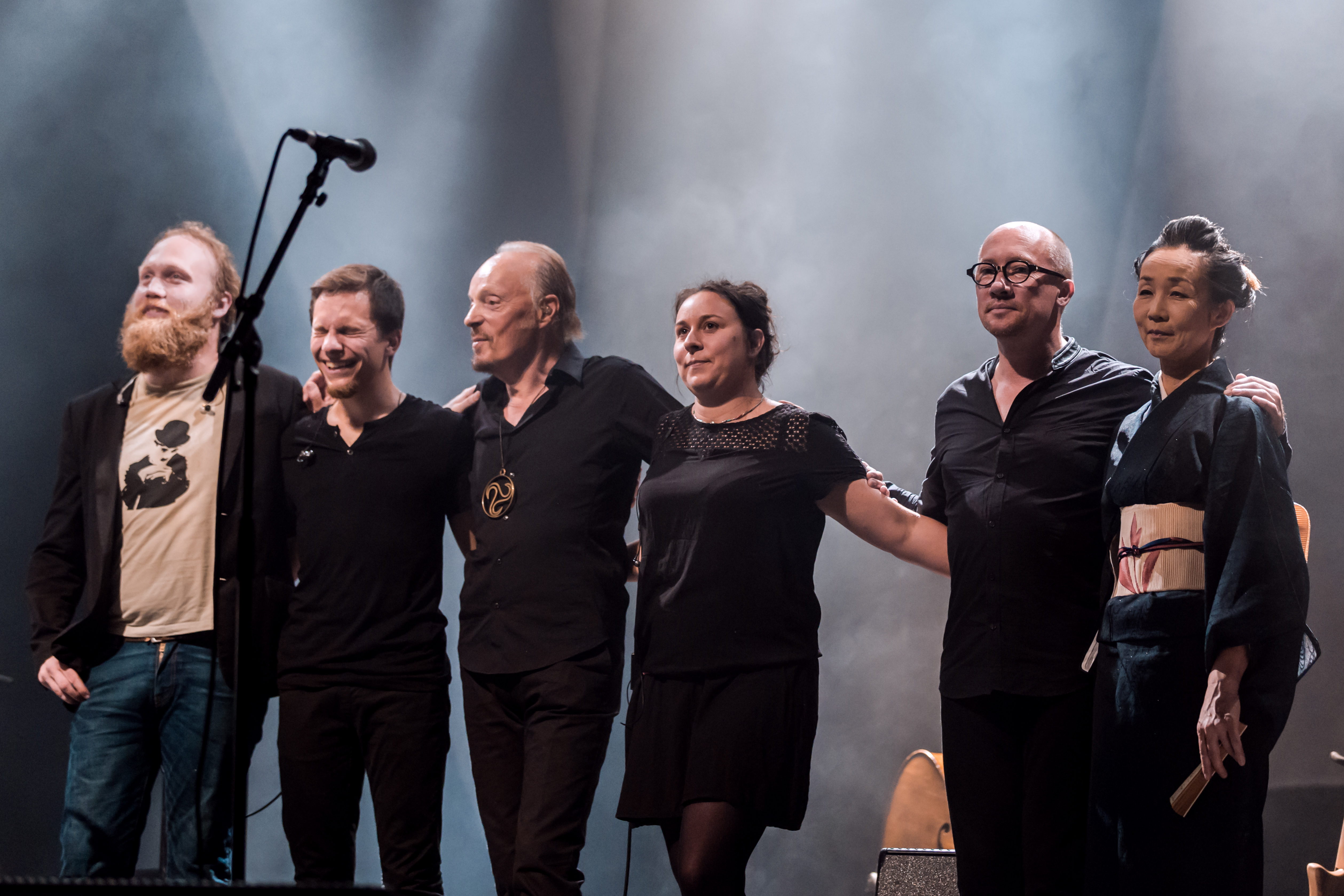
Alan Stivell et les musiciens qui l'accompagnent en 2016.

Dès 1966, il chante à l'étranger et, invité par les Moody Blues, il se produit en juin 1968 au Queen Elizabeth Hall de Londres. Dès 1973, après une tournée française sous de grands chapiteaux, il part à la « conquête » des pays anglophones et de l'Europe : Allemagne, Scandinavie, Italie, Espagne… Connu dans le monde anglo-saxon en tant que « celtic harpist », il a effectué de nombreuses tournées en Amérique du Nord et deux grandes tournées en Australie : la première en 1977 (la plus importante pour un artiste de citoyenneté française), la seconde en 1981. Avec des spectacles toujours renouvelés, il s'est produit sur tous les continents et dans les plus grandes salles, en particulier en Italie (tournée 1980 des stades et des parcs).
Ces tournées à l'étranger, rendues possibles par le réinvestissement de la quasi-totalité de ses gains, ont plusieurs buts pour la Bretagne selon l'artiste : que les Bretons prennent conscience de la valeur originale de leur culture, qui peut être appréciée dans tous les pays, que sa reconnaissance suscite l'intérêt et qu'elle marque un début de liberté afin que l'ouverture au monde permette « un début de décolonisation », une « conquête pacifique », une communication « de pays à pays, de peuple à peuple, sans passer par Paris » : « Lorsque la musique bretonne sera connue sous toutes les latitudes, la Bretagne sera sauvée : elle ne pourra plus disparaître parce que le monde entier lui apportera son soutien après avoir pris conscience de notre problème. »
Depuis la publication de son livre Telenn, la harpe bretonne en 2004, Alan effectue épisodiquement des tournées de dédicaces pour promouvoir la parution d'un nouveau livre. Il a donné sa dernière dédicace en date en juillet 2024.

## Années 1950
Le 20 novembre 1953, à l'âge de neuf ans, Alan Stivell se produit à la Maison de la Bretagne à Paris.
En janvier 1954, il se produit à Paris lors de la Journée de l'Unesco et le « Noël des Petits Bretons » organisé par Bleimor dans le quartier du Ranelagh. Cette même année, durant l'été, il se produit successivement à Vannes (Cathédrale Saint-Pierre et Lycée François-Xavier, avec 2 chanteurs de Sainte-Anne-d'Auray), Pontivy et Paris (Grand amphithéâtre de la Sorbonne, au meeting de l'UFCS).
En janvier 1955, Alan Stivell se produit à Paris, à nouveau au Noël des Petits Bretons, puis à Ker-Vreizh (Maison de la Bretagne), au Pardon de la Saint-Yves (Arènes de Lutèce) et à la Journée Kendalc'h (Mission bretonne).
En 1956, Alan Stivell se produit à Paris pour l'Association philomathique, l'Académie Raymond Duncan (Irlandais de Paris), au Salon de Bagatelle, au Cabaret Le Pichet, à la Salle de Géographie, à Paramé (Fête des Œillets), à Brest (Festival des Cornemuses), Morlaix (Fêtes du Léon-Trégor) et à l'automne 1956 à Paris, probablement à la Maison de la Radio, lors du Concours national du Royaume de la musique de Sylvie Raynaud-Zurfluh diffusé sur la RTF.
Le 16 janvier 1957, il se produit à L'Olympia de Paris, en première partie de Line Renaud à l'âge de 13 ans, sous le nom d'Alain Cochevelou. Durant l'émission Musicorama diffusée par la radio Europe 1, sont également programmés : Arman Gordon et son ragtime jazz band, Les Trois Ménestrels, Jacques Fabbri, Renato Rachel, Jacques Verrière, Francis Claude, John William, Jean Piat et Jacques Charron.
Les 21 et 22 juin 1958, il participe à « La Grande Herquelée » à Saint-Malo.

## Années 1960
En juillet 1960, Alan Stivell se rend à Graz en Autriche avec la chanteuse Andrea Ar Gouilh et le cercle celtique Dalc'h-Mat de Savigny et effectue une prestation privée à l'église Saint-Martin de Brest pour le mariage de son frère Jean.
Le 21 août 1962, il est invité au Congrès Celtique International qui a lieu à Tréguier (Côtes-d'Armor), avec Andréa Ar Gouil.
En janvier 1966, il se présente pour la première fois sur la scène ouverte Hootenany au Centre américain, boulevard Raspail à Paris. L'été, il se produit aux Fêtes de Cornouaille à Quimper et au Festival des Filets bleus à Concarneau dans le Finistère. Il se produit également dans les bars-cabarets, Chez Michou à Quimper, Chez Ti-Jos à Paris, dans un cabaret à Santa Margherita Ligure en Italie... Portofino et Gênes représentent également les premiers concerts qu'il réalise au-delà des frontières françaises,.
En mars 1968, il se produit au centre Élysée-Bretagne à Paris dans le cadre des Soirées de Folk Song Celtique. Durant la période de mai 1968, il réalise plusieurs concerts de soutien, à Orly pour les grévistes de l’aéroport, au cinéma Omnia de Brest... Il se produit également au Arts Lab de Drury Lane à Londres (Royaume-Uni) et au Queen Elizabeth Hall en première partie des Moody Blues. En septembre 1968, il est de retour au Centre américain à Paris, avec Steve Waring et notamment en première partie de Tom Paxton.
Le 14 janvier 1969, il joue à Lannion en Bretagne, lors d'un récital partagé avec le chanteur breton François Budet et le 1er mars, il est à Nantes pour un « Grand Gala Breton » dans la salle Colbert. Dans le Finistère, il joue à Commana avec le guitariste Dan Ar Braz.

## Années 1970

### TournéeRenaissance de la Harpe Celtique
Cette tournée d'Alan Stivell est basée sur des prestations la plupart du temps en solo, autour de la harpe celtique. Bien que son album Reflets soit sorti avant, en décembre 1970, c'est l'album Renaissance de la harpe celtique sorti fin 1971 qui est mis en avant lors des prestations de l'artiste, afin de promouvoir le répertoire traditionnel arrangé tout comme l'instrument renouvelé.
| Mois                | Pays           | Jour (Ville - Lieu) |
| ------------------- | -------------- | --- |
| Février 1970        | France         | le 28 (Toulouse - Salle du Tour) |
| Mars 1970           | France         | le 15 (Paris - La Mutualité avec Glenmor) |
| Août 1970           | France         | jour indéterminé (Lambesc - 1er Festival folk) |
| ? 1970              | France Irlande | date indéterminée (Quimper - Théâtre) date indéterminée (Killarney - Concours de harpe celtique) |
| ? 1971              | France         | date indéterminée (Saint-Nazaire - Athénée) |
| Fin avril 1971      | Royaume-Uni    | Londres - Club The Cousins |
| Mai 1971            | France Irlande | le 3 (Rennes - MJC) début du mois (Killarney - 1er Pan-Celtique Festival) |
| Été 1971            | Irlande France | date indéterminée (Killarney - Concours de chant "Celtavision") le 25 juillet (Quimper - Grandes Fêtes de Cornouaille) - début août (Lorient - Fête des cornemuses et championnat national des bagadoù) - le 2 août (Paris - chapiteau Galaxy, concert de soutien pour la presse libre) |
| Notes : 1. 2. 3. 4. |                | |

- A noter que dans cette décennie, Alan Stivell a été l'invité de l'émission sur Radio France Limoges de Jean-Marie Masse, du Hot-Club, qui fit de Limoges l'une des capitales européennes du jazz.

### TournéeÀ l'Olympia
Cette tournée, en Bretagne puis en France, avec des excursions en Angleterre et au Québec, fait suite au concert dans la salle de l'Olympia, diffusé sur Europe 1 et à sa parution en septembre 1972 sous la forme d'un disque 33 tours, À l'Olympia. Alan Stivell est accompagné d'un orchestre de base, Dan Ar Braz (guitare électrique), Gabriel Yacoub (guitare, dulcimer et banjo), Gérard Levasseur (basse), Pascal Stive (orgue), René Werneer (fiddle), Michel Santangeli (batterie) auquel s'ajoutent lors de concerts Michael Klec'h (bombarde et flûte), Henri Delagarde (violoncelle, flûte et bombarde) et Serj Parayre (percussions).
Ils effectuent plusieurs passages lors d'émissions télévisées sur l'ORTF à Paris : Tour de Chants le 14 novembre 1972 (Alan Stivell interprète Tri Martolod), Midi Trente présenté par Danièle Gilbert le 15 avril 1972 (il interprète la Suite irlandaise)...
| Mois                      | Pays                      | Jour (Ville - Lieu) |
| ------------------------- | ------------------------- | --- |
| Février 1972              | France                    | le 28 (Paris - L'Olympia) |
| Mars 1972                 | France                    | le 2 (Rennes) - le 3 (Carhaix-Plouguer) - le 4 (Plessala) - le 5 (Saint-Nicolas-du-Pélem) - le 6 (Tréguier) - le 7 (Brest) - le 8 (Gourin) - le 9 (Quimper) - le 10 (Ploërmel) - le 11 (Vannes) - le 12 (Pontivy) - le 14 (Lorient) - jour indéterminé (Saint-Brieuc - Théâtre)                         |
| Juillet 1972              | France                    | jour indéterminé (Viry-Châtillon - Maison des Jeunes et de la Culture) |
| Août 1972                 | France Royaume-Uni France | le 10 (Bénodet - Palais des Congrès) 11 ou 12 (Reading) le 13 (Moëlan-sur-Mer - Festival de Kertalg) |
| Octobre 1972              | Canada                    | le 8 (Sherbrooke - Théâtre Granada) - le 13 (Montréal - Centre sportif de l’Université) - le 14 (Québec - Grand Théâtre) |
| Novembre 1972             | France                    | le 3 (Saint-Étienne-du-Rouvray) - le 4 (Rouen) - le 10 (Montmagny) - le 11 (Le Mesnil-Saint-Denis) - le 12 (Dammarie-les-Lys) - le 18 (Noyon) - le 20 (Lille - Théâtre Sébastopol) - le 23 (Gagny) - le 24 (Saint-Maur) - le 25 (Draveil) - le 26 (Villeparisis) - le 28 (Fontainebleau) - le 29 (Évry) |
| Décembre 1972             | France                    | le 1er (Crépy-en-Valois) |
| ? 1972                    | France Royaume-Uni        | Metz (Londres - Queen Elizabeth Hall) |
| Notes : 1. 2. 3. 4. 5. 6. |                           | |

### TournéeChemins de Terre
Entre le 16 et le 22 janvier 1973, Alan Stivell se produit 3 jours à Bruxelles (Belgique). En février 1973, il est trois semaines d'affilée à l'affiche de la salle parisienne Bobino, enchaînant ensuite, du 25 février au 8 mars, avec une tournée au Canada. Jacques Attali était présent à Bobino : « Vers la fin du show, tout le monde danse à la bretonne dans les allées en se tenant le petit doigt. C'est très marrant et tous les gens s'éclatent de bon cœur. Stivell sera rappelé trois fois et toute la nuit s'il avait voulu... Après le spectacle, on se sent bien, drôlement bien et on cherche à savoir pourquoi cette musique a provoqué un tel phénomène. D'abord cette joie, cette envie de communiquer avec son public, cette proche distance avec son public. Ensuite, cette ambiance sympathique. Bien sûr, cela doit être beaucoup plus ressenti quand on est breton, mais la barrière n'est, somme toute, pas si infranchissable. […] Du point de vue orchestration, rien à dire : tout est en place. […] D'ailleurs, après le spectacle, vous ferez comme moi la différence entre Bretons et Français. Cependant, je me suis aperçu que les Français perçoivent bien le folk à Stivell. À cela une raison simple : nous sommes beaucoup plus proches du folk celtique à la base de notre civilisation que du folklore anglo-saxon. […] Alan s'en sert en arpèges majestueux et le son de l'instrument est vraiment merveilleux et original. […] L'autre soir, j'ai découvert Stivell, j'en suis très heureux, faites comme moi. Vive la Bretagne ! ». Son passage à Bobino était initialement prévu du 1er au 18 janvier 1973 et c'est sa tournée au Canada qui a fait qu'il ne puisse pas prolonger d'une semaine en mars.
L'album Chemins de terre sort en avril 1973. Quelques changements s'effectuent au niveau des musiciens : Jean-Luc Hallereau remplace Gérard Levasseur à la basse avant d'être lui-même doublé par Jacky Thomas, Alain Carbonare remplace Pascal Stive aux claviers avant que celui-ci ne reprenne sa place. Du 3 au 23 mai, l'album est présenté en Bretagne lors d'une grande tournée, l'équipe ayant loué un chapiteau de 3 000 places assises, trop petit dans des villes comme Quimper. Une tournée au Royaume-Uni, initialement prévue du 19 au 28 mai 1973, a vraisembablement été annulée (ou repoussée), les dates se chevauchant sur d'autres dates certifiées en France. Les lieux étaient les suivants : Londres (Théâtre royal de Drury Lane), Bristol (Hippodrome), Birmingham (Town Hall), Newcastle (City Hall), Leeds (Town Hall), Liverpool (Empire), Manchester (Free Trade Hall), Norwich (St-Andrew's Hall). Cependant, début juin, il se rend à plusieurs émissions en Grande-Bretagne : le 4 juin pour une émission en gallois sur la BBC, le lendemain à The Old Grey Whistle Test et à nouveau sur la radio BBC à Londres après son passage au pub The Marquis.
Il se produit également au printemps 1973 au Creusot (à la Maison des Arts et des Loisirs « L.A.R.C. ») et dans le pays basque en Espagne (Bilbao - Pabellón municipal, Saint-Sébastien - Polideportivo Anoeta ; dates indéterminées). 
| Mois                                 | Pays                                            | Jour (Ville - Lieu) |
| ------------------------------------ | ----------------------------------------------- | --- |
| Janvier 1973                         | Belgique                                        | Du 16 au 22 (Bruxelles) |
| Février 1973                         | France                                          | Du 2 au 24 (Paris, Bobino) |
| De février à mars 1973               | Canada                                          | Du 25 février au 8 mars (Canada) |
| Mars 1973                            | France                                          | le 31 (Poitiers - Festival Équinoxe, Palais des Sports) |
| Printemps 1973 (avril, mai ou juin)  | France                                          | Le Creusot (Maison des Arts et des Loisirs "L.A.R.C.") |
| Avril 1973                           | Belgique / France                               | le 4 (Louvain - Alma II), le 6 (Bordeaux - Alhambra), Date inconnue (Knokke-Heist - Casino) Date inconnue (Metz), le 30 (Gourin) |
| Mai 1973                             | France / Pays-Bas                               | le 3 (Rennes, Villejean), le 5 (Plussulien), le 6 (Saint-Malo), le 8 (Saint-Brieuc) le 10 (Utrecht) le 11 (Lannion), le 12 (Morlaix), le 14 (Brest), le 16 (Quimper), le 17 (Lorient), le 19 (Colpo), le 21 (Nantes), le 22 (Redon), le 23 (Saint-Nazaire) |
| Du 26 mai au 6 juin 1973             | Royaume-Uni et Irlande                          | Mai : Pays de Galles le 26 (Cardiff - Festival Celtique) Irlande Date inconnue, (Dublin - Liberty Hall), Date inconnue (Kilkenny - Beer Festival), Date inconnue (Cork) Irlande du Nord Date inconnue (Belfast - Belfast University) Juin : Pays de Galles le 2 (Bangor), Angleterre le 6 (Londres - Le Marquis) |
| Du 15 juin au 27 juillet 1973        | France (tournée en partie bretonne) Royaume-Uni | Juin : le 15 (Igny), le 16 (Haumont), le 17 (Grignon - Garden Party + Sports en fête) Juillet : le 7 (Guiscriff), le 9 (Lanvellec - Château de Rosanbo), le 15 (Rieux - Festival de la Chanson Bretonne), le 22 (Moëlan-sur-Mer - 2e Festival de Kertalg), le 23 (Callac - Salle des Fêtes), le 27 (Cambridge - Festival Folk) |
| Du 2 août au 8 septembre 1973        | France                                          | Août : le 2 (Pornic - Salle municipale), le 3 (Saint-Jean-de-Monts), le 4 (Les Sables-d'Olonne - Salle des Fêtes), le 5 (Royan), le 6 (Arcachon), le 7 (Capbreton), le 8 (Hendaye), le 9 (Lourdes), le 11 (Marvejols), le 13 (Saint-Tropez), le 14 (Châteauvallon), le 15 (Saint-Raphaël), le 16 (Le Grau-du-Roi), le 17 (Sète), le 18 (Béziers), le 20 (Narbonne-Plage), le 21 (Saintes-Maries-de-la-Mer), le 22 (Arles ou La Ciotat), le 23 (Grasse), le 24 (Nice), le 25 (Hyères), le 27 (Aix-les-Bains), le 28 (Megève), le 29 (Thonon-les-Bains) Septembre : le 2 (Cabourg - Fête de la mer) - le 8 (La Courneuve - Fête de l'Humanité) |
| De mi-septembre à fin octobre 1973   | Tournée nord-américaine                         | Septembre : Canada Dates inconnues Toronto, Montréal (Université) Octobre : Canada le 6 (Québec - Stade Québec-Presse-Chaud), le 10 (Québec - Auditorium du CEGEP) |
| De fin octobre à début décembre 1973 | Irlande Royaume-Uni                             | Novembre : Date inconnue (Dublin - National Stadium), le 14 (Londres - Session BBC Radio 1) Décembre : le 8 (Londres - Queen Elizabeth Hall) |
| Décembre 1973                        |                                                 | Tournées en Suisse, Autriche et Allemagne |
| 1. 2. 3. 4. 5.                       |                                                 | |

### TournéeE LangonnedetE Dulenn
Cette période s'illustre par sa dualité entre le local et le global, des concerts à l'échelle de la Bretagne ou à travers des grandes salles et stades. Ainsi sort à la fois E Langonned fin 1974 et E Dulenn début 1975, l'un étant enraciné au plus près de ses origines paternelles, l'autre étant ouvert aux « frères » des pays celtiques et plus largement à toutes les cultures et tous les opprimés (chanson Délivrance). Parmi les musiciens, Gabriel Yacoub choisit de quitter le groupe pour créer le groupe Malicorne. Patrick et Dominique Molard sont présents à cette époque. Hervé Renault joue de la cornemuse en 1974 et le sonneur Bruno Le Rouzic, issu du Bagad Bleimor, joue sur la tournée de 1975, accompagné parfois des membres du bagad.
Fin 1974, le très engagé Alan Stivell organise la tournée de son nouvel album E Langonned sous le patronage des deux magazines de l'UDB, Le Peuple breton et Pobl Vreizh. Concrètement, à l'achat du billet ou à l'entrée de la salle de concert, le spectateur a la possibilité de remettre par écrit une question sur tous les sujets de société, de politique, de culture qu'il désire. À l'entracte, l'artiste breton présente deux ou trois militants de l'UDB pour répondre aux questions et entamer chaque soir un dialogue avec le public. En deux mois, il assure même 50 spectacles, de Dublin à Stockholm en passant par Barcelone et Milan,.
| Mois                                           | Pays                          | Jour (Ville - Lieu) |
| ---------------------------------------------- | ----------------------------- | --- |
| Janvier 1974                                   | Royaume-Uni                   | 20 (Brighton - The Dome), le 22 (Londres - The Royal Albert Hall), le 23 janvier (Cardiff - Capitol), le 25 (Édimbourg - Usher Hall), le 26 (Aberdeen - Capitol) |
| Février 1974                                   | France                        | le 13 (Lyon - Bourse du travail), le 19 (Nevers), le 20 (Chalon-sur-Saône), le 21 (Clermont-Ferrand), le 22 (Lyon), le 23 (Bourg-en-Bresse), le 26 (Alès), le 28 (Aix-en-Provence) |
| Mars 1974                                      | France                        | le 1er (Cannes), le 2 (Marseille), le 4 (Toulon), le 5 (Ajaccio), le 6 (Bastia), le 8 (Montpellier), le 9 (Toulouse), le 10 (Bayonne), le 13 (Bordeaux), le 14 (Limoges), le 15 (Châtellerault), le 16 (La Flèche), le 17 (Rouen), le 19 (Angers), le 17 (La Rochelle), le 21 (Tours) |
| Avril à mai 1974                               | Tournée nord-américaine       | Avril : Canada date inconnue (Montréal - La Place des Arts) États-Unis le 14 (New York - The Town Hall), le 22 (New York - Hunter College), |
| Juillet 1974                                   | France Angleterre             | jour inconnu (Avignon - Festival Chanson pour aujourd'hui) jour inconnu (Cambridge - 10 ans du Cambridge Folk Festival) |
| Août 1974                                      | Allemagne Belgique            | jour inconnu (Berlin) le 18 (Bilzen - Festival Jazz & Pop) |
| De mi-octobre à mi-novembre 1974               | France                        | Tournée bretonne par l'UDB Octobre : le 19/10/1974 (Morlaix), le 20 (Quimper), le 21 (Brest - Stade Menez Paul), le 25 (Lorient), le 27 (Pontivy), le 29 (Vannes), le 31 (Guingamp) Novembre : le 02 (Saint-Nazaire), le 04 (Nantes), le 06 (Rennes)                                  |
| Novembre 1974                                  | Irlande                       | les 26 et 27 (Dublin - National Stadium) |
| ? 1974                                         | Angleterre                    | date inconnue (Londres - Queen Elizabeth Hall) |
| Janvier 1975                                   | France                        | du 16 au 26 (Paris - Palais des Sports) |
| Mars 1975                                      | France                        | jour inconnu (Rouen) |
| Mai 1975                                       | Angleterre Pays-Bas Allemagne | le 13 (Édimbourg - Usher Hall), le 14 (Liverpool - Royal Philharmonic), le 16 (Cardiff - Capitol), le 17 (Londres - Royal Festival Hall) jour inconnu (Cologne - Großer Sendesaal) le 19 (Geleen - Pinkpop Festival),                                                                 |
| Juin 1975                                      | France                        | les 28 et 29 (Morlaix - Gouel Pobl Vreizh, Fête du Peuple Breton) |
| Juillet 1975                                   | France                        | jour inconnu (Quimper - Festival sous chapiteau), le 19 ou 20 (Cazals - Festival folk international Alice Festival I) |
| Août 1975                                      | Angleterre                    | le 23 (Reading - Line-up Festival) |
| Septembre 1975                                 | France                        | jour inconnu (La Courneuve - Fête de l'Humanité) |
| Novembre 1975                                  | Belgique                      | le 14 (Bruxelles - Forest National) |
| ? 1975                                         | Suisse Irlande                | jour inconnu (Lausanne) jour inconnu (Dublin - National Stadium) |
| Notes : 1. 2. 3. 4. 5. 6. 7. 8. 9. 10. 11. 12. |                               | |

### TournéeTrema'n Inis
Trema'n Inis : Vers l'île est un album intimiste dédié aux poètes breton, enregistré seulement avec Dan ar Braz. En effet, au niveau des musiciens, René Werneer, Pascal Stive, Jacky Thomas et Michel Santangeli forment le groupe Ys, Alain Carbonare forme le groupe folk Machin. C'est donc la formation mythique qui est dissoute, Dan ar Braz étant le seul musicien restant. Ce nouveau projet plus folk acoustique l'amène à s'expatrier en Europe.
| Mois                | Pays                       | Jour (Ville - Lieu) |
| ------------------- | -------------------------- | --- |
| Janvier 1976        | Royaume-Uni                | le 20 (Brighton - The Dome), le 22 (Londres - Royal Albert Hall), le 23 (Cardiff - Capitol), le 25 (Édimbourg - Usher Hall), le 26 (Aberdeen - Capitol) |
| Avril 1976          | France                     | le 25 (Nantes - Fête de l'Unité de la Bretagne ; Château des Ducs de Bretagne, Cour du château)                                                         |
| Juillet 1976        | Danemark Royaume-UniFrance | le 03 (Roskilde - Festival folk et pop, île de Seeland) le 24 (Chorley - Wakes Festival)le 26 (Callac)                                                  |
| Août 1976           | France                     | le 6 (Arles), le 14 (Lorient - Festival interceltique des cornemuses, Stade du Moustoir), jour inconnu (Brest)                                          |
| Septembre 1976      |                            | jour inconnu (La Courneuve - Fête de l'Humanité), le 14 (Carhaix)                                                                                       |
| Octobre 1976        | Belgique                   | le 31 (Liège - Conservatoire) |
| Novembre 1976       | Allemagne                  | le 26 (Münster - Halle Münsterland, Kongresssaal) |
| Notes : 1. 2. 3. 4. |                            | |

### TournéeRaok Dilestra
'Raok dilestra : Avant d'accoster est la tournée de l'album tourné vers le rock progressif. Ainsi il s'entoure de quelques musiciens du groupe Magma (André Hervé, Maria Popkiewicz). Il entame sa collaboration avec le violoniste Patrick Kerre.
| Mois             | Pays                | Jour (Ville - Lieu) |
| ---------------- | ------------------- | --- |
| Printemps 1977   | France Australie    | avril (Evry - Agora) le 3 mai (Perth - Concert Hall) (tournée à préciser) |
| Mai 1977         | Royaume-Uni Irlande | le 21 (Édimbourg - Playhouse), le 23 (Bristol - Colston Hall), le 24 (Londres - New Victoria), le 27 (Limerick - Savoy Cinema), les 28 et 20 (Dublin - National Stadium), le 29 (Cork - City Hall) |
| Été 1977         | France Canada       | date à préciser (Daoulas - Premier Festival Celtique) (tournée au Canada à préciser) |
| Septembre 1977   | France              | jour inconnu (Paris - Fête de l'Huma, Palais des Sports) |
| Novembre 1977    | Belgique Allemagne  | le 14 (Bruxelles - Forest National - Salle du Conservatoire) le 22 (Aix-la-Chapelle - Europa-Saal), le 29 (Hambourg - Auditorium maximum)                                                          |
| Décembre 1977    | Allemagne           | le 1er (Münster - Halle Münsterland) |
| ? 1977           | Irlande             | date inconnue (Dublin - Festival celtique) |
| Notes : 1. 2. 3. |                     | |

### TournéeUn dewezh 'barzh 'gêr
Un dewezh 'barzh 'gêr : Journée à la maison est un album dans lequel le chant en breton est très important. Ainsi, une grande tournée bretonne est organisée par l'Union démocratique bretonne. Mais cela ne l’empêche pas de tourner en Europe et en Amérique du Nord. Lors du festival interceltique de Lorient en août 1978, il initie la chanteuse folk américaine Joan Baez à la danse bretonne.
| Mois           | Pays                            | Jour (Ville - Lieu) |
| -------------- | ------------------------------- | --- |
| Février 1978   | France                          | le 03 (Paris - Pavillon de Paris) Tournée "Union Démocratique Bretonne" (UDB) le 10 (Saint-Malo), le 11 (Saint-Nazaire), le 12 (Nantes), le 14 (Morlaix), le 15 (Lannion), le 16 (Lorient), le 17 (Brest), le 18 (Carhaix), le 21 (Saint-Brieuc), le 22 (Rennes) |
| Printemps 1978 | France                          | avril (Bourges - Le Printemps de Bourges), (Masny - hangar des Meubles Plomion) |
| Juin 1978      | France                          | le 02 (Aulnay-sous-Bois), le 04 (Fontenay-lès-Briis) |
| Juillet 1978   | Espagne Pays-Bas                | jour inconnu (Ortigueira - Festival Internacional do Mundo Celta) jour inconnu (Rotterdam) |
| Été 1978       | Irlande                         | jour inconnu (Cork - Siamsa cois Laoi Festival, stade Páirc Uí Chaoimh ; Gaelic Athletic Association Sportsground) Tournée nord-américaine Canada et États-Unis                                                                                                  |
| Août 1978      | Canada États-Unis Canada France | jour inconnu (Vancouver - Festival) jour inconnu (Philadelphie - Festival Folk) jour inconnu (Ontario - Festival) le 13 (Lorient - Festival interceltique) |
| Octobre 1978   | Allemagne                       | le 27 (Münster - Halle Münsterland) |
| Novembre 1978  |                                 | Tournée scandinave |
| ? 1978         | Royaume-Uni                     | date inconnue (Londres - Hammersmith Odeon) |
| Notes :        |                                 | |

### TournéeInternational Tour
Pour cette tournée à nouveau en grande partie à l'étranger, Alan Stivell s'entoure de musiciens internationaux : le flûtiste virtuose Chris Hayward, le bassiste Michel Valy, le guitariste Mark Perru, le violoniste Patrick Kerre. Elle fait suite à l'enregistrement live de International Tour: Tro Ar Bed.
| Mois              | Pays     | Jour (Ville - Lieu)                                                                                                   |
| ----------------- | -------- | --- |
| Janvier 1979      | France   | le 10 (Rennes - Maison de la culture)                                                                                 |
| Février-Mars 1979 | France   | du 20 février au 5 mars (Paris - Théâtre de la Ville)                                                                 |
| Avril 1979        | Belgique | le 5 (Liège - Foyer Culturel de Seraing)                                                                              |
| Mai 1979          | Belgique | le 6 (Bruxelles - Grand-Place)                                                                                        |
| Juillet 1979      | Italie   | jour inconnu (Rome - 1er Festival Folk di Musica Celtica, Villa Pamphili                                              |
| ? 1979            |          | dates inconnues en Allemagne, Belgique, Danemark, Suède, Norvège, Est de la France et à Édimbourg (Festival celtique) |
| Notes : 1. 2.     |          | |

## Années 1980

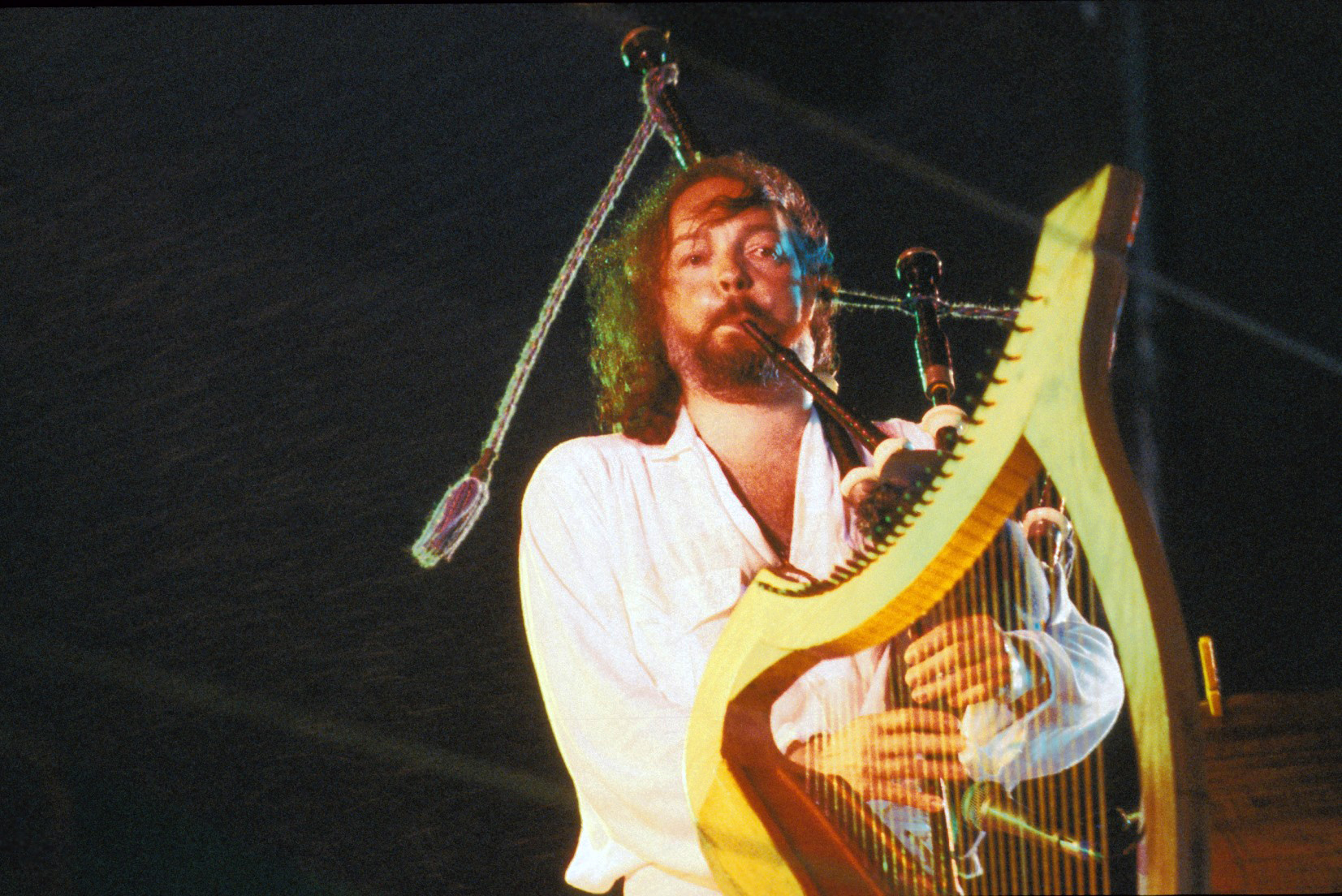
Symphonie celtique : Tír na nÓg le 3 août 1980 au stade de Lorient sous la pluie

En 1980, Alan Stivell donne sur scène sa Symphonie celtique : Tír na nÓg, orchestrée avec Christopher Hayward et Michel Prezman. L'unique représentation publique a lieu le 3 août à Lorient, Stade du Moustoir, dans le cadre du Festival interceltique de Lorient 1980, devant 8 000 spectateurs,. L'été, est également organisé une tournée en Italie dans les stades et les parcs, dont celui de Milan qui accueille 14 000 personnes et le 15 juillet à la Villa Torlonia de Rome avec la présence de 11 000 spectateurs.
| Mois             | Pays                       | Jour (Ville - Lieu) |
| ---------------- | -------------------------- | --- |
| Juillet 1980     | Italie                     | Tournée des stades et des parcs (dont jour inconnu Milan et le 15 juillet Rome - Villa Torlonia) |
| Août 1980        | Royaume-Uni Espagne France | jour inconnu (Londres - Festival) jour inconnu (Gijón - Feria Internacional de Muestras de Asturias) le 10 (Allaire - Nuit celtique), le 3 (Lorient - Festival interceltique, Stade du Moustoir), le 17 (Orange - Festival, Théâtre antique) |
| Octobre 1980     | France                     | jour inconnu (Rennes (Festival de la chanson) France, le 11 (Brest - Parc de Penfeld) |
| Décembre 1980    | France                     | Le 19 (Lorient - Plateau des quatre vents) |
| Notes : 1. 2. 3. |                            | |

### TournéeTerre des vivants
Cette tournée, qui démarre après la sortie de Terre des vivants, est passée par l'Espagne en avril 1981, l'Italie en mai et l'Allemagne en juin avec comme musiciens Laurent Cokelaere, Georges Gasquy, Bernard Coutelan, François Laizeau, . Ensuite, Alan Stivell passe plusieurs fois par les États-Unis, jusqu'en Australie fin 1981 ; ainsi, Yves Thézé, proviseur breton, évoque dans les colonnes du Télégramme son passage sur scène lors d'un concert d'Alan au théâtre de Canberra en Australie.
| Mois                   | Pays                      | Jour (Ville - Lieu) |
| ---------------------- | ------------------------- | --- |
| Mars 1981              | France                    | Tournée en Bretagne le 11 (Rennes - Salle omnisports), le 19 (Saint-Nazaire - Maison du peuple), le 20 (Fougères - Salle polyvalente), le 21 (Vannes - Palais des arts), le 22 (Pontivy - Théâtre), le 23 (Brest - P.A.C), le 24 (Morlaix - Théâtre), le 25 (Rennes - Salle de la cité), le 26 (Concarneau - C.A.C), le 27 (Guingamp - Salle de Kergozh), le 28 (Nantes - Auditorium) |
| Avril 1981             | Espagne                   | tournée à préciser |
| Mai 1981               | Italie                    | tournée à préciser |
| Juin 1981              | Italie Allemagne Autriche | (tournée à préciser) le 1er (Florence - Apollo Theatre), le 7 (Nuremberg - Festival Lieder unter freiem Himmel Nürnberg, Zeppelinfeld), le 14 (Berlin - Waldbühne) (tournée à préciser) |
| Juillet 1981           | États-Unis                | tournée à préciser |
| Septembre Octobre 1981 | France                    | du 15 septembre au 18 octobre (Paris - Bobino) |
| Automne 1981           | France                    | dates à préciser |
| Décembre 1981          | France                    | le 17 (Rennes - Salle de la Cité) |
| Fin 1981               | États-Unis Australie      | tournées à préciser (dont Canberra - Théâtre) |
| Janvier 1982           | États-Unis                | le 15 (New York - Town Hall) |
| Février 1982           | États-Unis                | (Los Angeles - Beverley Theater), (Santa Barbara) et (New York - Tony Hall) |
| Avril 1982             | France                    | le 30 (Nantes - Place de la Petite-Hollande) |
| Mai 1982               | France                    | le 21 (Saint-Brieuc - 2e Festival de harpe celtique, Cathédrale), le 29 (Guingamp - Gouel ar Brezhoneg, Salle Kergozh) |
| Juin 1982              | France                    | le 30 (Nantes - Place de la Petite Hollande) |
| Juillet 1982           | Italie                    | le 25 ou 26 (Issogne - Château d'Issogne, vallée d'Aoste) |
| Août 1982              | Italie France             | le 1er (Turin) le 8 (Allaire), le 13 (Lorient - Festival interceltique, Stade du Moustoir) |
| Notes : 1. 2.          |                           | |

### TournéeLégende
C'est à l'étranger qu'Alan Stivell va surtout devoir se produire car hors de l'Hexagone la passion pour la musique celtique brûle toujours. Son univers onirique trouve donc des résonances Outre-Manche et Outre-Atlantique, en proposant les enregistrements de l'album Légende (ou Legend en anglais, Mojenn en breton). Se produisant en formation très réduite, cette tournée est à nouveau très confidentielle. Il se produit quelquefois en Bretagne, dont deux années au Festival interceltique de Lorient mais de façon différente de celle de son dernier passage de 1980 et dans des endroits propices au mythologique tels que les églises bretonnes, la cathédrale de Barcelone.
| Mois          | Pays                          | Jour (Ville - Lieu) |
| ------------- | ----------------------------- | --- |
| Début 1983    | États-Unis                    | date inconnue (New York - Carnegie Hall)                                                                                             |
| Août 1983     | France Belgique               | jour inconnu (Lorient - Festival interceltique) (Dranouter - Festival folk)                                                          |
| Octobre 1983  | Royaume-Uni                   | le 23 (Londres - The Venue, Victoria Street)                                                                                         |
| Automne 1983  | Italie                        | dates à préciser |
| Mars 1984     | Italie                        | le 28 (Gênes - Teatro della Tosse)                                                                                                   |
| Avril 1984    | France                        | le 06 (Langonnet - Église), le 22 (Guern - Chapelle de Quelven)                                                                      |
| Mai 1984      | Espagne                       | le 12 (Madrid - Fiestas de San Isidro, Palais des sports)                                                                            |
| Juin 1984     | Allemagne / France            | le 15 (Ludwigshafen - Ebert Halle) le 20 (Saint-Nazaire - Maison du Peuple)                                                          |
| Juillet 1984  | États-Unis Suisse Royaume-Uni | le 21 (New York - Hunter College Auditorium) le 19, 20, 21 ou 22 (Nyon - Paléo Festival) le 29 (Cambridge - Cambridge folk festival) |
| Août 1984     | France                        | le 7 (Lorient - 14e Festival interceltique)                                                                                          |
| Décembre 1984 | France                        | les 14-15 (Paris - Église Saint-Julien-le-Pauvre)                                                                                    |
| Notes : 1.    |                               | |

### TournéeHarpes du Nouvel Âge

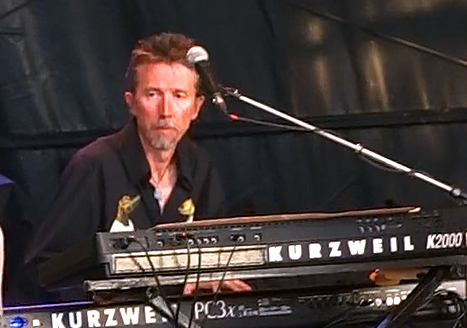
Jean-Claude Normant

Alan Stivell réalise plusieurs prestations en solo durant cette tournée, accompagné de sa harpe et de flûtes irlandaises. Ainsi, il interprète des titres de son album Harpes du Nouvel Âge (enregistré en solo) et divers morceaux extraits de ses albums précédents, en particulier Renaissance de la harpe celtique, Chemins de Terre, Trema'n Inis : Vers l'île et Légende.
L'été 1985, il se produit dans plusieurs églises de Bretagne pour des concerts intimistes. Il voyage dans le Sud de l'Europe et jusqu'aux États-Unis, recevant en 1986 un Indie Award de la part des producteurs et des distributeurs américains. Son nouveau guitariste Yvon Landoas et Jean-Claude Normant aux claviers l'accompagnent en Europe et probablement Bernard Coutelan (guitare) aux États-Unis.
| Mois          | Pays                         | Jour (Ville - Lieu) |
| ------------- | ---------------------------- | --- |
| Juin 1985     | France                       | le 13 (Caen), le 14 (Cherbourg-Octeville) |
| Juillet 1985  | Royaume-Uni                  | (Cambridge - Cambridge Folk Festival) |
| Août 1985     | France                       | Tournée des basiliques et des cathédrales de Bretagne le 15 (Plabennec - Église), (Quimper - Cathédrale) |
| Octobre 1985  | France                       | le 26 (Paris - Église, organisé par le Centre de Musique Irlandaise) |
| Décembre 1985 | France                       | le 04 (Nantes), le 05 (Châteaubriant) |
| ? 1985        | République tchèque           | (Prague) |
| Février 1986  | États-Unis                   | Tournée nord-américaine (Côte Ouest) |
| Mars 1986     | France                       | le 07 (Lorient) |
| Avril 1986    | France Portugal              | (Bourges - Printemps de Bourges) le 19 (Porto - Festival interceltico do Porto, Teatro Rivoli) |
| Juillet 1986  | Écosse France Espagne France | le 5 (St Andrews - Fife Aid for Africa, Craigtoun Country Park) le 7 (Landerneau - Église St-Houardon) le 19 (Alcalá de Henares - Palacio Arzobispal), le 20 (Ortigueira - Festival Internacional do Mundo Celta) le 22 (Lyon - Festival des Nuits de Fourvière, Grand théâtre), le 23 (Quimper - Cathédrale Saint-Corentin) |
| Août 1986     | France                       | (Colmar - Foire aux vins d'Alsace) |
| Octobre 1986  | États-Unis                   | Tournée nord-américaine (Côte Est) |
| ? 1986        | France                       | (Paris) (Hazebrouck) |
| Notes : 1.    |                              | |

### TournéeDelirium

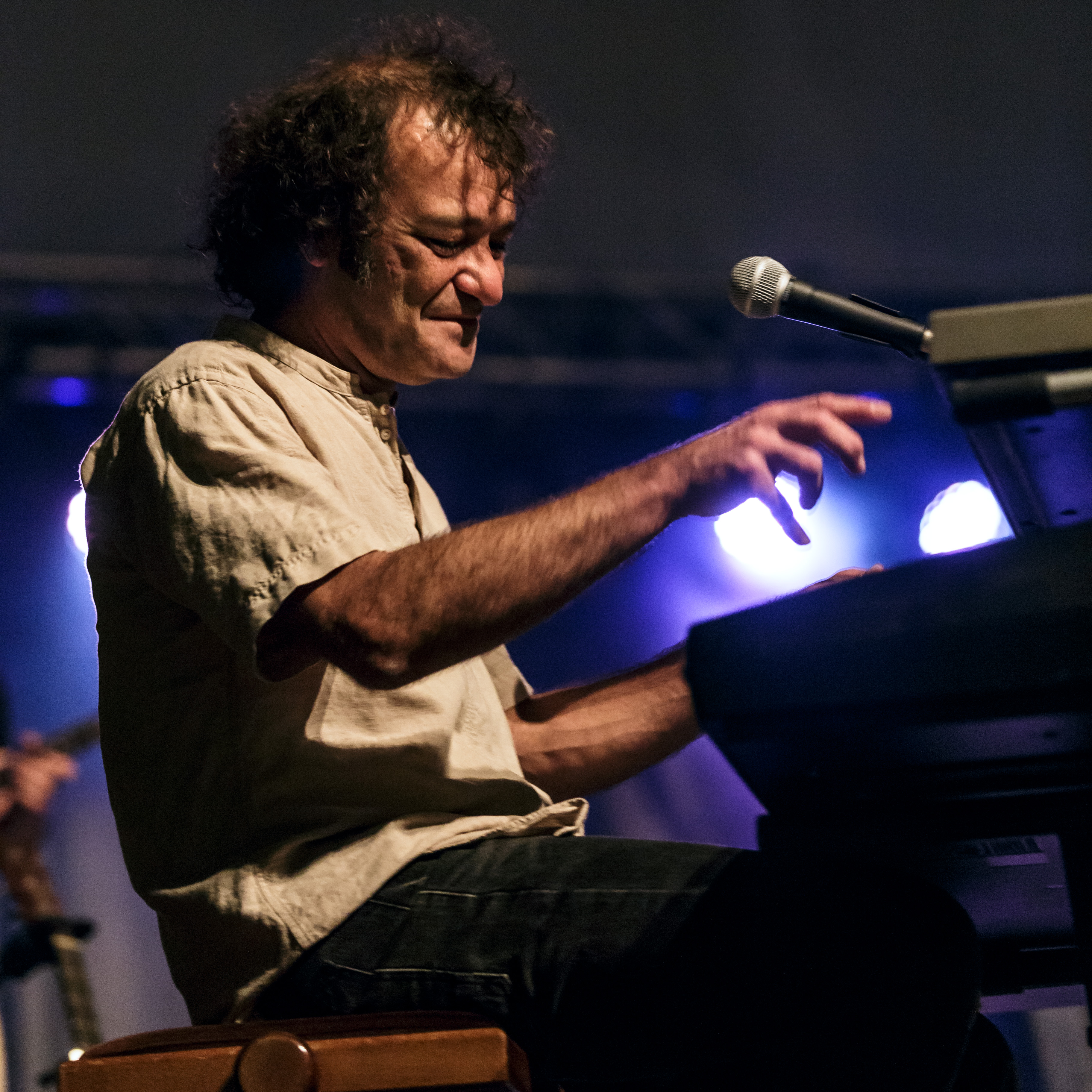
Sylvère Morisson

Delirium est le dernier disque d'Alan Stivell paru en format vinyle, un "deux titres" enregistré au studio Arthea à Grasse (45 tours WEA). Les musiciens qui participent à l'enregistrement mais aussi aux concerts sont : Yves Ribis (guitares, Glaz), Thierry Gillet (batterie, CC Parker), Sylvère Morisson (claviers, Michel Tonnerre), Patrick Goyat (basse, Red Cardell).
| Mois             | Pays              | Jour (Ville - Lieu) |
| ---------------- | ----------------- | --- |
| Janvier 1987     | France            | le 15 (Paris - L'Olympia), le 21 (Le Blanc), le 22 (Chartres), le 23 (Jonzac), le 24 (Noyant), le 30 (Nantes), le 31 (Quettehou)                                         |
| Février 1987     | France            | le 1er (Flers), le 4 (Fontenay-le-Comte), les 5-6 et 7 (Tours), le 8 (Loches), le 10 (Cognac), le 11 (Bordeaux), le 12 (Royan), les 13 et 14 (Angoulême), le 15 (Chinon) |
| Mai 1987         | France            | le 14 (Tournus) |
| Juin 1987        | France            | le 19 (Montceau-les-Mines - CAR) |
| Juillet 1987     | France            | le 12 (Quimper - Festival de Cornouaille, Cathédrale Saint-Corentin) |
| 2d semestre 1987 | Canada États-Unis | Tournée nord-américaine : Canada et États-Unis |
| ? 1988           | France            | (Paris - Olympia) |
| Février 1988     | Italie            | le 19 (Rome - Euritmia, Parco del Tourimo) |
| Mai 1988         | France            | le 30 (Parigny-les-Vaux - Festival) |
| Juin 1988        | Autriche          | le 18 (Krems an der Donau - 1re Kremser Altstadtfest) |
| Août 1988        | France            | le 5 (Quintin - Salle des Fêtes),, le 7 (Lorient - Halle du Moustoir), le 13 (Douarnenez - Nuits Celtiques)                                                              |
| Avril 1989       | France            | le 28 (Carhaix-Plouguer - Fête de la Langue Bretonne) |
| Août 1989        | Belgique          | (Dranouter - Festival folk) |
| Notes : 1.       |                   | |

## Années 1990
| Mois         | Pays           | Jour (Ville - Lieu) |
| ------------ | -------------- | --- |
| Juillet 1990 | France         | le 19 (Quimper - Festival de Cornouaille) |
| Août 1990    | France Espagne | le 4 (Confort-Meilars - Fête des Quatre Clochers), (Lorient - Festival interceltique du 3 au 12 août) (Moaña - Festival Intercéltico do Morrazo) |
| Octobre 1990 | États-Unis     | Boston, Washington, New York (Bottom Line), Chapel Hill, Atlanta                                                                                 |

### TournéeThe Mist of Avalon

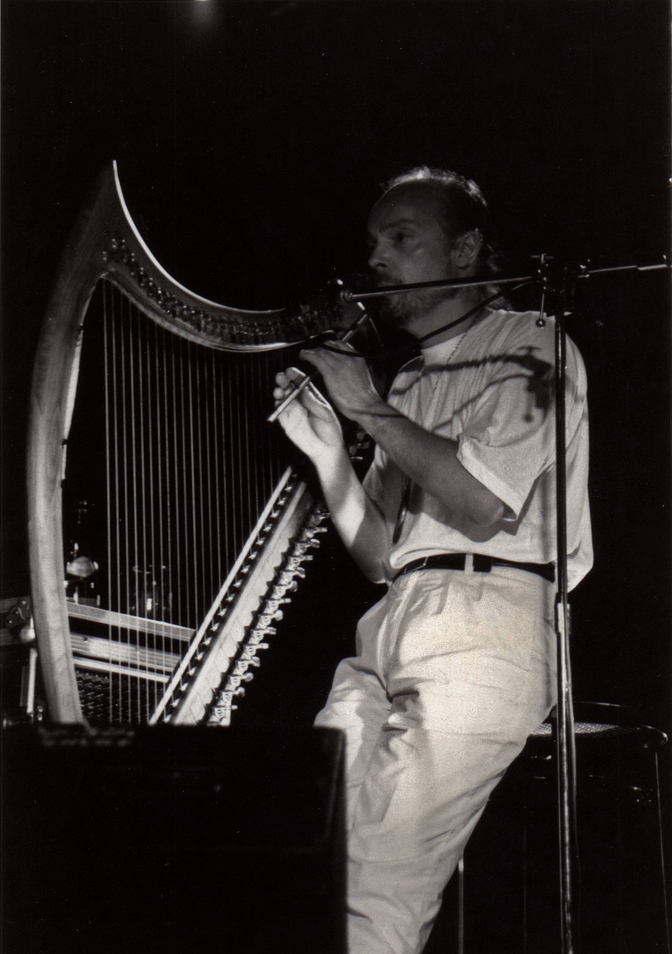
Alan Stivell au festival de Dolceacqua (Italie) en 1991.

The Mist of Avalon est le nom de l'album sorti en 1991, sur lequel enregistrent des musiciens de Kate Bush et son frère qui signe deux textes (la chanteuse participe à l'enregistrement de Kimiad sur l'album Again en 1993). La tournée, dédiée à l'univers des légendes arthuriennes, prolongement de l'album, permet des rencontres avec des figures majeures de la musique celtique comme Paddy Moloney et son groupe The Chieftains, Loreena McKennitt, qui déclare en 1991 avoir découvert la musique celtique dans les années 1970 en écoutant l'album Renaissance de la harpe celtique. Parmi les musiciens, Gérard Macé occupe le poste de batteur.
En 1993, après la sortie de l'album d'Idir Les Chasseurs de lumière auquel participe Alan Stivell en duo sur Isaltiyen (« Les Celtes »), il l'accompagne pour la promotion de l'album sur des plateaux télévisés, notamment sur France 3 Bretagne et sur France 2 en concert au théâtre de l'Empire pour l'émission en direct Le Cercle de minuit.
| Mois                   | Pays               | Jour (Ville - Lieu)                                                                    |
| ---------------------- | ------------------ | -------------------------------------------------------------------------------------- |
| Janvier 1991           | Pays-Bas           | (Tilburg - Festival Celtic)                                                            |
| Avril 1991             | Portugal Italie    | le 17 (Porto - Teatro Rivoli) (Ozieri - Festival de jazz)                              |
| Août 1991              | France Italie      | (Lorient - Festival interceltique) (Dolceacqua - Festenal world music festival)        |
| Décembre 1991          | République tchèque | (Prague - palais Lucerna)                                                              |
| ? 1991                 | Italie Espagne     | (Luglio - Festival des Musiques celtes) (Moaña - Festival Intercéltico do Morrazo)     |
| Mai 1992               | France Royaume-Uni | (Spézet - Fête de la Langue Bretonne) (Belfast - The World Harp Festival, Ulster Hall) |
| Juillet 1992           | France             | le 13 (Landerneau - Festival Kann Al Loar)                                             |
| Août 1992              | France             | (Rennes)                                                                               |
| Octobre 1992           | Australie          | le 1er (Paddington), le 6 (Sydney Town Hall)                                           |
| Printemps 1993         | Espagne            | Tournée en Espagne (Galice)                                                            |
| Juillet 1993           | France             | le 24 (Quimper - 70e Festival de Cornouaille)                                          |
| Août 1993              | France             | les 9 et 12 (Lorient - Festival interceltique), le 14 (Paimpol - Salle des Fêtes)      |
| Notes : 1. 2. 3. 4. 5. |                    |                                                                                        |

### TournéeAgain
Sorti en octobre 1993, l'album Again marque un nouvel engouement pour la musique celtique, Alan Stivell réarrangeant les morceaux qui ont marqué le début des années 1970 avec l'aide de célèbres musiciens des pays celtiques notamment. La tournée rencontre ainsi un large public avec une forte demande en Bretagne et en France. Il choisit d'interpréter des titres qui représentent un panorama de la musique celtique pour montrer les points communs, sa diversité et sa singularité. Le début de la tournée est marqué par l'incendie du Parlement de Bretagne le 4 février, ce qui amène l'artiste à écrire la chanson Parlament Lament pour le concert au profit de la reconstruction du Parlement le 11 mars à Rennes. Les musiciens qui prennent part aux concerts sont : les tchèques Michal Senbauer (guitares, chœurs) et Karel Holas (violon électrique) du groupe České Srdce (Bohemian Heart), le contrebassiste d'origine malgache Dina Rakotomanga (basse, chant, percussions), Guillaume Saint-James (claviers, saxophone ténor, chœurs), Hervé Batteux (batterie, percussions), Pierrick Lemou (violon, bouzouki).
| Mois             | Pays                                   | Jour (Ville - Lieu) |
| ---------------- | -------------------------------------- | --- |
| Décembre 1993    | France                                 | le 17 (Rennes - Les Rockeurs ont du cœur à La Cité) |
| Janvier 1994     | France                                 | le 10 (Toulouse - Le Confluent), le 11 (Pau - Zénith), le 12 (Bordeaux - Le Medoquine Talence), les 14 et 15 (Paris - Le Bataclan), le 16 (Tourcoing - Théâtre Municipal), le 18 (Lyon - Le Transbordeur), le 20 (Saint-Maixent-l'École - Le Hall d’enfer), le 25 (Saint-Brieuc - Salle Robien), le 26 (Saint-Sébastien-sur-Loire - L’Escall), le 27 (Rennes - Salle de la Cité), le 28 (Queven - Les Arcs), le 29 (Brest - Parc Penfeld), (Callac - Chez Ti Jos) |
| Mars 1994        | France                                 | le 11 (Rennes - Palais des sports) |
| Avril 1994       | France                                 | les 07 et 08 (Paris - Casino de Paris) |
| Mai 1994         | Royaume-Uni France                     | le 07 (Folkestone) le 11 (Lyon), le 13 (Marseille), le 14 (Pau - Palacio), le 16 (Bordeaux - Fémina), le 20 (Changé - Les Ondines), le 21 (Vannes), le 22 (Spézet - Fête de la Langue Bretonne), le 24 (Rouen), le 25 (Reims), le 26 (Tours), le 27 (Orléans) |
| Juin 1994        | Royaume-Uni France                     | le 03 (Birmingham), le 04 (Nottingham), le 05 (Chepton-Mallet), le 07 (Worcester), le 08 (Londres - Finsbury Park), le 11 (Cardiff) le 18 (Château-Thierry) |
| Juillet 1994     | France États-Unis France Italie France | le 1er (Brasparts - Festival des Portes de l'Enfer, Gwern an Dour), le 09 (Saint-Malo - Cour du château de Saint-Malo), le 16 (Plougonvelin - Fort de Bertheaume) le 17 (New York) le 22 (Batz-sur-Mer - Nuits Salines), le 23 (Saint-Hilaire-de-Riez) le 27 (Turin - Parco della Pellerina) le 29 (Concarneau - Cour du Petit-Château, Ville close), le 30 (Plouneour-Trez - Les Hespérides)                                                                     |
| Août 1994        | Belgique France                        | les 5 et 6 (Dranouter - Festival) (Spézet - Fête de la Langue Bretonne), le 13 (Plounéour-Trez), le 19 (Guingamp - Festival de la Saint-Loup, salle Kergozh), le 20 (Muzillac) |
| Notes : 1. 2. 3. |                                        | |

### TournéeBrian Boru
Sorti le 19 mai 1995, l'album Brian Boru est axé sur l'Irlande et l'Écosse, n'oubliant pas des thèmes forts pour la Bretagne : Let the Plinn, une dañs plinn qui s'inscrit dans la mouvance hip-hop, l'enregistrement de Parlament Lament et la modernisation de l'hymne breton qui retrouve ses origines galloises. La « vague » Again se poursuit et Ouest-France parle donc de « l'incontournable Alan Stivell ». La tournée démarre par le Zénith de Paris et se termine deux ans après par des concerts à l'Ouest des États-Unis et au Québec. 
L'été 1995, il est à l'affiche de plusieurs festivals bretons et Le Télégramme titre : « Alan Stivell l'éternel magicien / On the road again ». Au Festival interceltique 1995, il est exceptionnellement accompagné d'invités des pays Celtes : le St Andrew's Pipe Band, les chanteuses écossaises de Tannas, le chœur gallois Cor y Brythoniaid et des danseuses. Le fondateur du festival, Pierrot Guergadic, monte sur scène pour un hommage. L'été suivant, il se produit devant 60 000 personnes à la Fête de l'Humanité. Aux États-Unis, Alan Stivell rencontre un public nombreux, plusieurs fois au Lincoln Center, le principal centre culturel de New York, dans l'île de Manhattan, proche de Central Park, à Atlanta (« The return of the Bard of Brittany in Atlanta »), Washington et Boston.
Les musiciens qui l’accompagne sont : Pascale Le Berre-Pascal (claviers), Klifa Rachedi ou Ahmed Djemai (percussions),  Robert Le Gall (guitares, violon, direction musicale) et un guitariste acoustique. En 1995, la section rythmique est assurée par Félix Sabal-Lecco à la batterie (Peter Gabriel, Manu Dibango) et Dina Rakotomanga, un bassiste qui a joué avec Salif Keïta. À partir de l'été 1996, ils sont remplacés par Pascal Sarton (basse) du groupe Gwendal et Christophe Gallizio (batterie). 

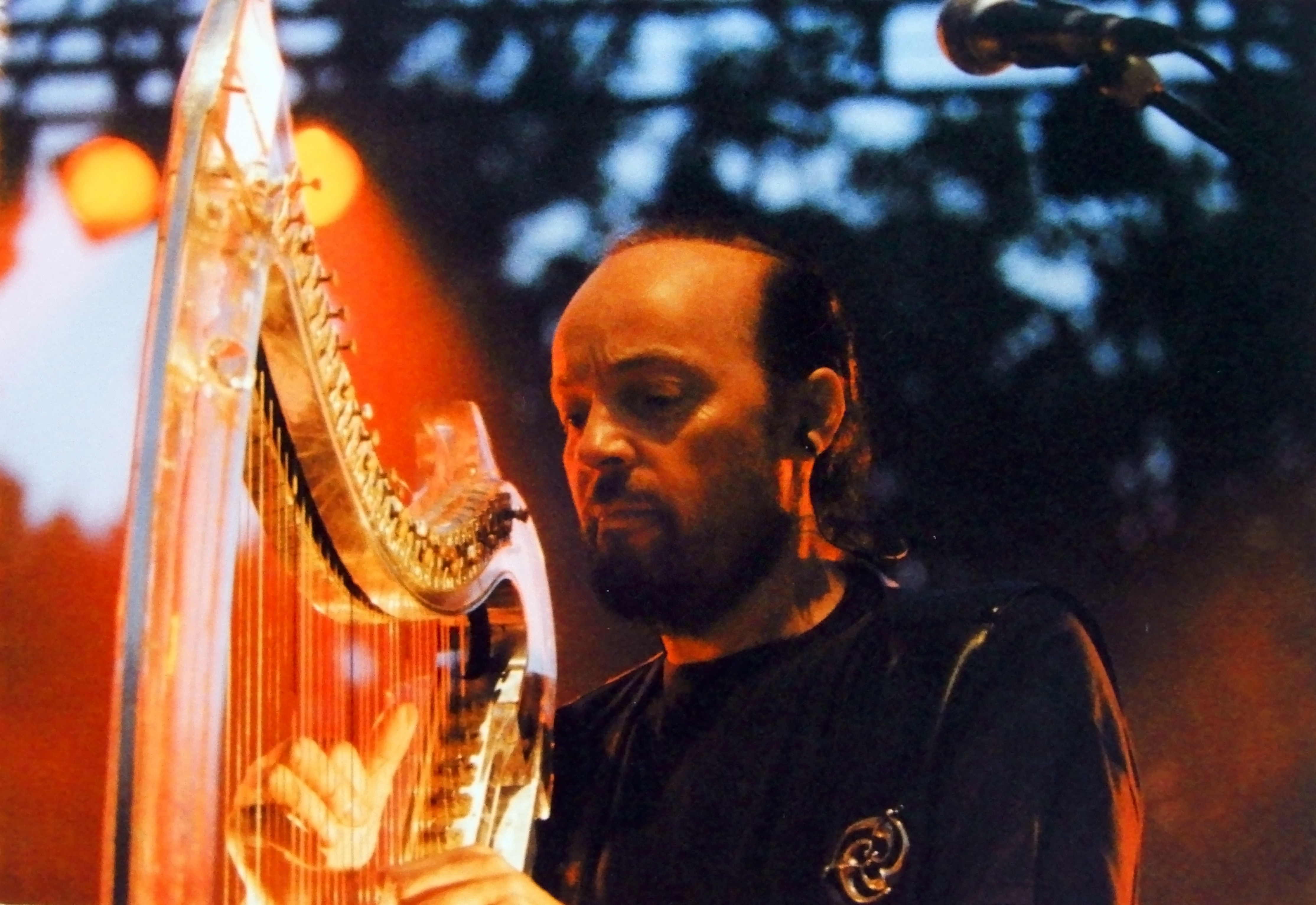
La Telenn Strink à La Baule
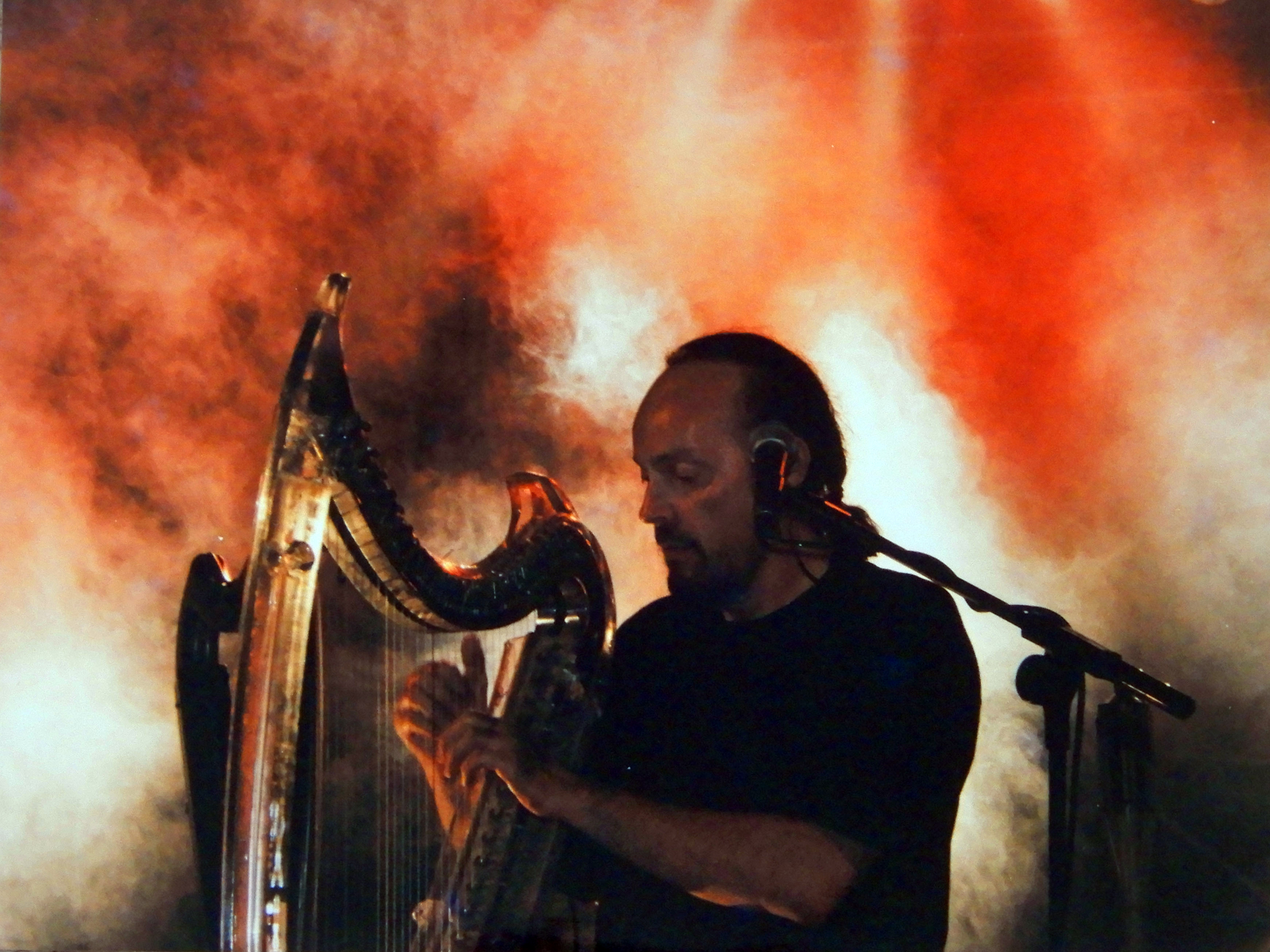
A Pont-l'Abbé en août 1995
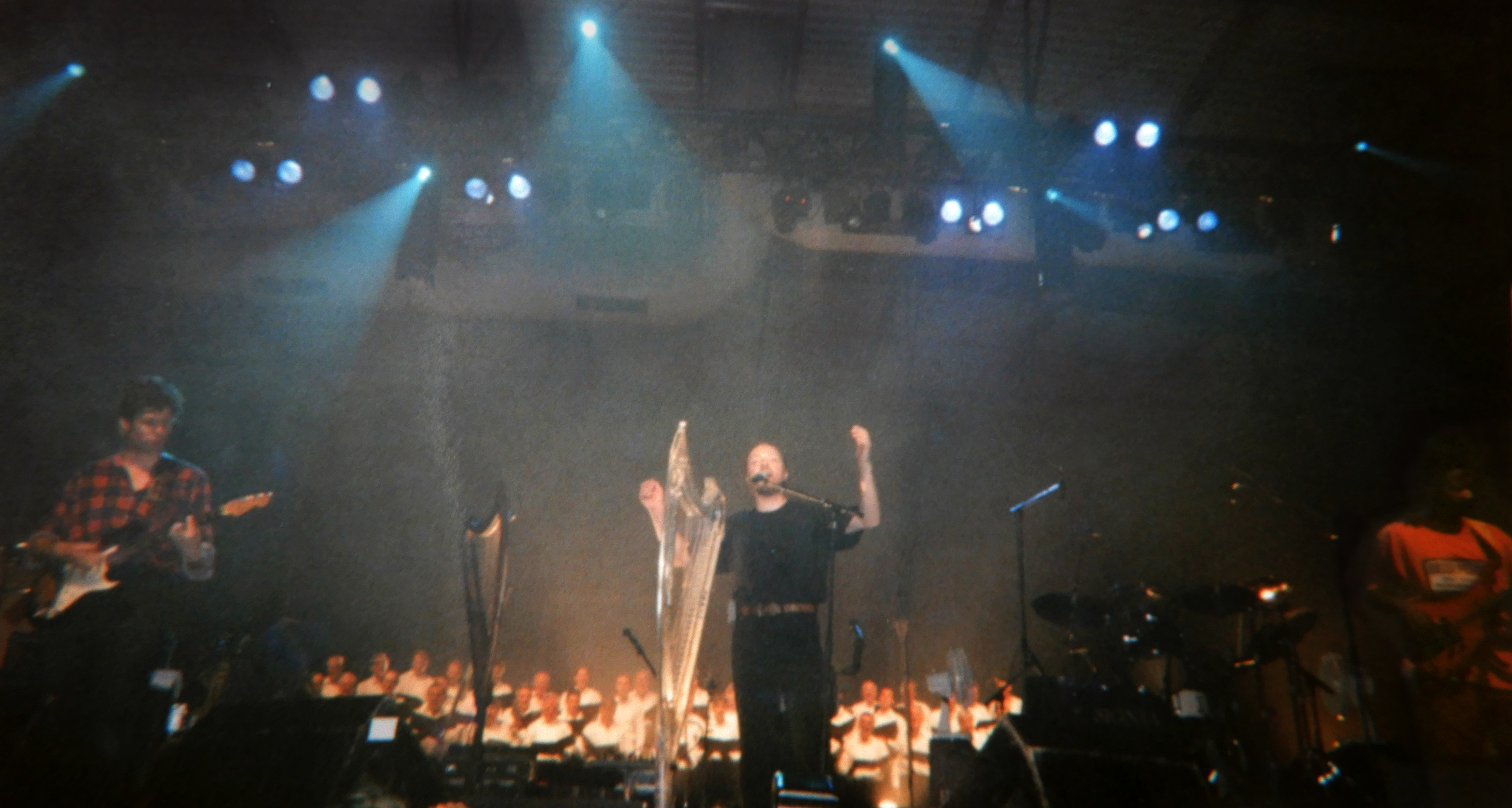
Au FIL 1995 avec le chœur gallois Cor y Brythoniaid
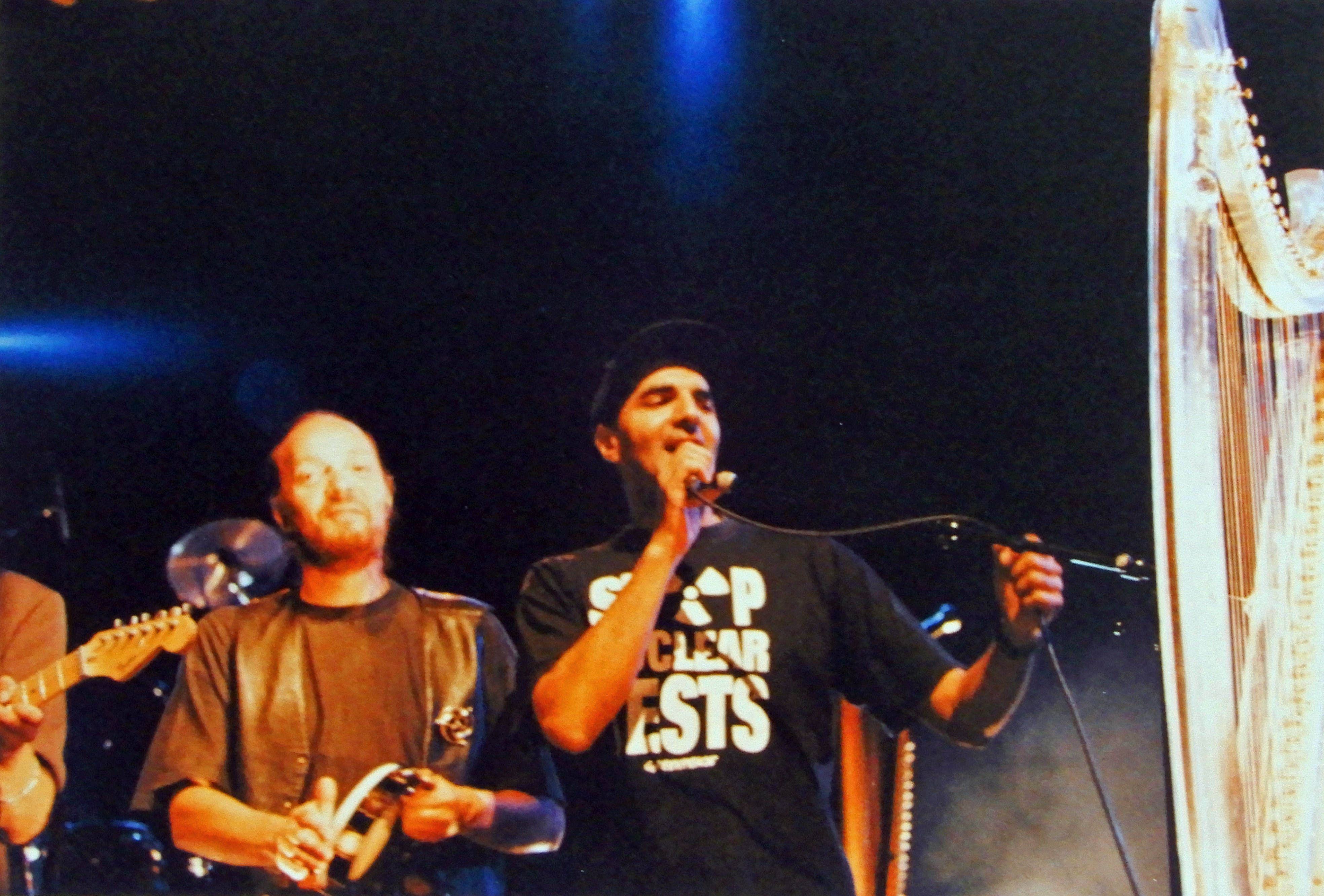
Le percussionniste Ahmed Djemai apporte de nouvelles influences sur scène
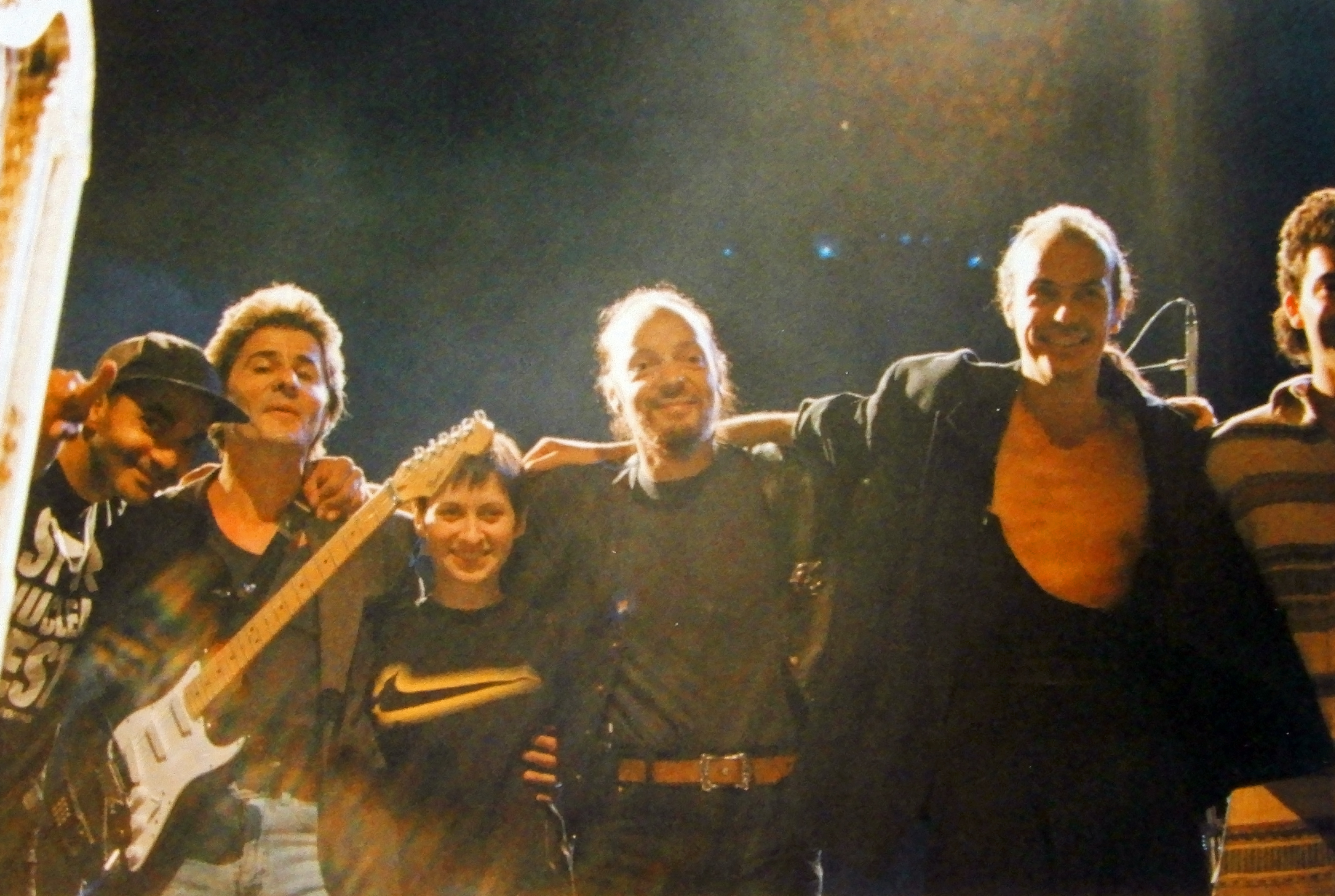
L'équipe de l'été 1996
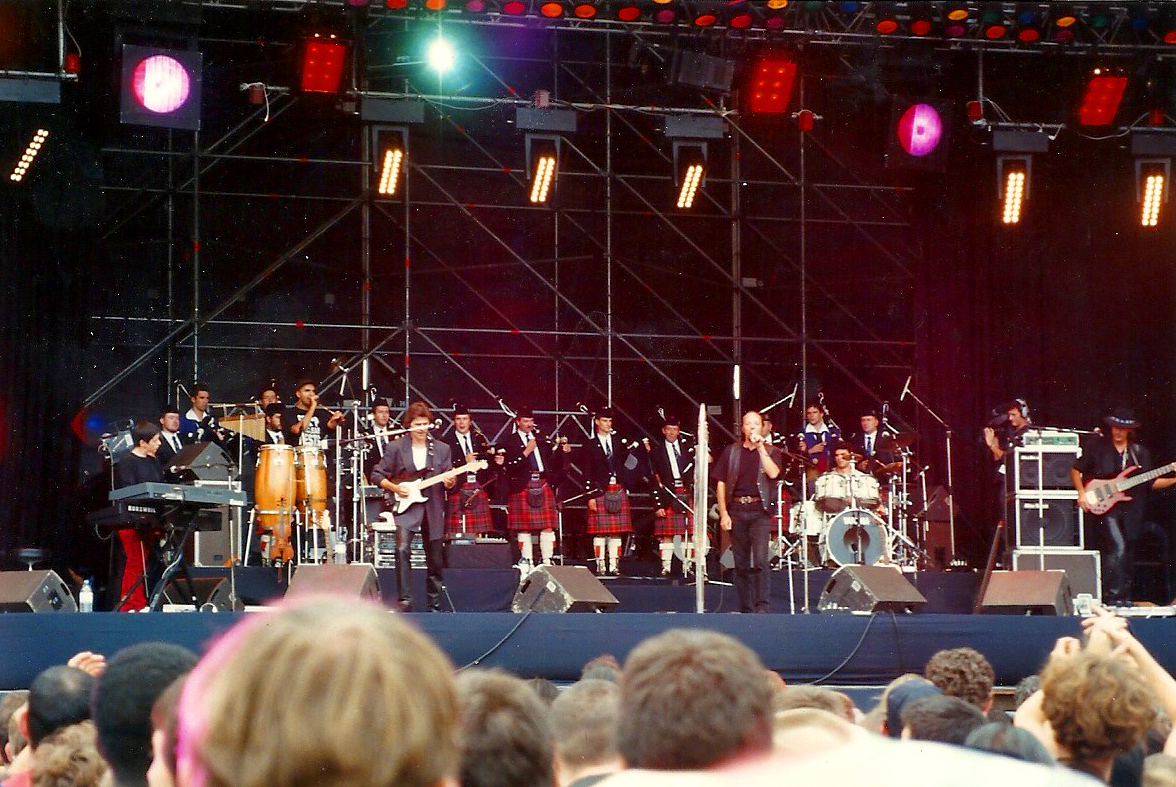
Fête de l'Humanité le 9 septembre 1996.

| Mois                                   | Pays                     | Jour (Ville - Lieu) |
| -------------------------------------- | ------------------------ | --- |
| Juin 1995                              | France                   | le 22 (Paris - Le Zénith) |
| Août 1995                              | France                   | le 04 (Plouénan - Le Cristal), le 06 (Colmar - Foire aux vins d'Alsace au Parc des Expositions), le 10 (Plouguerneau - Cour de la Maison Communale), le 12 (Lorient - Festival interceltique, Parc des expositions de Lann Sevelin), le 13 (Pont L'Abbé - Kervazegan), le 14 (Paimpol - Place Gambetta), le 28 (Paris - France 2, émission Taratata no 95) |
| Novembre 1995                          | France Belgique France   | le 25 (Athis-Mons - Centre Louis Thomas) le 28 (Bruxelles - Le Botanique, Salle de l’Orangerie) le 30 (Rennes - Transmusicales, salle Omnisports) |
| Décembre 1995                          | France                   | le 02 (Champs-sur-Marne - salle Jacques Brel), le 03 (Mayenne - Le Kiosque) |
| ? 1995                                 | France États-Unis        | (Brest - Parc Penfeld) (New York - Lincoln Center) |
| Février 1996                           | France                   | (Le Relecq-Kerhuon - L'Astrolabe) |
| Avril 1996                             | France                   | le 12 (Saint-Brieuc - Salle de Robien), le 13 (Brest - Parc Penfeld), le 21 (Rennes - Le Staduim), (Bourges - Festival Printemps de Bourges) |
| Mai 1996                               | France                   | le 22 (Angers - Le Chabada), le 23 (Joué-lès-Tours - Espace Malraux), le 24 (Allonnes - Complexe Polyvalent), le 07 (Paris - Parc de la Villette) |
| Juillet 1996                           | France Belgique France   | le 06 (Montcontour - Les Nuits d’Armor, Stade), le 14 (Brest - Triomphe des 1 001 sonneurs, Brest 96), le 17 (La Baule - Parc des Driades) le 19 (Spa - Festival Francofolies de Spa, Grande salle du Casino, le 24 (Jazz à Manosque, soirée Kabylie-Bretagne avec Idir). le 28 (Quimper - Festival de Cornouaille)                                        |
| Août 1996                              | France                   | le 03 (Le Faou - Ar Faou 96, Le Port), le 16 (Guingamp - Festival de la Saint-Loup) |
| Septembre 1996                         | France                   | le 09 (La Courneuve - Fête de l'Humanité) |
| ? 1996                                 | France États-Unis Italie | (Redon - Théâtre) (New York - Lincolc Center) (Verceil - Piémont, folkermesse) |
| Février 1997                           | France                   | le 1er (Quimper - Pavillon de Penvillers), le 07 (Feignies - Espace Gérard Philippe) |
| Avril 1997                             | France                   | le 10 (Rennes - Rave-noz) |
| Juillet 1997                           | France                   | le 05 (Ris-Orangis - Le Plan) |
| ? 1997                                 | France                   | (Paris - Cité des Sciences de La Villette) |
| Août 1997                              | Québec États-Unis        | Mini tournée nord-américaine en solo (Québec - Festival International d'été), (Montréal) (Atlanta), (Washington), (New York), (Boston) |
| Notes : 1. 2. 3. 4. 5. 6. 7. 8. 9. 10. |                          | |

### TournéeEunn Douar

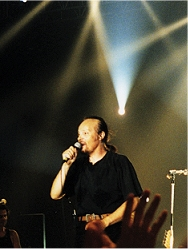
Festival interceltique de Lorient 1998

L'album 1 Douar sorti en mars 1998, s'ouvre au monde, notamment à l'Afrique, avec les chanteurs Youssou N'Dour et Khaled et des instruments comme la darbouka, la kora, le djembe. Ainsi, Klifa Rachedi poursuit sa route aux côtés de l'artiste aux percussions. On retrouve également Pascale Le Berre-Pascal (claviers), Robert Le Gall (guitares, violon, direction musicale), Pascal Sarton (basse), Christophe Gallizio (batterie). Lors du festival interceltique de Lorient 1998, devant 4 000 spectateurs à l'Espace Kergroise, il est accompagné par l'orchestre de chambre du festival, le bagad de Lorient et les chœurs de Bretagne notamment pour le Bro gozh ma zadoù. D'autres invités sont exceptionnellement présents parmi les musiciens : des sonneurs de pipeband écossais, Emer Mayock (flûtes, uillean pipes, chant), Breda Mayock (chant, violon).
Alan Stivell se produit à nouveau à l'Olympia, avec en invité Youssou N'Dour, et également à Paris-Bercy lors du spectacle Bretagnes à Bercy, avec l'Héritage des Celtes notamment, devant 16 000 fervents. À chaque concert, il descend dans la foule danser un plinn.
| Mois                | Pays                                          | Jour (Ville - Lieu) |
| ------------------- | --------------------------------------------- | --- |
| Mai 1998            | France                                        | le 28 (Colombes - Salle des Fêtes et des spectacles), le 30 (Parigny-les-Vaux), le 31 (Langonnet - Fête de la Langue Bretonne) |
| Juin 1998           | France République tchèque                     | le 13 (Vic-le-Comte - Festival Massif Central, Complexe sportif André Boste) le 21 (Prague - Fête de la Musique) |
| Juillet 1998        | France Suisse France                          | le 03 (Nantes - Salle de l’Olympic avec en invité spécial pour 2 chansons, Youssou N'Dour), le 10 (Landerneau - Festival Kann al Loar, salle Lavalot), le 11 (Fougères - Festival des Voix de Pays, Cour du Château de Fougères), le 15 (Mulhouse - Parc des Expositions), le 19 (Chambéry - Parc des Expositions, espace Malraux), le 21 (Lyon - Théâtre de Fourvières) le 23 (Nyons - Paléo Festival du 21 au 26 juillet) le 25 (Quimper - Festival de Cornouaille) |
| Août 1998           | France République tchèque Saint-Marin Espagne | le 08 (Lesneven - Festival de la Côte des Légendes), le 11 (Lorient - Festival interceltique), le 13 (Erquy - Le Port), le 14 (Rosporden - La Nuit des Etangs), le 15 (Lanouée - Celticofolies), le 16 (Guingamp - Festival de la danse bretonne et de la Saint-Loup), le 21 (Perros-Guirec - Festival des Hortensias), le 22 (Plouvorn - Salle polyvalente) (Prague) le 27 (Saint-Marin) le 29 (Oviedo)                                                              |
| Septembre 1998      | Espagne Italie France Maurice                 | le 04 (Valence) du 05 au 13 (Tournée en Italie) le 15 (La Réunion - Théâtre de Champ-Fleuri), le 16 (Nancy - Chapiteau de la Pépinière), le 17 (La Réunion - Théâtre Luc Donat) les 18 et 19 |
| Octobre 1998        | Espagne France                                | le 17 (A Coruña - Festival Céltico) (Massy - Opéra), le 30 (Marseille) |
| Novembre 1998       | France Belgique France                        | le 03 (Reims - Cirque) le 11 (Bruxelles - L’Ancienne Belgique) le 12 (Arras - Théâtre), le 13 (Fourmies - Théâtre), le 14 (Hénin-Beaumont - Salle de l’Escapade), le 28 (Savigny-sur-Orge - Espace Carré) |
| Décembre 1998       | France                                        | (Rennes - Transmusicales), le 02 (Épinay-sur-Seine), le 03 (Redon - Théâtre, C.C. du Pays de Redon), le 04 (Saint-Brieuc - La Passerelle), le 05 (Auray - L'Athéna), les 08 et 09 (Paris - L'Olympia), le 11 (Saint-Étienne), le 12 (Le Puy-en-Velay), le 13 (Gap) |
| ? 1998              | France                                        | date inconnue (Brest - Le Quartz) |
| Mars 1999           | France                                        | le 09 (Noisy-le-Sec - Centre Culturel), le 11 (Limoges - Centre Culturel Jean Moulin), le 13 (Montauban - Le Rio Grande), le 16 (Paris - Bretagnes à Bercy), le 19 (Issy-les-Moulineaux - Salle Berlioz), le 20 (Rueil-Malmaison - Théâtre André Malraux), le 31 (Chalon-sur-Saône - Nuit celtique, Parc des Expositions) |
| Avril 1999          | France                                        | le 10 (Saint-Ouen-l'Aumône - Salle des Fêtes de la Mairie), le 13 (Massy - Opéra), le 17 (Villeparisis - Centre Culturel Prévert), le 29 (Brest - Le Quartz) |
| Mai 1999            | France                                        | le 03 (Rennes - Salle Polyvalente), le 04 (Sens) |
| Juillet 1999        | France                                        | le 18 (Rennes - Place du Parlement) |
| ? 1999              |                                               | Tournées aux États-Unis, au Royaume-Uni, en Irlande et en Allemagne (dates et lieux inconnus) |
| Notes : 1. 2. 3. 4. |                                               | |

## Années 2000

### TournéeBack to Breizh
À son lancement, la tournée de l'album Back to Breizh dénombrait près d'une centaine de concerts, dans différents pays, dont plusieurs passages sur le continent Nord-Américain (Mexique, États-Unis, Canada) et de grands concerts filmés en Bretagne, les Vieilles Charrues à Carhaix et l'Interceltique de Lorient sur France 3. La structure rock est assurée par les musiciens Xavier Géronimi (guitares, chœurs), Marcel Aubé (basse, violon chinois) et Hubert Motteau (batterie) qui remplace Mourad Aït Abdelmalek, avec des invités suivant les dates (Frères Guichen, Gwennyn, bagadoù).
Un concert anniversaire, 30 ans après celui donné à L'Olympia le 28 février 1972 aurait eu lieu en 2002 dans la même salle selon son ancien musicien Gabriel Yacoub.
| Mois                              | Pays                                  | Jour (Ville - Lieu) |
| --------------------------------- | ------------------------------------- | --- |
| Mars 2000                         | France Belgique                       | le 15 (Île de Ré - La Maline), le 17 (Noyon - Le Chevalet), le 20-21 (Conflans-Sainte-Honorine - Théâtre Simone Signoret), le 22 (Vélizy-Villacoublay - Salle Maurice-Ravel), le 23 (Vincennes - Centre culturel Georges-Pompidou), le 24 (Mantes-la-Jolie - Salle Jacques-Brel), le 25 (Chauny - Le Forum), le 29 (Tourcoing - Le Théâtre), le 30 (Cambrai - Le Marché Couvert) le 31 (Seraing - Foyer culturel de Seraing), |
| Avril 2000                        | France                                | le 16 (Villeparisis) |
| Mai 2000                          | Nouvelle-Calédonie France Royaume-Uni | Tournée en Nouvelle-Calédonie (dates et lieux inconnus) le 19 (Bondy - Salle des fêtes de l'Hôtel de Ville), le 27 (Bastia) le 29 (Manchester - Streets Ahead Festival) |
| Juin 2000                         | France Danemark                       | le 21 (Villiers-sur-Marne - Salle Georges-Brassens) le 23 (Hanovre - Exposition Universelle) |
| Juillet 2000                      | France Suisse                         | le 08 (Rennes - Festival Tombées de la Nuit - Le Liberté), le 13 (Tremblay-en-France - Parc des Sports), le 14 (Strasbourg - Festival Babel), le 16 (Thonon-les-Bains - Festival Estivalpes), le 17 (Brest - Fêtes maritimes de Brest 2000, Triomphe des 1001 sonneurs), le 18 (Rodez - Festival Estivada), le 20 (Pornic - Stade municipal), le 21 (Carhaix-Plouguer - Festival des Vieilles Charrues) le 22 (Fribourg - Festival Jazz Parade) |
| Août 2000                         | France Belgique France                | le 1er (Mâcon - Festival Été frappé) le 4 (Dranouter - Festival) le 10 (Saint-Malo - Cour carrée du Château), le 12 (Saint-Nazaire - Festival Les Escales), le 13 (Crozon, Morgat - Festival du Bout du Monde), le 14 (Paimpol - Collège Saint-Joseph), le 19 (Dinan - Festival Penich'tro), le 23 (Aix-les-Bains - Festival F'Lac), le 31 (Brest - Les Jeudis du port) |
| Septembre 2000                    | États-Unis Canada                     | Tournée nord-américaine (États-Unis et Canada) (dates et lieux inconnus) |
| Octobre 2000                      | France Luxembourg France              | le 04 (Savigny-le-Temple - Espace Prévert), le 05 (La Courneuve - Centre culturel) le 6 (Luxembourg - Den Atelier) le 07 (Maisons-Alfort - Festi'Val de Marne), le 10 (Saint-Herblain - Festival Celtomania, Espace Onyx), le 11 (Lannion - Carré Magique), le 12 (Châteaubriant - Théâtre de Verre), le 13 (Les Herbiers - Théâtre), le 14 (Lorient - Place de l'Hôtel de Ville, Ch. Mond Cycl Plouay), le 17 (Le Guilvinec - C.L.C. du Guilvinec), le 18 (Benassay - Virecourt), le 19 (Niort - C.A.C.), le 20 (Rouillac - La Palène), le 24 (Boulogne-Billancourt - Auditorium), le 27 (Istres - L'Usine), le 28 (Tarbes - Centre culturel) |
| Novembre 2000                     | France                                | le 1er (Toulouse - Le Bikini), le 02 (Montpellier - Le Rockstore), le 03 (Pusignan - L'Odyssée), le 04 (Cébazat - Le Sémaphore), le 05 (Cébazat - Le Sémaphore) |
| Du 24 novembre au 4 décembre 2000 | Italie                                | Tournée en Italie |
| Décembre 2000                     | France Belgique France                | le 06 (Bordeaux - Le Femina), le 08 (Loudéac - Palais des congrès et de la culture), le 09 (Morlaix - Salle Sésame de Langolvas), le 10 (Concarneau - Centre des arts et de la culture), le 12 (Rouen - Expo 7) le 13 (Bruxelles) le 21 (Nevers - Maison de la culture) |
| Janvier 2001                      | France Pays-Bas France Écosse         | le 11 (Longues la Ville - Hunter College ?), le 12 (Nancy - Salle Poirel), le 13 (Thionville - Théâtre Municipal de Thionville) le 20 (Tilbourg) les 25 et 26 (Paris - La Cigale) le 28 (Glasgow - Celtic Connections Festival) |
| Février 2001                      | France                                | le 03 (Sablé-sur-Sarthe - Centre culturel Joël-Le-Theule), le 10 (Issoudun - CCAC) |
| Mars 2001                         | France Mexique                        | le 10 (Vernouillet - La Scène) le 17 (Veracruz - Festival du Tajin), le 24 (Mexico - Poliforo Siqueiros) |
| Août 2001                         | France                                | le 05 (Lorient - Festival interceltique de Lorient, Le Moustoir |
| Notes : 1. 2. 3.                  |                                       | |

### TournéeAu-delà des mots:50eanniversairede la harpe celtique
En amont de la nouvelle tournée, il se produit au Stade de France devant près de 70 000 spectateurs à l'occasion de la Saint-Patrick, interprétant des titres d'Au-delà des mots en solo, Eliz Iza, ses standards (Suite sudarmoricaine et Tri martolod) et conclut par le final de la Symphonie celtique, accompagné par les nombreux musiciens de cette Nuit Celtique (bagadoù, pipe bands) et les danseurs en costumes.
Cette tournée célèbre les 50 ans de la renaissance de la harpe celtique et du premier prototype construit par son père Georges Cochevelou de 1952 à 1953. Elle fait suite à l'album Au-delà des mots, sorti le 21 mai 2002, et aboutie à la sortie du livre Telenn, la harpe bretonne, co-écrit avec Jean-Noël Verdier. Publié en 2004, l'ouvrage est présenté lors de séances de dédicaces.
Autour des harpes du harpiste, les musiciens expérimentés se font, suivant les morceaux, discrets ou très présents : Johan Dalgaard (claviers), Latabi Diouani (remplacé par Klifa Rachedi, puis Philippe Monrose ou David Donatien en 2005 aux percussions), Arnaud Ciapolino (flûtes, bodhran, caisse claire), Cyril Poirier (guitares) en 2005. 

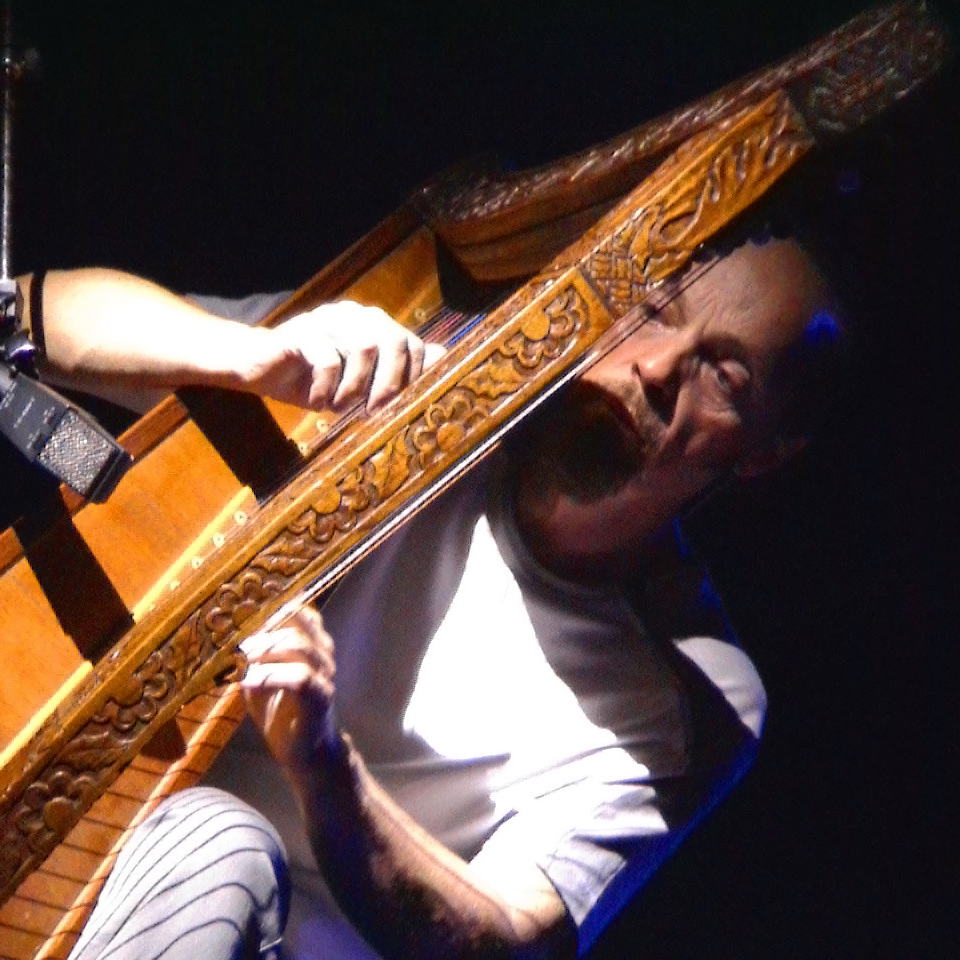
Dinan (Telenn gentañ)
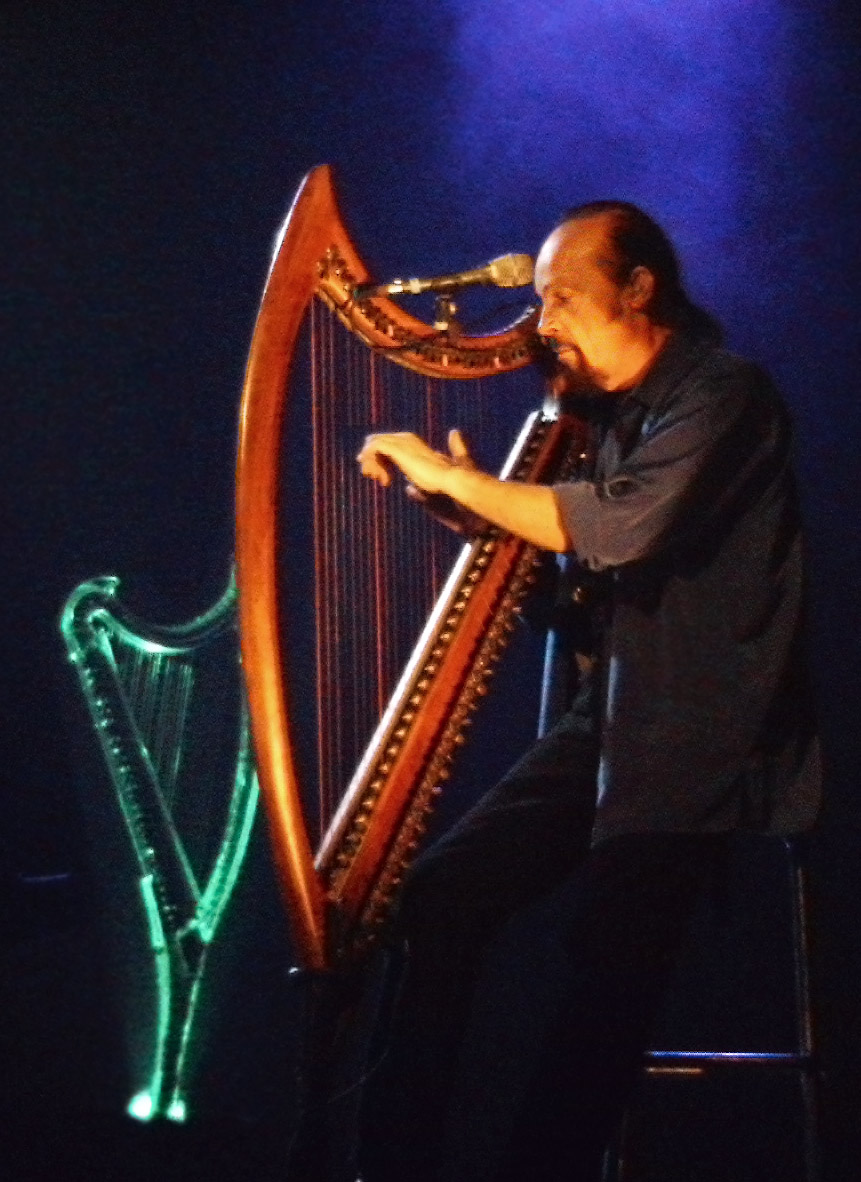
Bonchamp-lès-Laval
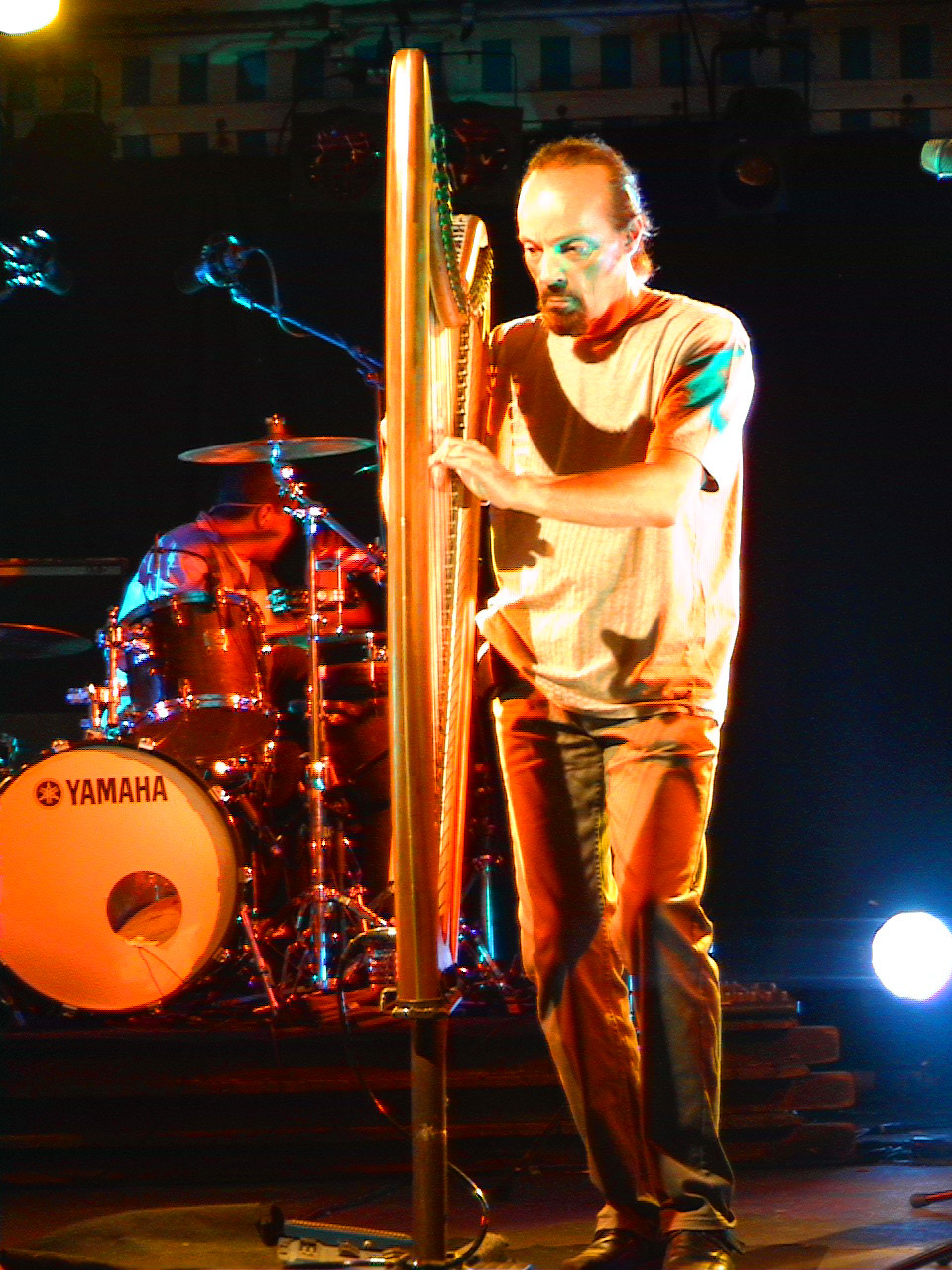
Saint-Quay-Portrieux
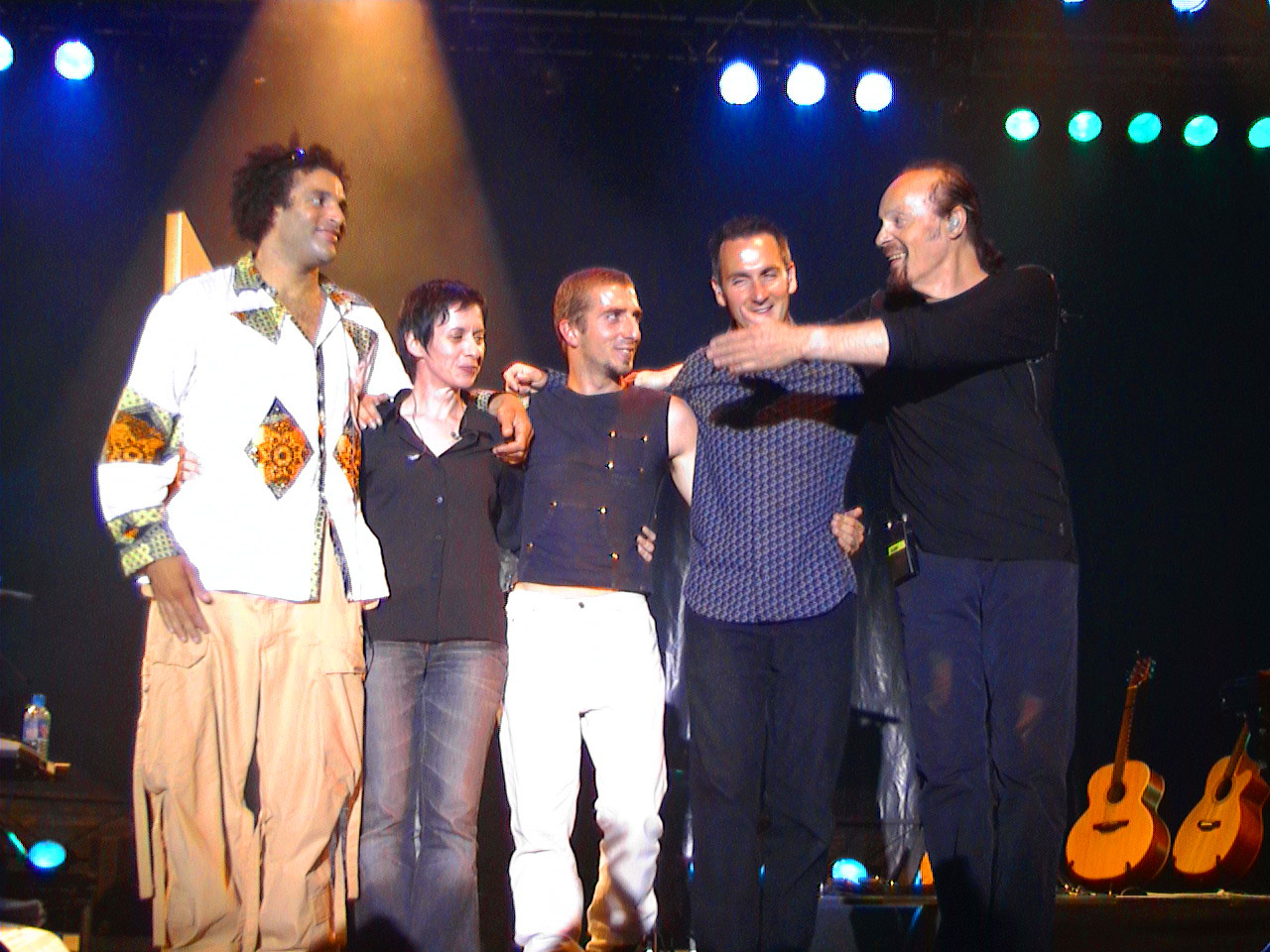
Châteaubourg
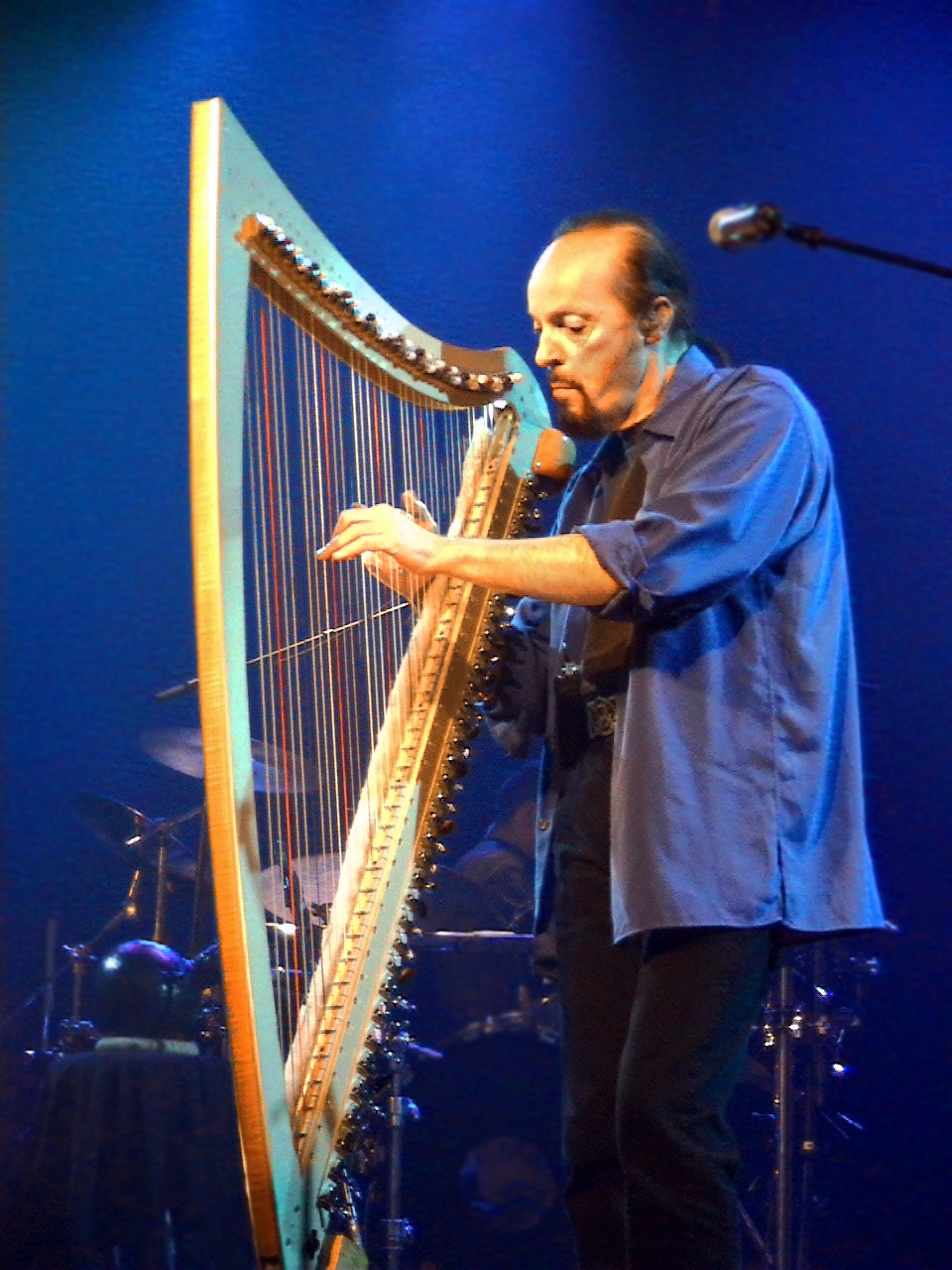
Bonchamp les Laval
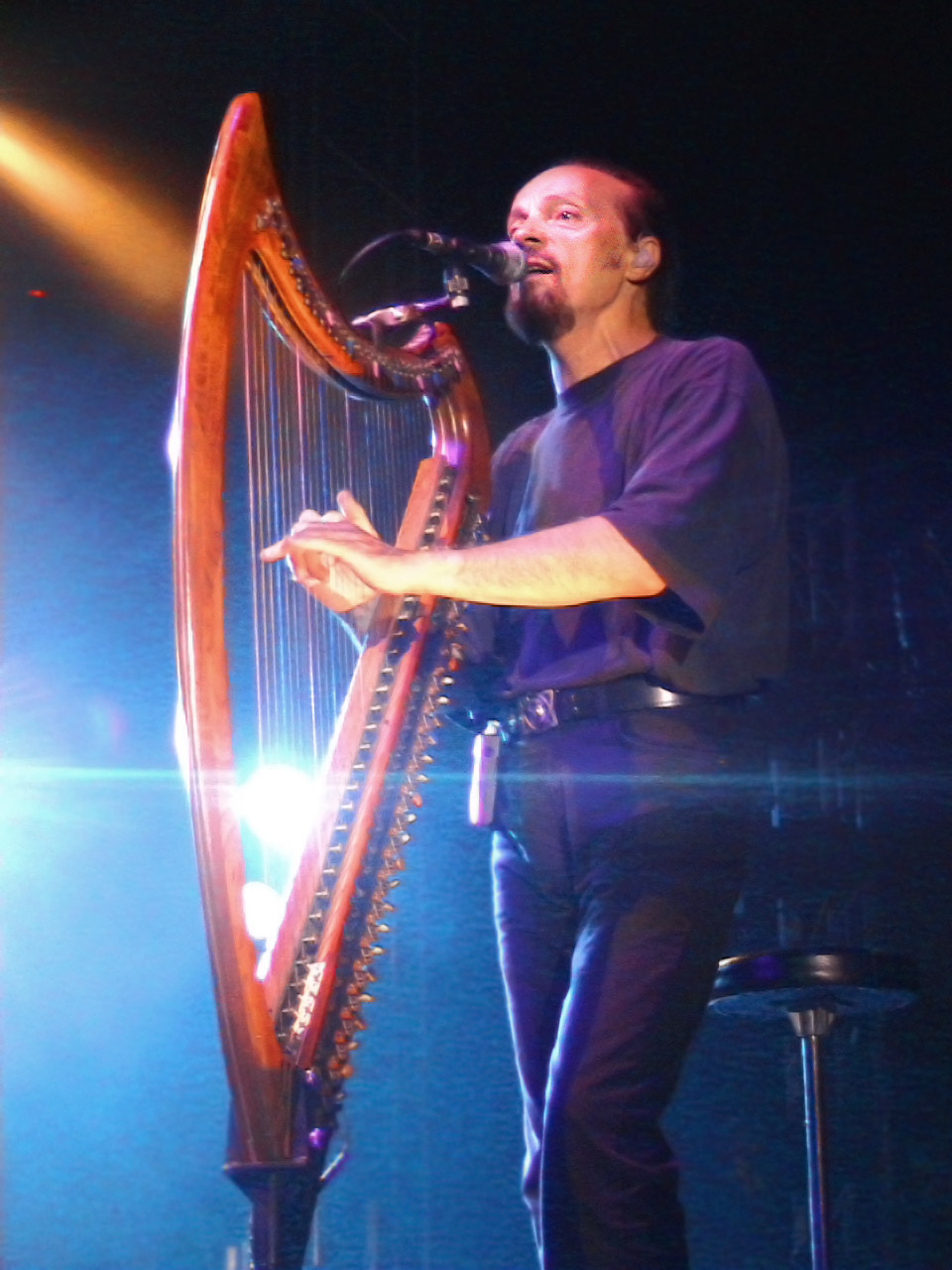
Guingamp
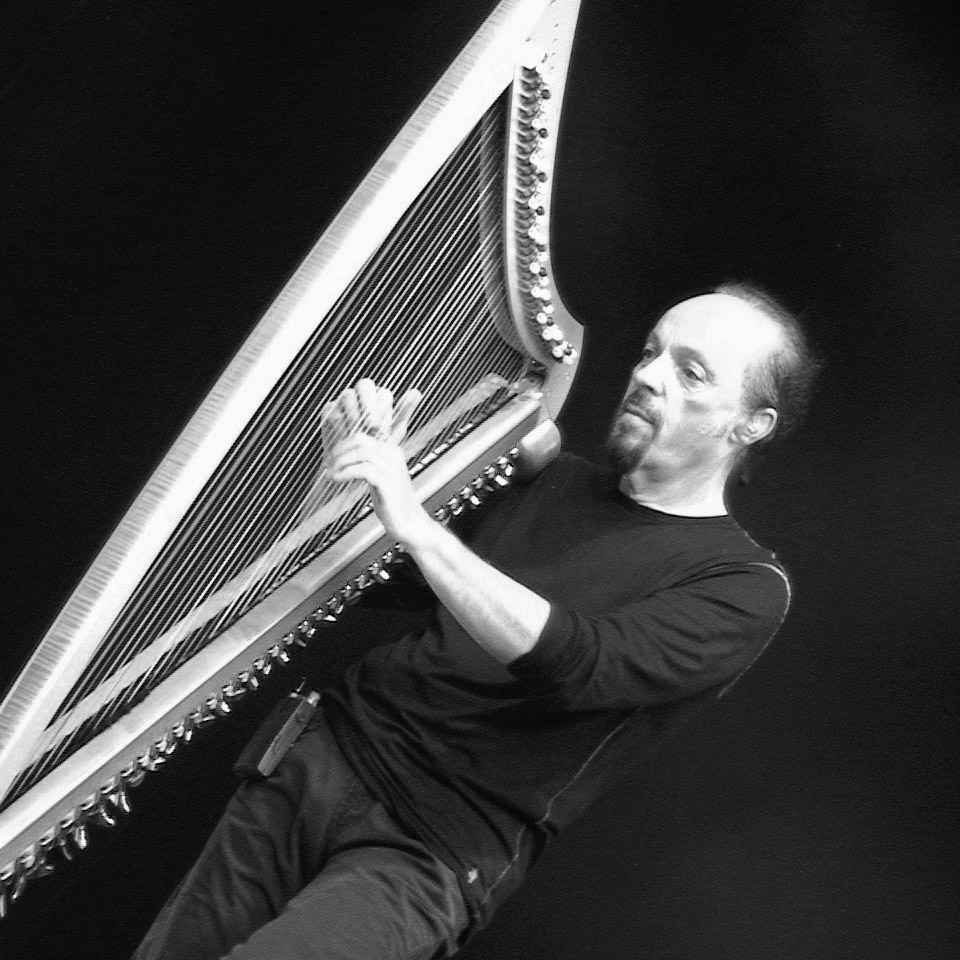
Antony

| Mois                         | Pays                                                                                     | Jour (Ville - Lieu) |
| ---------------------------- | ---------------------------------------------------------------------------------------- | --- |
| Février 2003                 | Italie                                                                                   | le 15 (Trieste - Teatro Verdi) |
| Mars 2003                    | France                                                                                   | le 15 (Paris - Stade de France), le 22 (Rennes) |
| Juin 2003                    | France Angleterre Suisse France Italie                                                   | le 07 (Vivonne - Festival Chants et Musiques venus d'Ailleurs) le 11 (Leicester - Montfort Hall) le 14 (Payerne) le 21 (Noisy-le-Grand), le 26 (Île de Ré - La Couarde, Salle de la Maline) le 28 (Porto Sant'Elpidio - Villa Barucchello), le 29 (Vinadio - Festival Celtique), le 30 (Turin - Turin Festival) |
| Juillet 2003                 | Italie France République tchèque France Allemagne Pays de Galles Belgique Espagne France | le 1er (Ascoli Piceno - Plazza Del Populo), le 02 (Bergamo - Splanti Sant'Agostino), le 03 (Aoste - 7e Fest. International de Musique Celtique), le 04 (San Giovanni al Natisone - Villa Brandis), le 05 (Laveno) le 07 (Boulogne-sur-Mer - Festival de la Côte d'Opale) le 10 (Prague - AghaRTA Prague kJazz Festival), le 11 (Ostrava) le 12 (Dinan - Festival des Rencontres de Harpe Celtique, Théâtre des Jacobins), le 15 (Vienne - 3e Nuit Interceltique, Théâtre antique), le 16 (Vitrolles - Théâtre de Verdure) le 18 (Nagold - Festival celtique Keltenfest) le 19 (Dolgellau, Cymru - Sesiwn Fawr Dolgellau Festival) le 23 (Knokke-Heist - Kneistival, en plein air, grande place Heldenplein) le 24 (Aïnsa - Festivale Celta de l'Aínsa), le 25 (Burgos - Festival Casilla Folk de Burgos), le 26 (Madrid) le 27 (Loon-Plage - Festival Het Lindeboom) |
| Août 2003                    | France Belgique Suisse France Allemagne Tunisie                                          | le 1er (Vermenton - Parc des Îles) le 02 (Abbaye de Floreffe - Festival Esperanzah) le 08 (Château-d'Œx - Festiv'Alpes), le 09 (Veysonnaz - Guinness Irish Festival) le 10 (Dore-l'Église - Festival Celtadore), le 15 (Muzillac - Festival), le 16 (Saint-Quay-Portrieux - Parc de la Duchesse Anne) le 20 (Darmstadt) le 29 (Tabarka - World Music Festival) |
| Octobre 2003                 | France                                                                                   | le 03 (Saint-Malo - Théâtre de Saint-Servan), le 10 (Vitry-sur-Seine - Festi 'Val de Marne, Théâtre), le 11 (Savigny-le-Temple), le 12 (Val-de-Reuil), le 14 (Courbevoie - Espace Carpeaux), le 16 (Charleville-Mézières - Théâtre), le 17 (Bonchamp-lès-Laval - Centre Culturel Les Angenoises), le 18 (Quéven - Les Arcs), le 22 (Vierzon - Nouveau Théâtre Mac Nab), le 23 (Brest - Le Quartz), le 24 (Bouguenais - Piano'cktail) |
| Novembre 2003                | France                                                                                   | le 22 (Nantes), le 26 (Abbeville) |
| Janvier 2004                 | Écosse                                                                                   | les 17 et 18 (Glasgow - Celtic Connections Festival, Barrowland) |
| Février 2004                 | France Italie                                                                            | le 07 (Saint-Germain-en-Laye - Théâtre Alexandre Dumas), le 10 (Saint Claude - Palais des Sports), le 12 (Maubeuge - Le Manège) le 15 (Terni - San Valentino, Théâtre Verdi) |
| Mars 2004                    | France                                                                                   | les 04 et 05 (Quimper - Festival Ouest-Nord-Ouest, Théâtre de Cornouaille), le 07 (Carhaix-Plouguer - Espace Glenmor), le 11 (Sanary-sur-Mer - Théâtre Galli), le 12 (Villenave-d'Ornon - Espace d'Ornon), le 13 (Puteaux - Théâtre des Hauts-de-Seine), le 14 (Sannois - Espace Cyrano), les 19, 20 et 21 (Paris - La Cigale), le 31 (Rennes - Théâtre National de Bretagne) |
| Mai 2004                     | France                                                                                   | le 08 (Turretot - Grande salle polyvalente) |
| Juin 2004                    | France                                                                                   | le 26 (Charnay-lès-Mâcon - Domaine de Champgrenon) |
| Juillet 2004                 | Espagne France Italie France                                                             | le 09 (Ortigueira - Festival Internacional do Mundo Celta de Ortigueira) le 16 (Béziers - Cloître de la Cathédrale St-Nazaire) le 21 (Gênes), le 22 (Sardaigne) le 24 (Quimper - Festival de Cornouaille), le 25 (Le Dorat - Hippodrome de La Sagne) |
| Août 2004                    | Belgique France                                                                          | le 06 (Dranouter - Grot Concert Tent, Folkfestival) le 14 (Guingamp - Festival de la danse bretonne et de la Saint-Loup) |
| Novembre 2004                | France                                                                                   | le 20 (Rennes) |
| Mars 2005                    | France                                                                                   | le 08 (Redon), le 18 (Lillebonne), le 19 (Saint-Quentin - Salle du Splendid), le 25 (Saint-Dié-des-Vosges - Espace Georges-Sadoul, Salle Yvan-Goll), le 26 (Illkirch-Graffenstaden - Centre culturel de l'Illiade) |
| Mai 2005                     | France                                                                                   | le 24 (Calais) |
| Juin 2005                    | France                                                                                   | les 10 et 11 (Nantes - Spectacle Celtica, Stade de la Beaujoire ; Alan en solo), le 19 (Antony - Parc Heller), le 30 (Sens - Cours du Palais Synodal) |
| Juillet 2005                 | France                                                                                   | le 02 (Carmaux - Parc du Candou), le 13 (Chateaubourg - Festival du Bocage), le 15 (Vienne - 5e Nuit Interceltique, Théâtre antique) |
| Août 2005                    | Italie Belgique Espagne                                                                  | le 06 (Vinadio - Sentinelle delle Alpi) le 19 (Bruxelles - Eu'ritmix Summer Festival) le 20 (Colindres - Festival de Música Cántabra) |
| Septembre 2005               | Pays de Galles                                                                           | le 03 (Cardiff - International Celtic Festival) |
| Notes : 1. 2. 3. 4. 5. 6. 7. |                                                                                          | |

### TournéeExplore

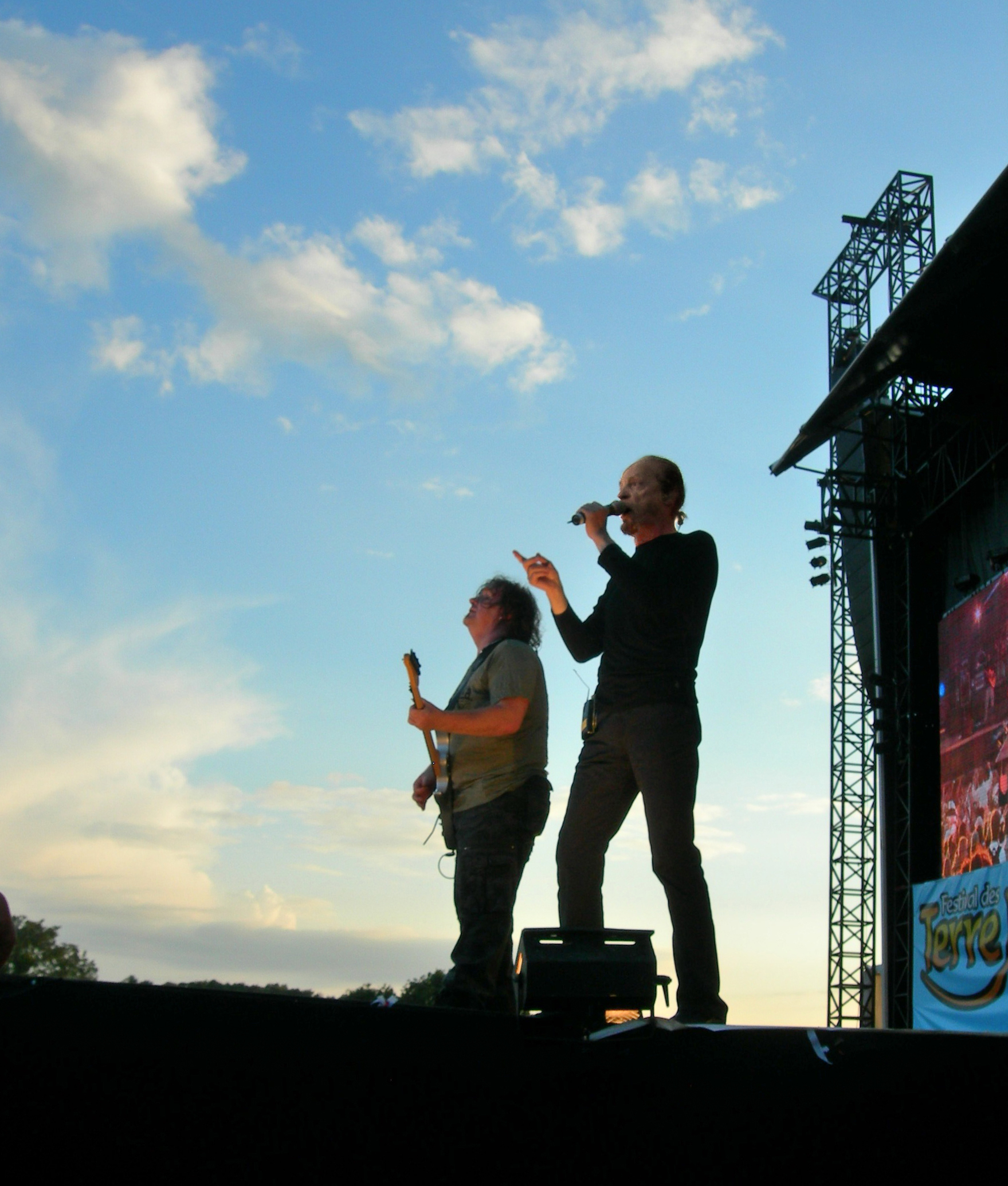
Pat O'May et Alan Stivell sur l'avant-scène du Festival des Terre-Neuvas à Bobital.

Tournée qui suit la sortie de l'album Explore, le 16 mars 2006, avec les musiciens suivants : Guillaume Saint-James (claviers et saxo électrique), Marcus Camus (batterie, percussions, basse), Sébastien Guérive (claviers, synthé, sample, effets), Arnaud Ciapolino (flûte traversière, batterie écossaise), rejoints fin 2007 par Anthony Masselin (cornemuse écossaise, pib-uilleann), Gaëtan Grandjean (guitares) et Loumi Seveno (violon).
Durant cette tournée, le guitariste Pat O'May, présent pour l'enregistrement, est invité sur quelques dates, comme à Guingamp en 2007 en compagnie du Bagad Gwengamp. Alan Stivell est quant à lui invité à la carte blanche de Pat O'May, au chant et à la harpe, pour le Festival des Terre-Neuvas dans les Côtes d'Armor. Le 8 août 2007, Alan Stivell « parraine » Laurent Voulzy pour qu'il soit programmé à l'espace Marine du Festival interceltique de Lorient : il le rejoint sur scène pour interpréter Tri Martolod, en présence de Dan ar Braz, et Alain Souchon se mêle à eux pour le final du concert, Belle-Île-en-Mer, Marie-Galante. Après s'être rendu dans plusieurs pays européens et en Afrique du nord, la tournée se conclut dans les festivals bretons de l'été 2008.

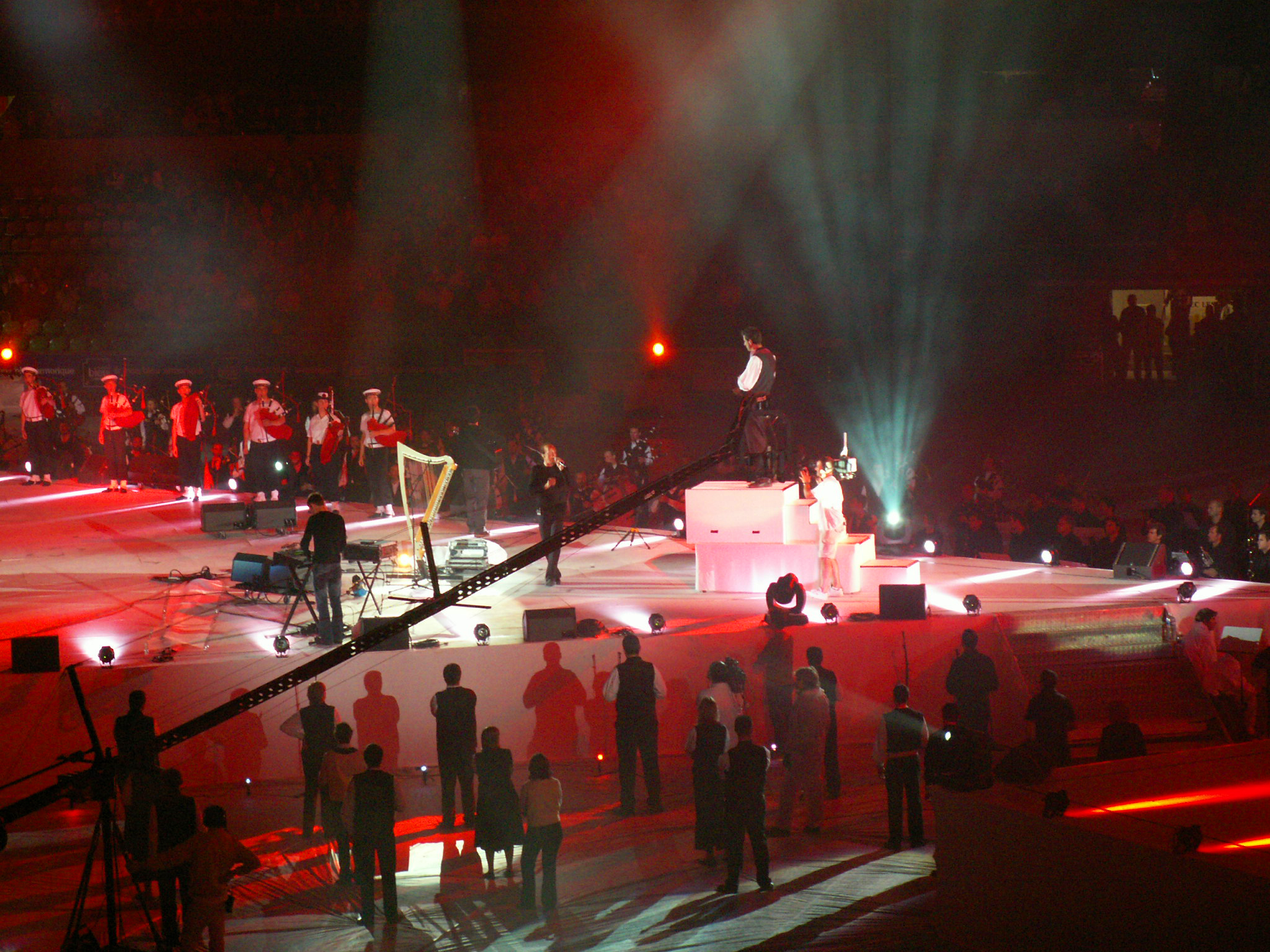
Nuit Interceltique au stade de Rennes devant 25 000 spectateurs en juin 2007
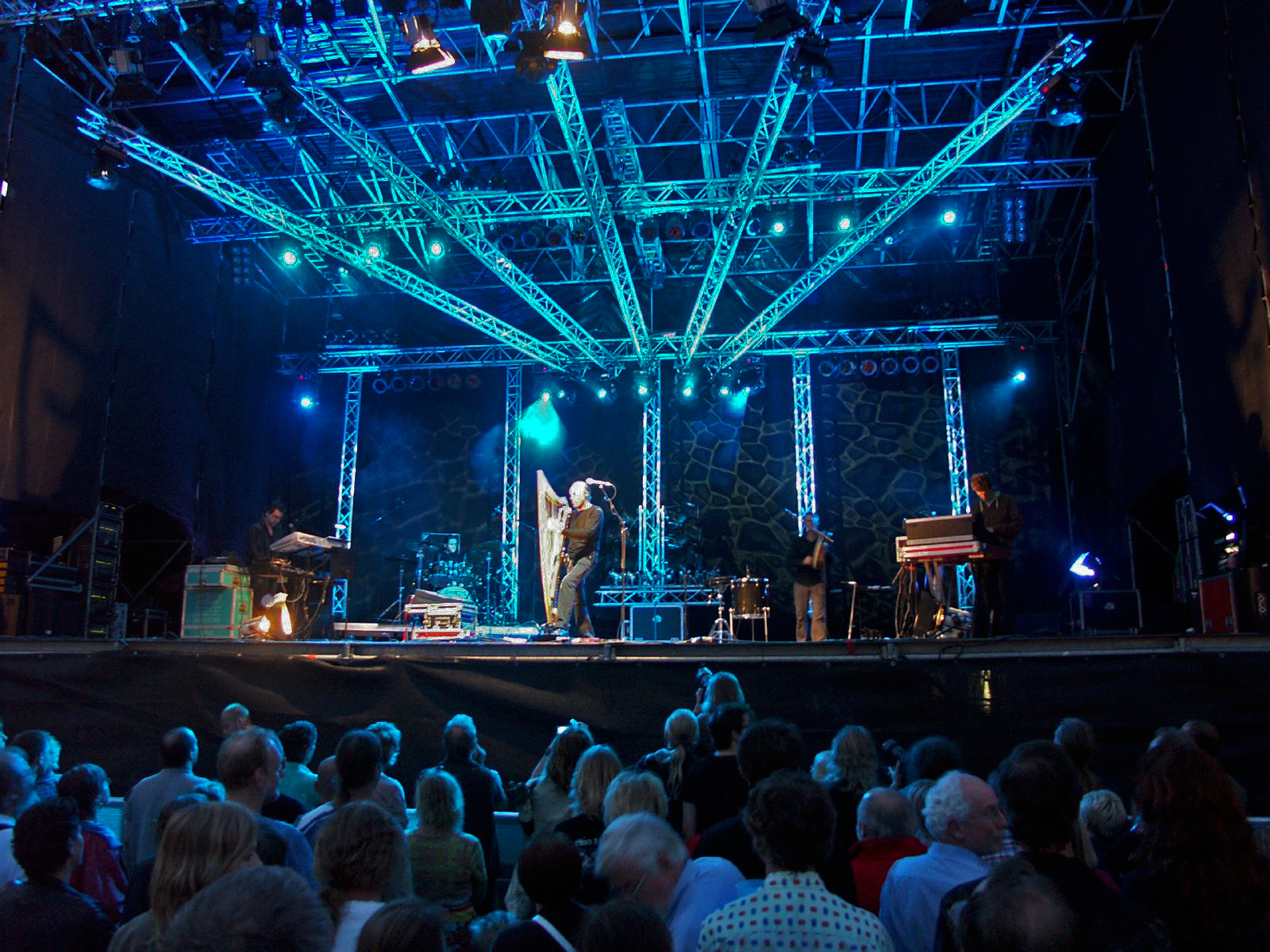
Concert au festival Bardentreffen à Nuremberg l'été 2007.
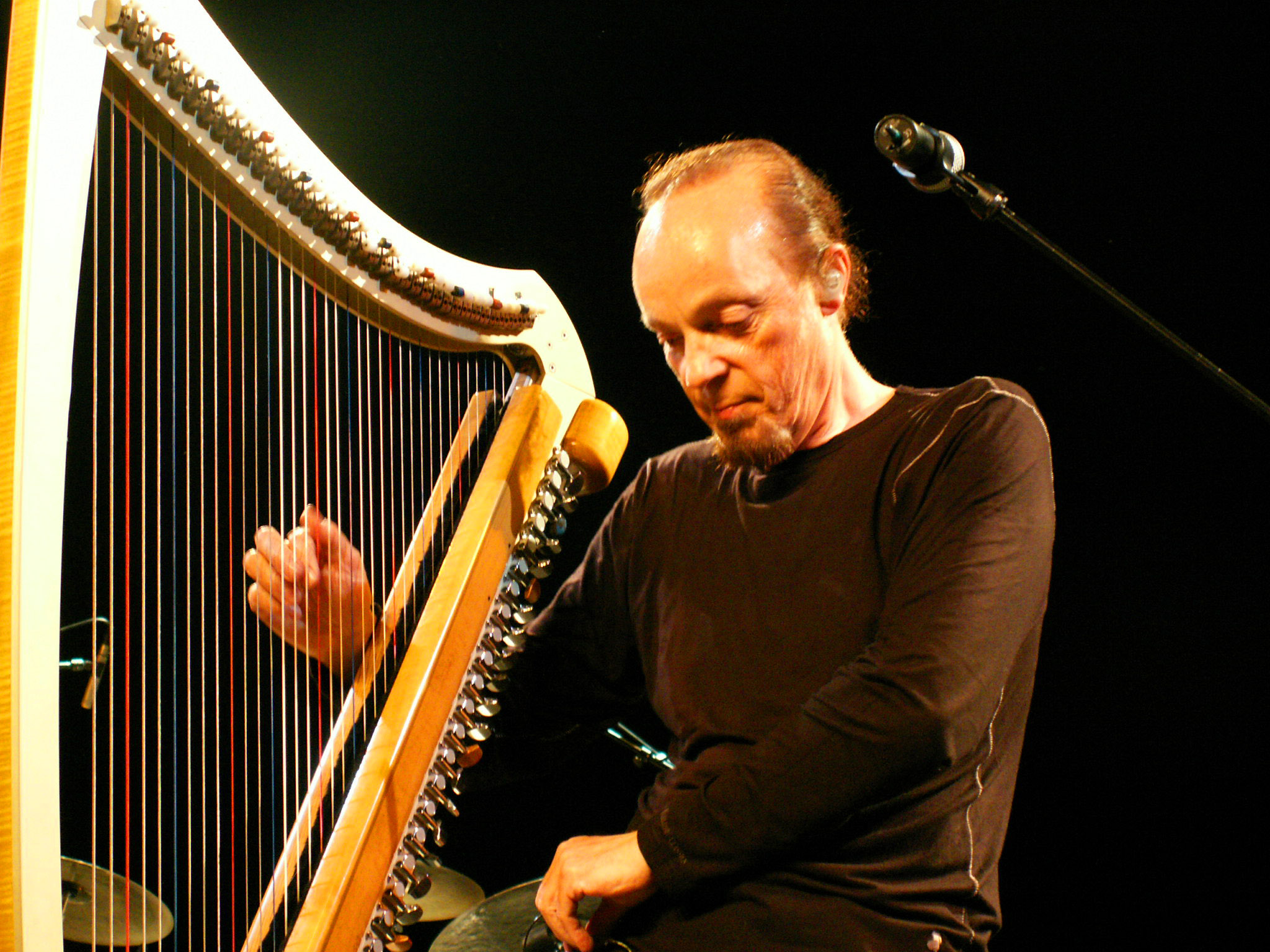
Concert au centre culturel de Lamballe le 12 mai 2007
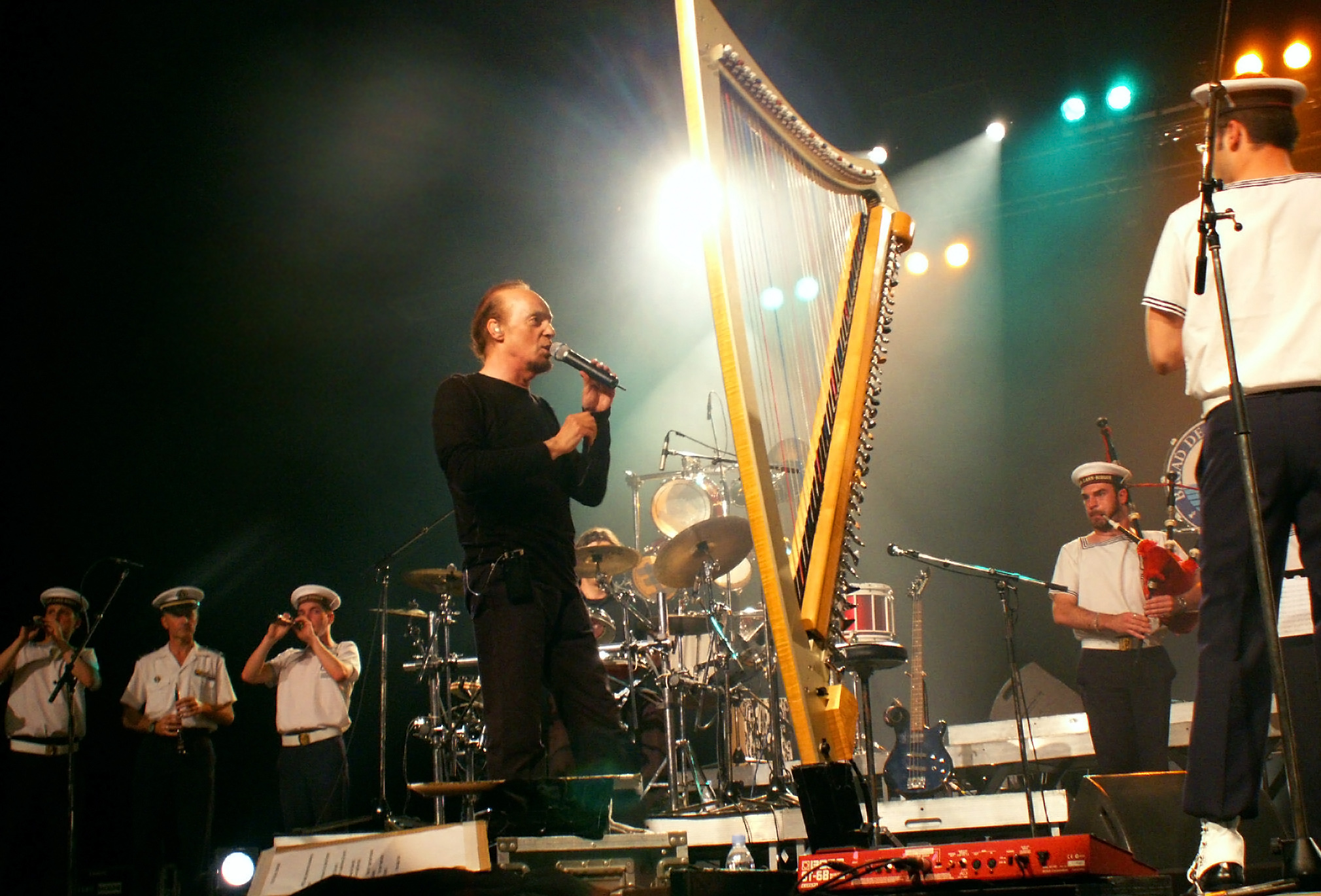
Soirée celtique avec le Bagad de Lann-Bihoué au Parc Expos de Brest
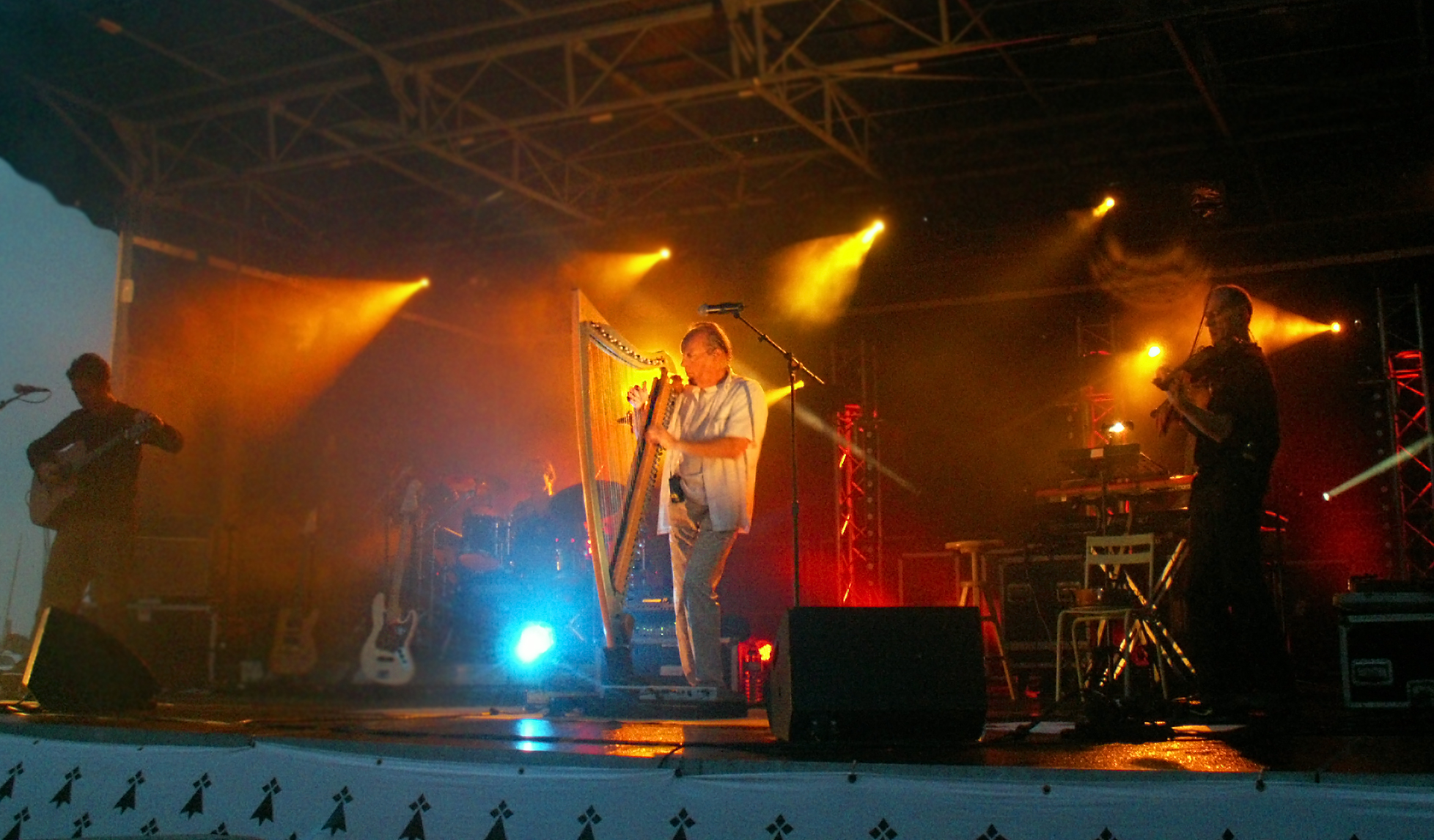
Concert gratuit sur la Grande plage de Carnac en août 2008[128].

| Mois                                           | Pays                                     | Jour (Ville - Lieu) |
| ---------------------------------------------- | ---------------------------------------- | --- |
| Mars 2006                                      | France Belgique France                   | le 10 (Reims - La Cartonnerie) le 11 (Attert - 7e Nuit Celtique) le 18 (Gagny - Théâtre Municipal André Malraux) |
| Mai 2006                                       | France                                   | le 29 (Troyes - Foire de Troyes, Parc des expos) |
| Juin 2006                                      | France                                   | le 17 (La Verrière - concert en plein air, Espace du Scarabée) |
| Juillet 2006                                   | Maroc Italie                             | le 14 (Agadir - Festival Timitar des Musiques Amazighes et des Musiques du Monde) le 29 (Isolabona - 10e Festival de harpe - Piazzale Noaro) |
| Août 2006                                      | France                                   | le 12 (Crozon - Festival du Bout du Monde), le 13 (Chanteix - Festival Aux Champs), le 30 (Châlons-en-Champagne - Foire de Châlons, Parc des Expositions) |
| Octobre 2006                                   | France                                   | le 13 (Saint-Malo), le 14 (Argenteuil - Salle Jean Vilar) |
| Novembre 2006                                  | France                                   | le 07 (Cholet - Théâtre municipal), du 09 au 11 (Paris - Le Nouveau Casino), du 16 au 18 (Paris - Le Nouveau Casino), le 24 (Le Chambon-Feugerolles - Festival Les Oreilles en Pointe, Salle La Forge) |
| Février 2007                                   | France                                   | le 10 (Conflans-Sainte-Honorine - Théâtre Simone Signoret) |
| Mars 2007                                      | France                                   | le 02 (Lorient - Grand Théâtre de Lorient), le 10 (Chauvigny - Salle Trenet), le 22 (Saint-Avertin - L'Atrium), le 23 (Rouillac - Salle des Fêtes), le 24 (Saint-Georges-de-Didonne - Salle municipale), le 27 (Yutz - Espace Culturel L'Amphy)                                                                               |
| Avril 2007                                     | France                                   | le 28 (Brest - Parc des expos Penfeld) |
| Mai 2007                                       | Espagne France                           | le 10 (Lugo - Festival Interfolk) le 12 (Lamballe - Quai Des Rêves, centre culturel de Lamballe) |
| Juin 2007                                      | France                                   | le 02 (Rennes - Stade de Rennes) |
| Juillet 2007                                   | Italie France Allemagne                  | le 06 (Villar Pellice) le 08 (Bobital - Festival des Terre-Neuvas) le 27 (Nuremberg) |
| Août 2007                                      | France                                   | le 14 (Guingamp - Festival de la danse bretonne et de la Saint-Loup, Jardin public), le 25 (Bourg-de-Péage - Festival Musique au Parc, concert en plein air au Parc Mossant) |
| Octobre 2007                                   | France                                   | le 26 (Quiberon - Palais des Congrès), le 27 (Saint-Herblain - Celtomania, La Carrière) |
| Novembre 2007                                  | France                                   | le 09 (Chauvigny - Théâtre municipal, salle Charles-Trenet), le 16 (Les Ulis - Centre Culturel Boris Vian), le 17 (Chaville - L'Atrium), le 24 (Nantes, château des ducs de Bretagne) |
| Février 2008                                   | Italie                                   | le 21 (Turin - Festival Folkclub, Maison de la Musique), le 22 (Piangipane - Teatro sociale), le 23 (Seriate - Cineteatro Gavazzeni), le 24 (Trento - Teatro Sociale) |
| Mars 2008                                      | France                                   | le 08 (Notre-Dame-d'Oé - Salle Oesia), le 14 (Caen - Zénith), le 15 (Paris - Nuit de la Saint-Patrick au palais omnisports de Paris-Bercy), le 17 (Auxerre), le 18 (Pouzauges - L'Echiquier), le 19 (Limoges - Zénith), le 20 (Cournon-d'Auvergne - Zénith), le 28 (Aucamville - Festival de Guitare, Salle Georges Brassens) |
| Avril 2008                                     | France Suisse                            | le 04 (Sarreguemines - Scène de l'hôtel de ville) le 05 (Delémont - Halle du Château) |
| Mai 2008                                       | République tchèque                       | le 25 (Okoř - Festival d'Okor) |
| Juin 2008                                      | Pologne                                  | le 21 (Lodz - concert en plein air) |
| Juillet 2008                                   | France Espagne France République tchèque | le 04 (Brest - front de mer) le 17 (Carthagène - Festival La Mar des Musicas, Centre culturel) le 23 (Quimper - Festival de Cornouaille, Espace Gradlon) le 31 (České - Festival de Musique Celtique, Centre culturel Bazilika)                                                                                               |
| Août 2008                                      | France                                   | le 02 (Carnac - La Grande plage) |
| Notes : 1. 2. 3. 4. 5. 6. 7. 8. 9. 10. 11. 12. |                                          | |

### Tournée "pré-Emerald"
De mars à août 2009 a lieu une tournée de transition entre la précédente de promotion de l'album Explore et la suivante de promotion de l'album Emerald, sorti le 22 octobre. Les musiciens de la tournée sont : Marcus Camus (batterie, percussions), Gaëtan Grandjean (guitare), Loumi Séveno (violon), Nicolas Méheust (basse, claviers). Son passage au festival Le Petit Village de Lanfains, initialement prévu le 29 août 2009, est annulé et a finalement lieu en 2011.

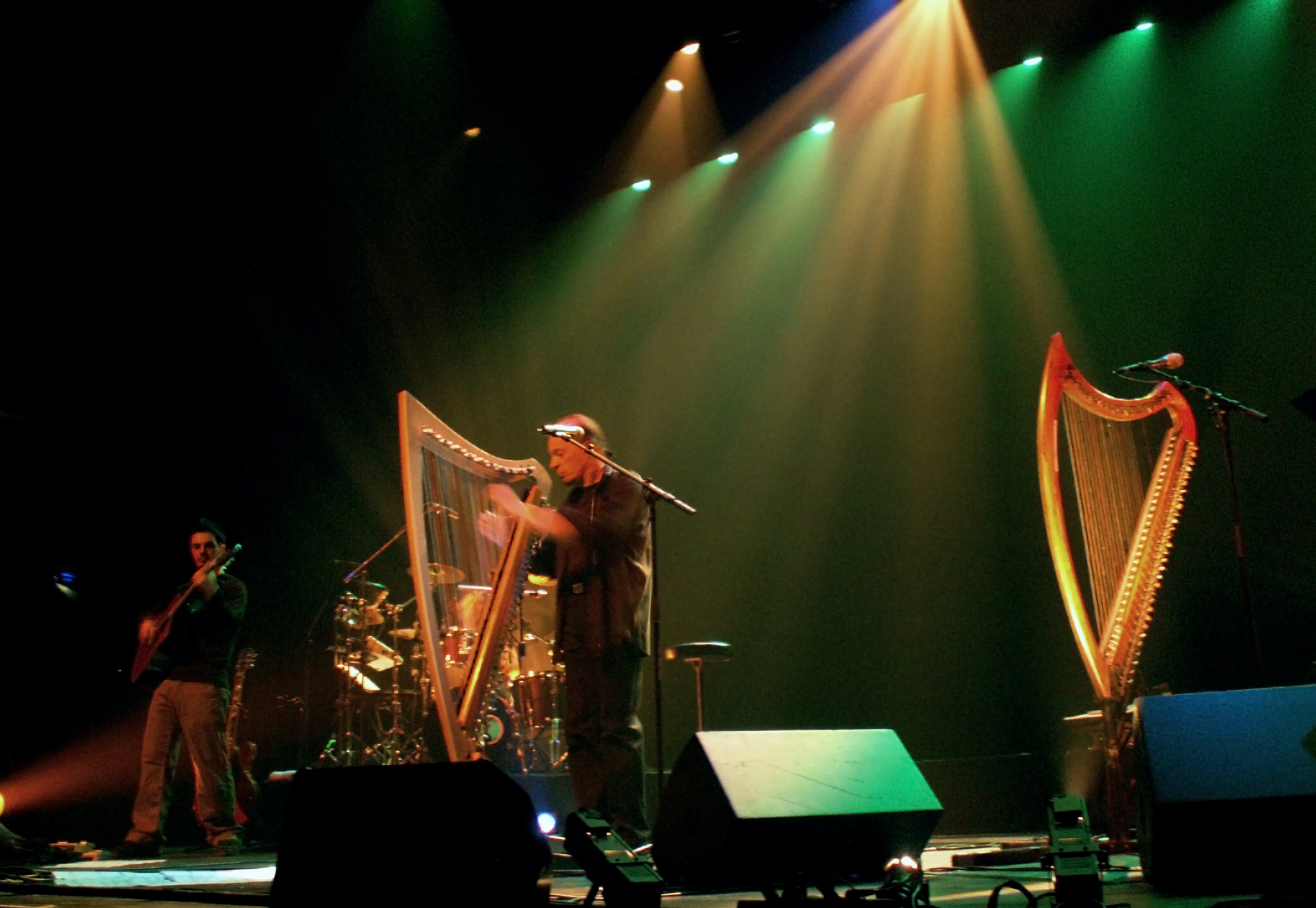
Début de la nouvelle tournée à Moëlan-sur-Mer en mars 2009
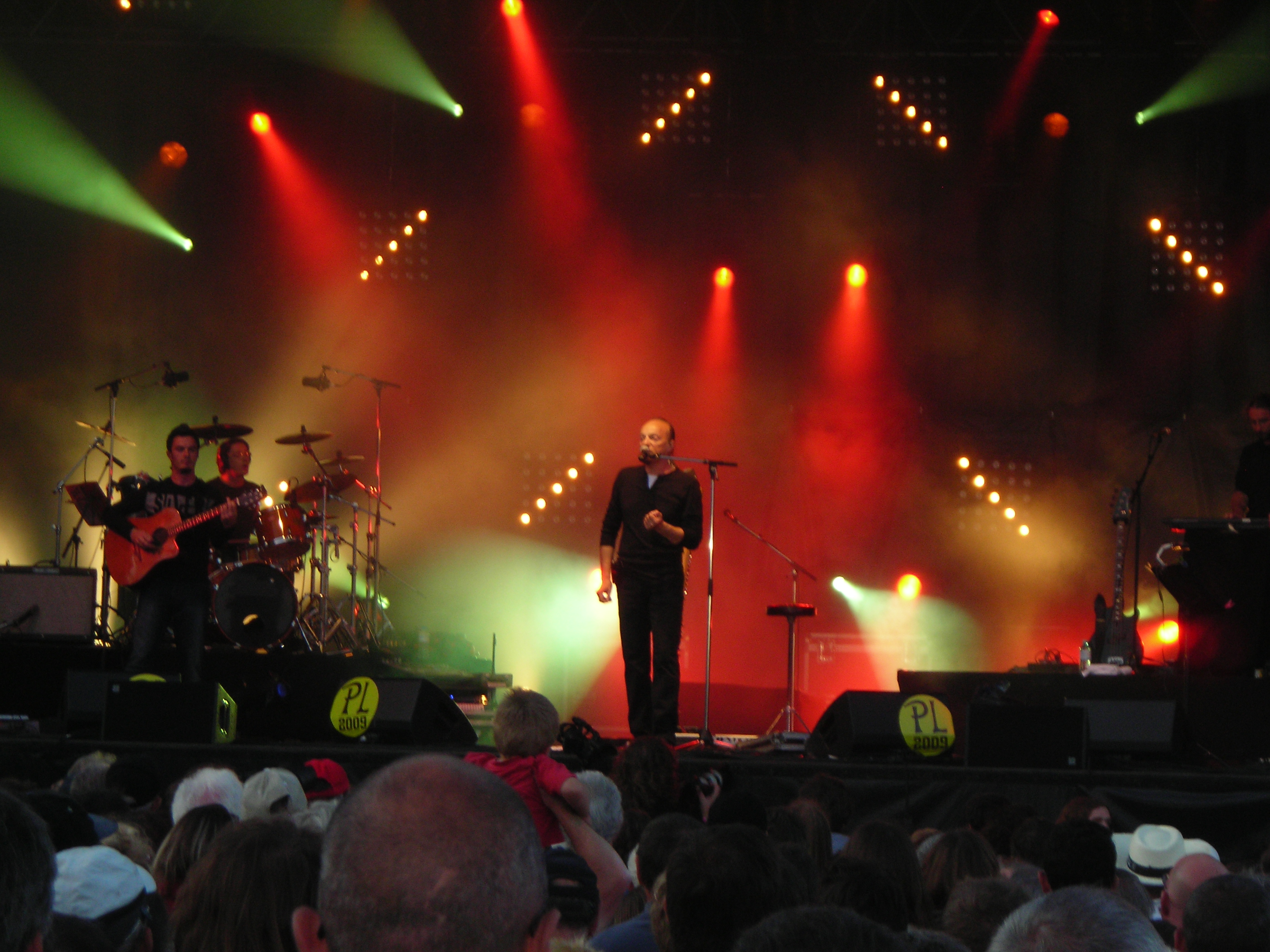
Festival du chant de marin de Paimpol en août 2009
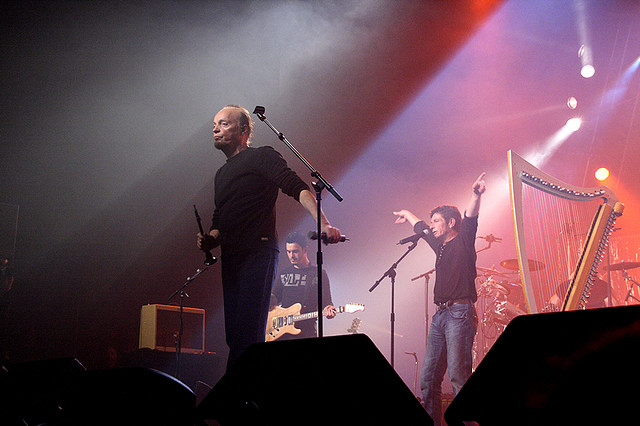
Fest-noz Yaouank à Rennes devant 7 000 danseurs en novembre, avec Dom DufF

| Mois             | Pays                   | Jour (Ville - Lieu) |
| ---------------- | ---------------------- | --- |
| Mars 2009        | France                 | le 07 (Moëlan-sur-Mer - Centre socio-culturel L'Ellipse), le 14 (Dole - La Commanderie)                                                                          |
| Avril 2009       | France                 | le 03 (Delle - Halle des 5 Fontaines) |
| Mai 2009         | Italie                 | le 26 (Varèse - Teatro di Varese) |
| Juillet 2009     | France                 | le 04 (Valognes - Festival Écoute s´il pleut, Stade du Bourg Neuf), le 23 (Clermont-Ferrand - Festival Les Contre-Plongées de L'Eté)                             |
| Août 2009        | France                 | le 09 (Paimpol - Festival du chant de marin, Grande scène) |
| Novembre 2009    | France Irlande du Nord | le 10 (Saint-Aubin-du-Cormier - Espace Bel-Air), le 19 (Paris - Le Bataclan), le 21 (Rennes - Festival Yaouank, MusikHall) le 28 (Derry - Cultúrlann Uí Chanáin) |
| Notes : 1. 2. 3. |                        | |

## Années 2010

### TournéeEmerald
Emerad est un album folk-rock sorti en octobre 2009. Célébrant à cette occasion les 40 ans (les "noces d'emeraude") de la sortie de son premier album professionnel, il reprend sur scène les grands titres folk-rock qui ont marqué sa carrière, s'ajoutant à la dizaine de nouvelles chansons. D'ailleurs, une des premières dates de la tournée se situe en côte d'Émeraude, à la station balnéaire de Sables-d'Or-les-Pins (Cap Fréhel, Côtes-d'Armor).
Marcus Camus et Gaëtan Grandjean restent fidèles tout au long de la tournée alors qu'en 2011, Loumi Séveno est remplacé par Raphaël Chevalier au violon et le bassiste Nicolas Méheust laisse sa place au pianiste Edouard Leys. Les artistes invités pour l'enregistrement de l'album rejoignent également à l'occasion Alan Stivell sur scène : Dom DufF au festival Yaouank (novembre 2009), l'ensemble choral du Bout du Monde aux festivals de Landerneau et de Lorient, le Bagad Gwengamp à la Saint-Loup de Guingamp...

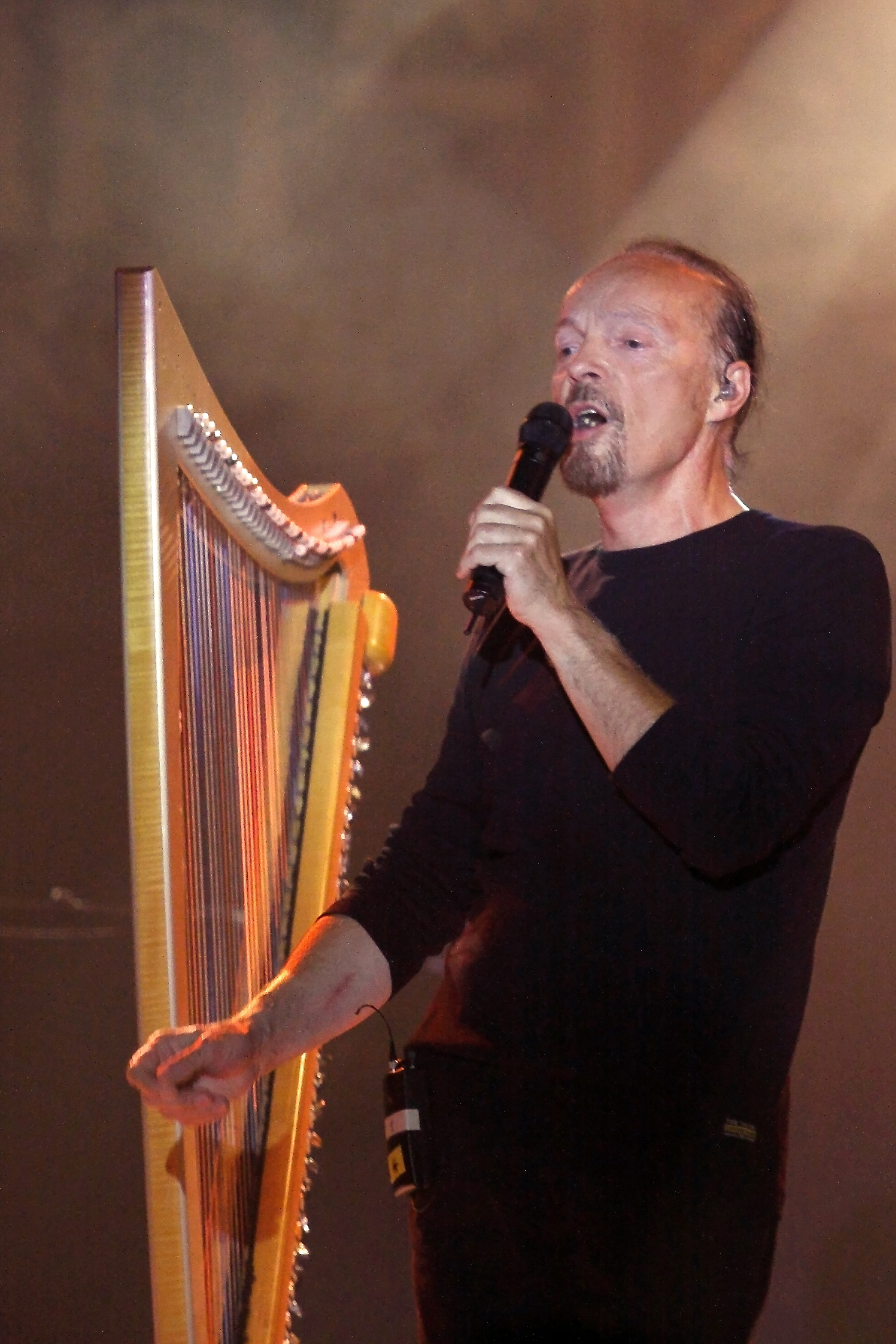
Alan Stivell à Landerneau
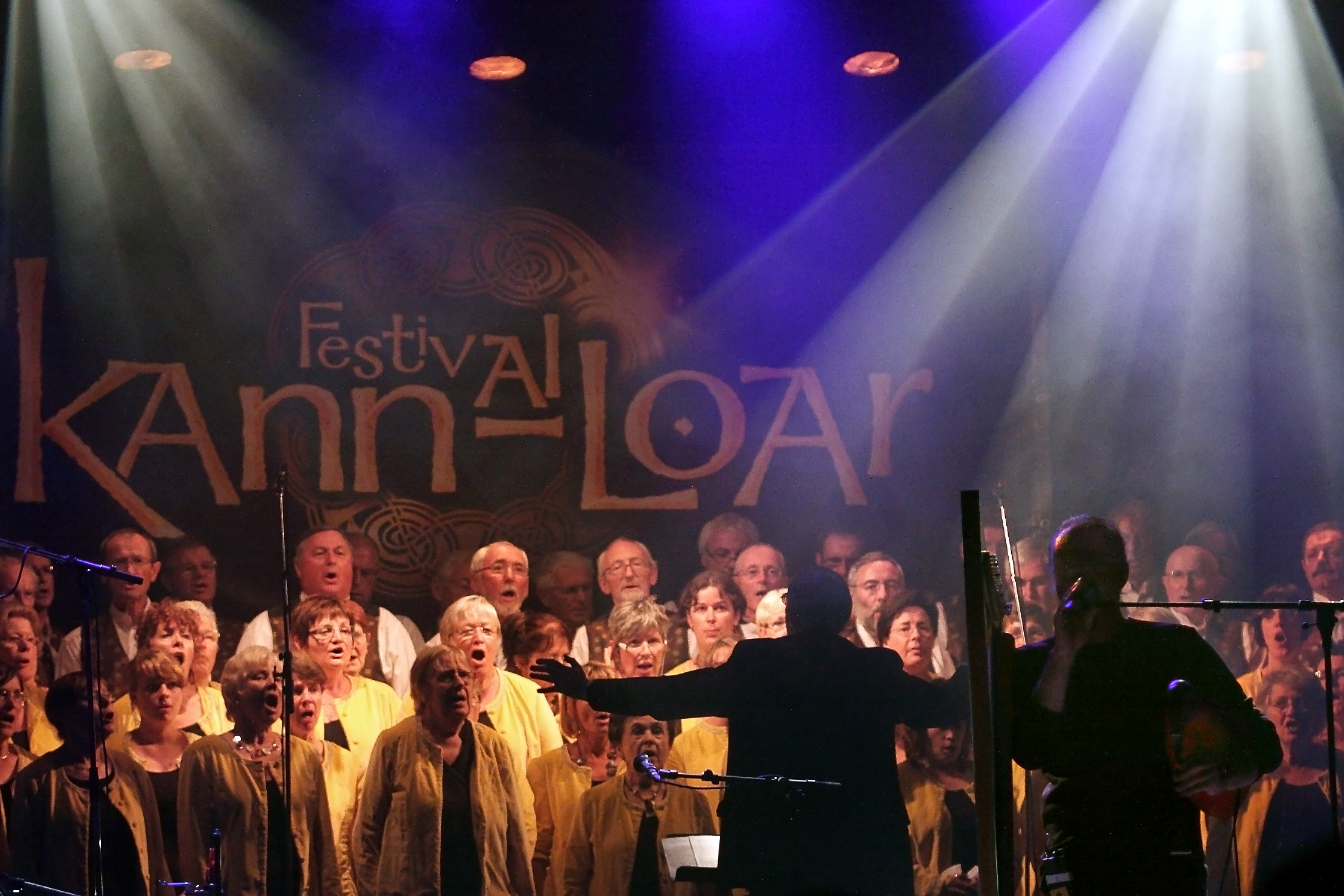
L'Ensemble Chorale du Bout du Monde invité au festival Kann al Loar 2010.
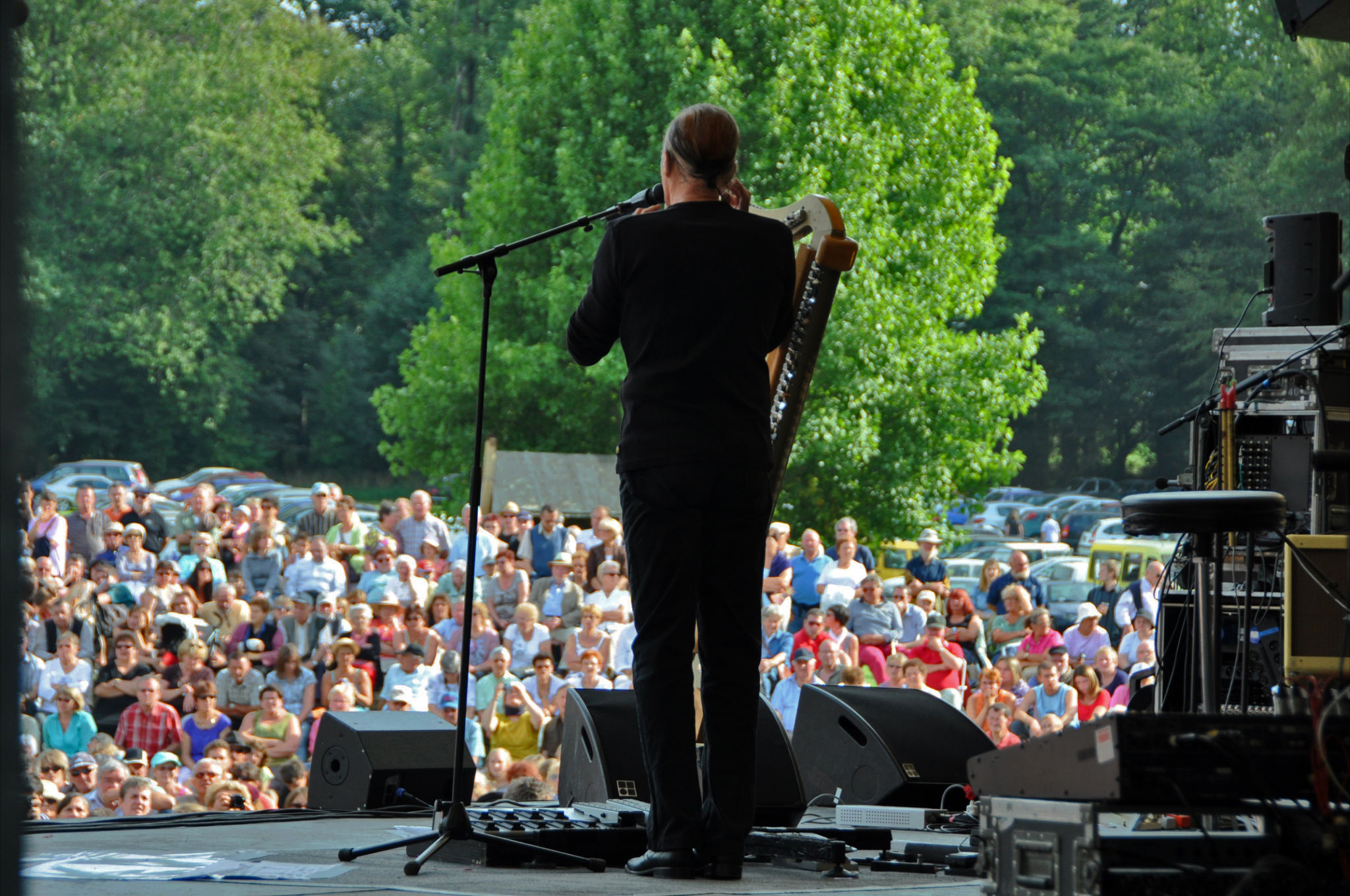
Concert « à domicile » au championnat des sonneurs de Gourin 2010.
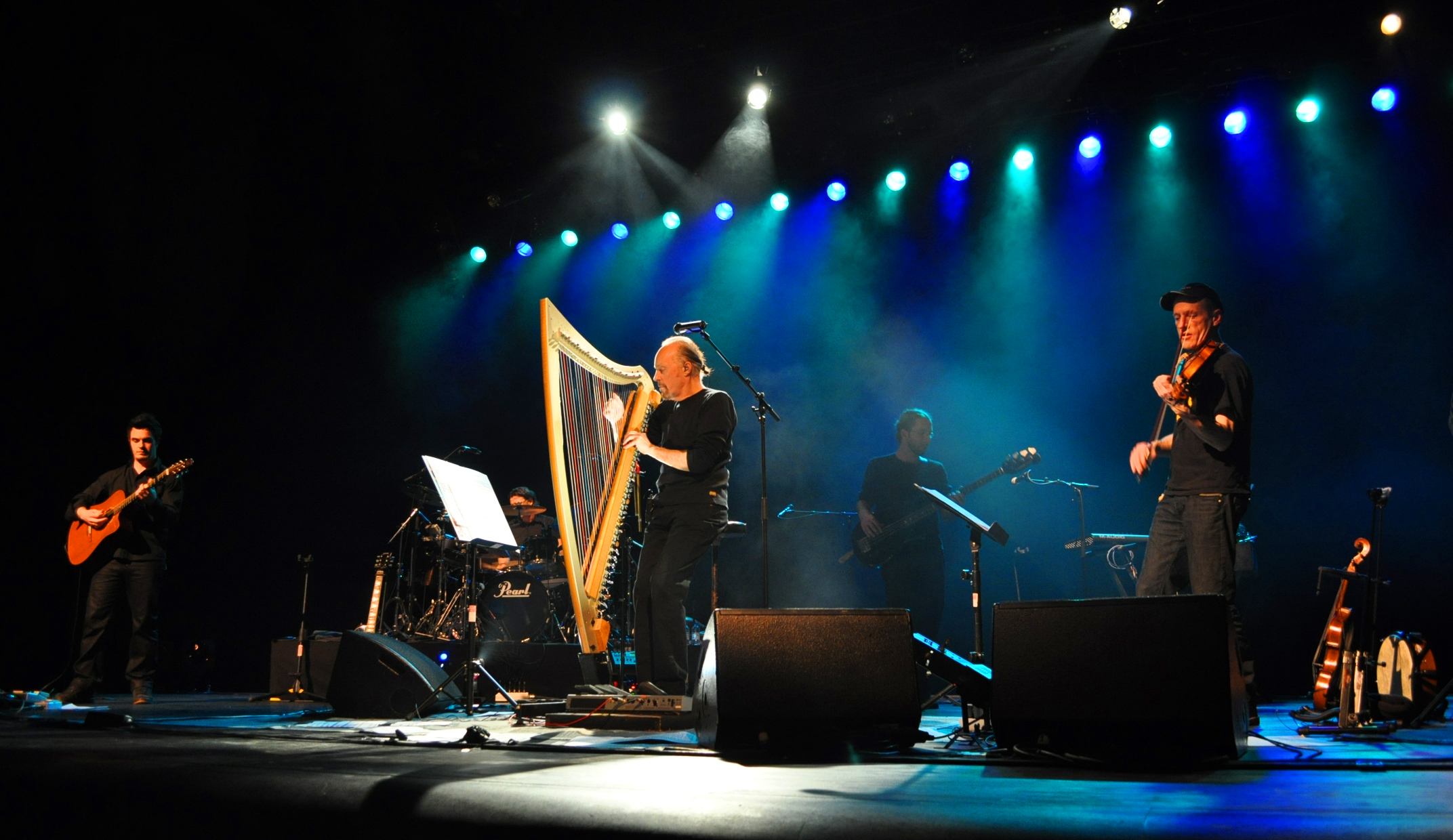
Dol-de-Bretagne le 19 mars 2011.

| Mois                               | Pays                                | Jour (Ville - Lieu) |
| ---------------------------------- | ----------------------------------- | --- |
| Février 2010                       | France                              | le 5 (Andrésy - Espace Julien-Green), le 27 (Dax - L'Atrium) |
| Mars 2010                          | France                              | le 4 (Vannes - Palais des Arts, Théâtre Anne de Bretagne), le 12 (Villenave-d'Ornon - Espace d'Ornon), le 17 (Guyancourt - La Batterie), le 20 (Grande-Synthe - Palais du Littoral) |
| Juillet 2010                       | France                              | le 12 (Landerneau - Festival Kann Al Loar, Espace St Ernel), le 21 (Fréhel - Esplanade de Sables-d'Or-les-Pins), le 24 (Batz-sur-Mer - Festival des Nuits Salines, Parc du Petit Bois), le 30 (Bogny - Aymon Folk Festival, platelle des Quatre Fils Aymon) |
| Août 2010                          | France Italie France Espagne France | le 1er (Guémené-Penfao - Celtival) le 2 (Spilimbergo - Folkest Festival) le 5 (Fouras - Éco-festival itinérant Bouge pour ta planète, parc du Casino), le 7 (Paris - Festival Indétendances, Fnac ; soirée Breizh Touch, parvis de l'hôtel de ville), le 9 (Lorient - 40e Festival interceltique de Lorient ; Grande Nuit de la Bretagne, Espace Marine), le 13 (Barbâtre - La Gaudinière, sur l'île de Noirmoutier), le 14 (Guingamp - Festival de la Saint-Loup, Jardin Public) le 21/08/2010 (Nigrán - concert en plein air) le 28 (Metz - Fêtes de la mirabelle ; 3 jours de Fêtes Celtiques, Parvis des Arènes de Metz) |
| Septembre 2010                     | France                              | le 5 (Gourin - Domaine de Tronjoly) |
| Mars 2011                          | France                              | le 8 (Brest - La Carène ; Saint-Patrick sur France 3), le 19 (Dol-de-Bretagne - Centre Culturel L'Odyssée), le 28 (Paris - France TV, émission Taratata no 385 Spécial Celtique) |
| Avril 2011                         | Royaume-Uni                         | le 19 (Caernarfon, Gwynedd - Welsh International Harp Festival) |
| Mai 2011                           | France                              | le 6 (Lucé - Centre Culturel Edmond Desouches), le 21 (Aix-en-Provence - festival interceltique de Provence) |
| Juin 2011                          | France République tchèque           | le 11 (Plaisir - Festival des arts du monde "Escales d’ailleurs", Parc du Château de Plaisir) le 17 (Český Krumlov - concert en plein air) |
| Juillet 2011                       | Espagne France                      | le 9 (San Vicente de la Barquera - VIe Festival folk "Cantabria Infinita") le 12 (La Rochelle - Les Francofolies), le 30 (Néoules - Festival de Néoules) |
| Août 2011                          | République tchèque France           | le 5 (Loket - Prirodni Amfiteatr), le 7 (Château de Hradec Nad Moravici) le 12 (Saugues - Festival Celte en Gévaudan), le 19 (Lanfains - Festival Le Petit Village), le 21 (Cugand - Festival de Cugand) |
| Septembre 2011                     | France Allemagne Irlande            | le 4 (Chaussy - Festival d'Île-de-France ; Terres de Bretagne, Château de Villarceaux) le 10 (Selb - Festival Mediaval, Goldberg) le 24 (Galway - Town Hall Theatre) |
| Novembre 2011                      | France                              | le 4 (Chassieu - Théâtre Le Karavan) |
| Décembre 2011                      | France                              | le 17 (Paris - Zénith) |
| Notes : 1. 2. 3. 4. 5. 6. 7. 8. 9. |                                     | |

### TournéeAr Pep Gwellañ
Ar Pep Gwellañ est un album compilation qui contient l'album À l'Olympia de 1972 remasterisé. Les musiciens du concert anniversaire à L'Olympia et de la tournée best of Ar Pep Gwellañ sont : Marcus Camus (batterie, percussions, machines), Gaëtan Grandjean (guitare), Raphaël Chevalier (violon, alto et mandoline) et Édouard Leys (claviers). Les invités du concert anniversaire, sorti sous forme de coffret CD/DVD 40th Anniversary Olympia 2012, sont : Dan Ar Braz et René Werneer (tous deux déjà présents à ses côtés en 1972), Nolwenn Leroy, le Bagad Quic-en-Groigne de Saint-Malo, le sonneur Kevin Camus (flûte, uilleann pipes), la chanteuse et musicienne écossaise Joanne McIver (flûte, small pipe et chant), le guitariste Pat O'May et le violoniste Robert Le Gall (ancien musicien d'Alan et ex-membre du groupe Gwendal).

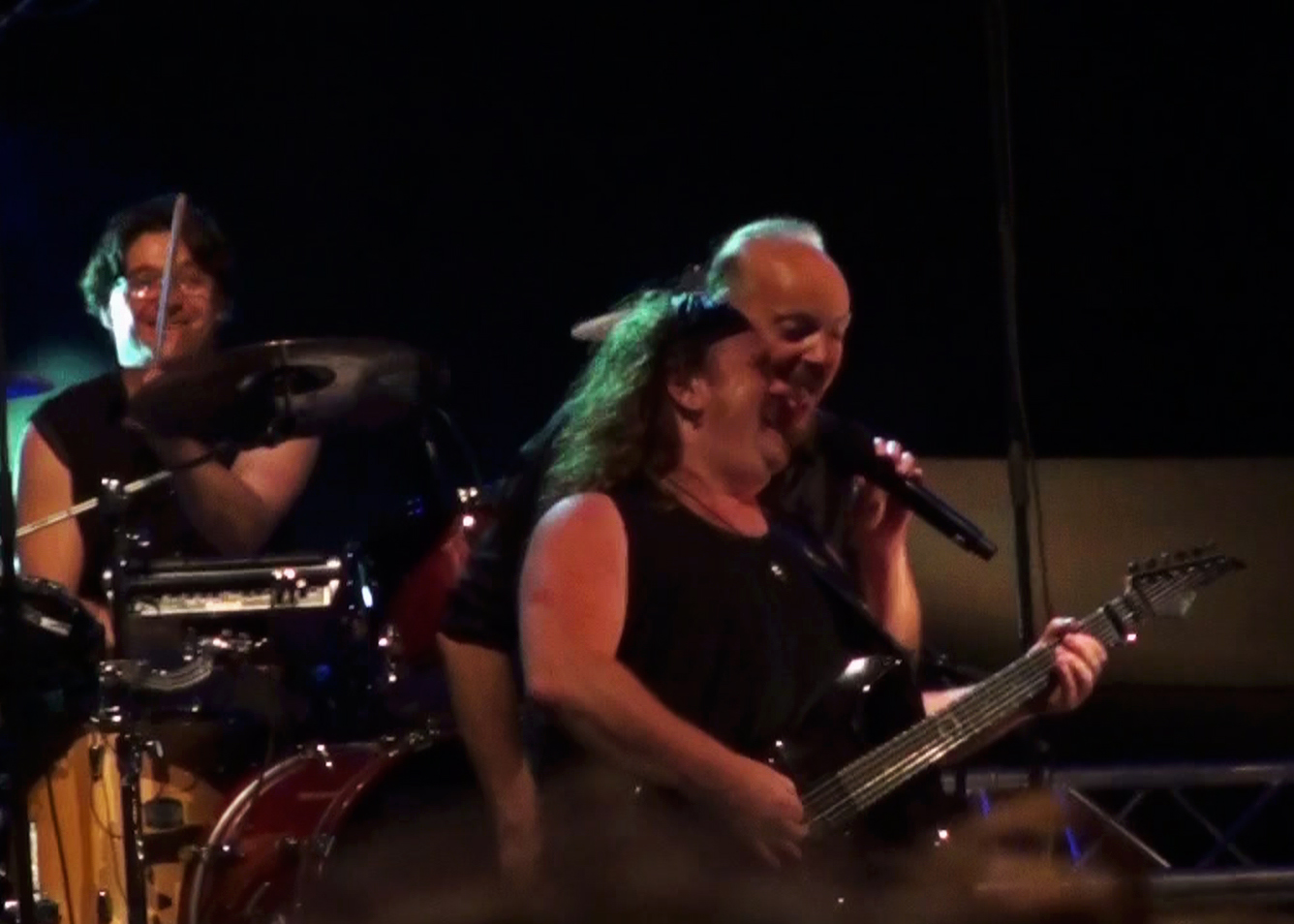
Pat O'May invité lors du festival des Filets bleus le 16 août 2012.
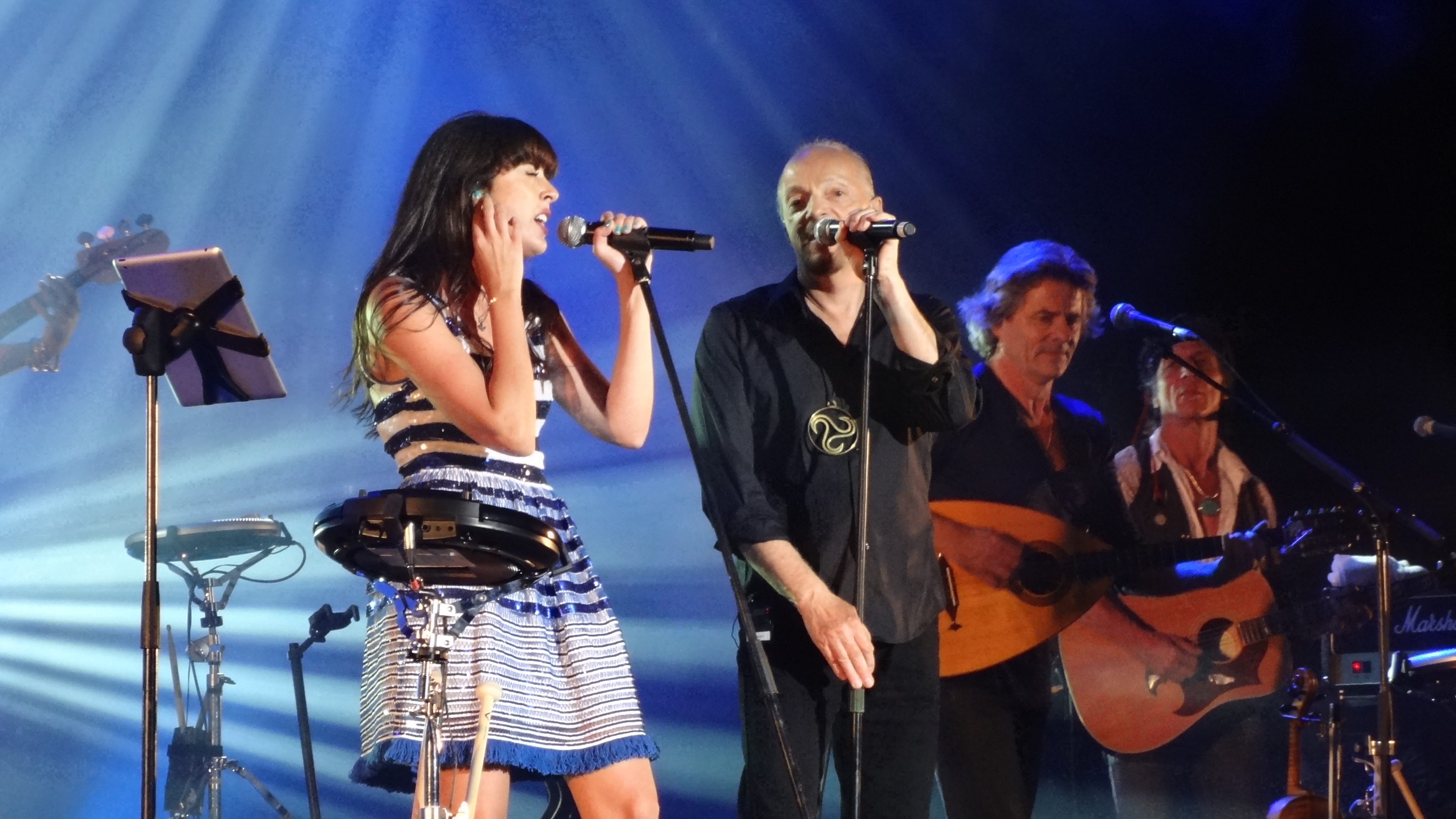
Nolwenn Leroy et Alan Stivell en concert à la Foire aux Vins de Colmar le 7 août 2012.
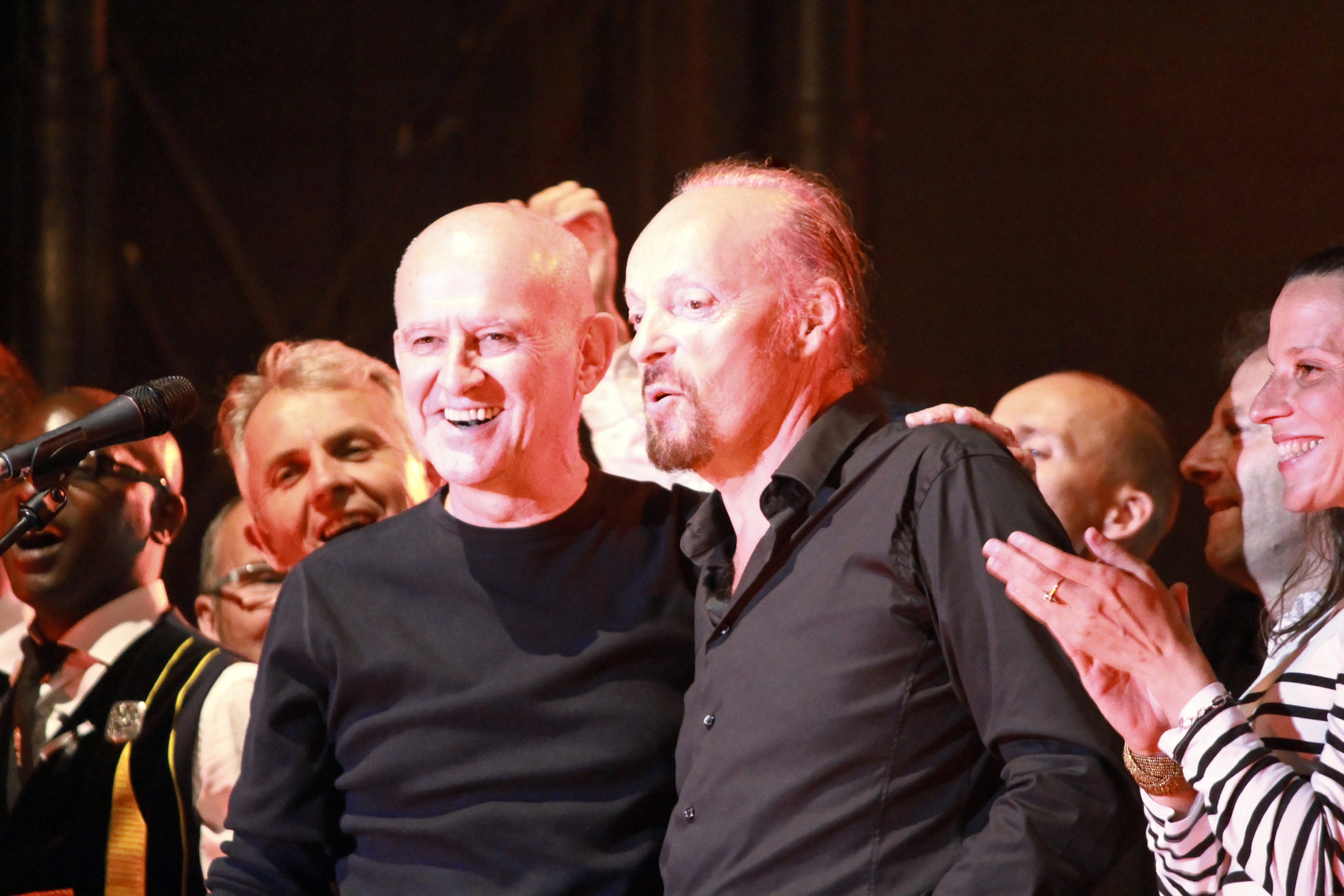
Dan Ar Braz et Alan Stivell au Festival interceltique de Lorient le 18 août 2012.
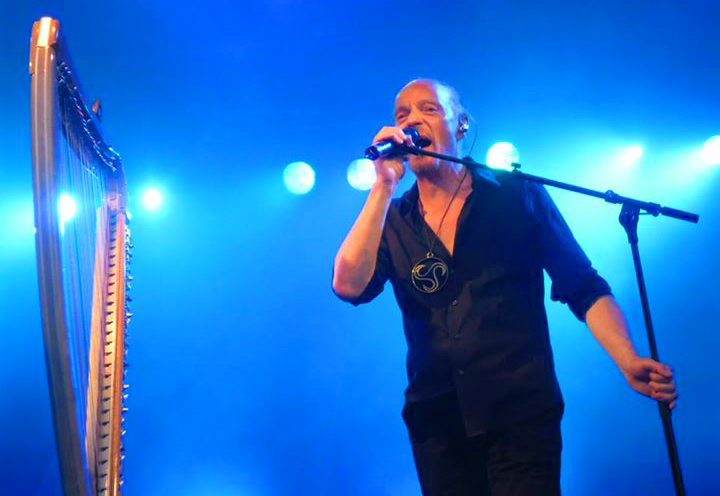
Record de fréquentation pour l'Été en fête le 14 juillet 2013 à Bénodet[144].
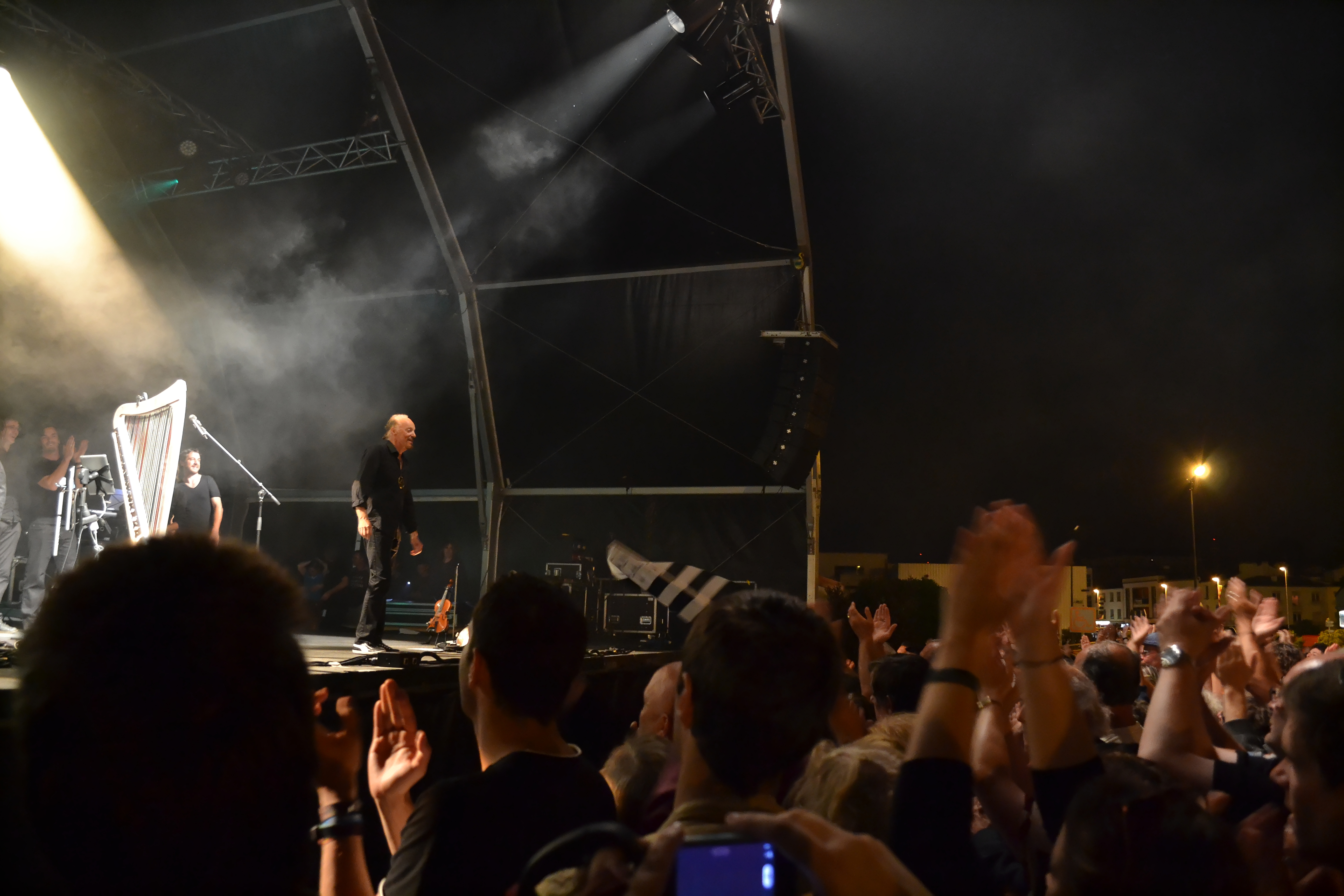
Alan Stivell face à son public après trois rappels pour les Jeudis du Port de Brest le 15 août 2013.
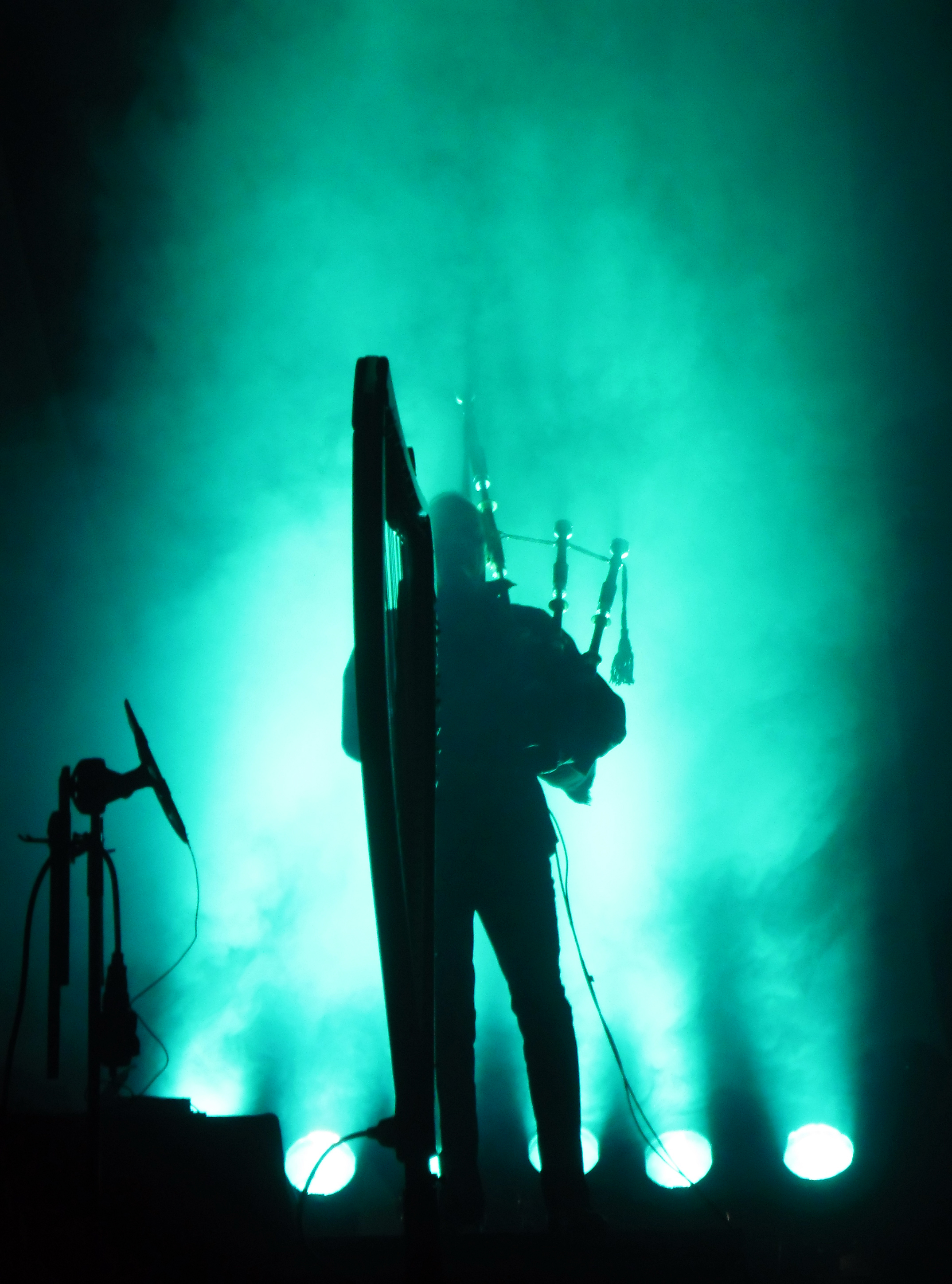
Clères (Seine-Maritime) le 15 septembre 2013.

| Mois                                               | Pays          | Jour (Ville - Lieu) |
| -------------------------------------------------- | ------------- | --- |
| Février 2012                                       | France        | le 16 (Paris - L'Olympia), Célébration du 40e anniversaire du concert donné le 28 février 1972 |
| Mars 2012                                          | France        | le 9 (Cachan - Théâtre Municipal), le 23 (Le Chesnay - La Grande Scène) |
| Mai 2012                                           | France        | le 26 (Achères - Place du marché) |
| Juin 2012                                          | France        | le 30 (Niort - Festival Téciverdi, Scène des anciennes usines Boinot) |
| Juillet 2012                                       | Italie France | le 14 (Rome - Festival Roma incontra il mondo, parc Villa Ada), le 15 (Terni - Parco Archeologico Carsulae), le 16 (Asti - AstiMusica, Piazza Cattedrale), le 17 (Bergame - Villa Faccanoni), le 18 (Trieste - Folkest Festival, Castello San Giusto) le 27 (Alise-Sainte-Reine - 12e Festival Les Nuits Peplum d'Alésia ; Théâtre des roches, en plein air), le 28 (Les Trois-Moutiers - Festival Les Heures Vagabondes, Espace Moncaillau) |
| Août 2012                                          | France Italie | le 7 (Colmar - 65e Foire aux vins d'Alsace), le 12 (Lorient - Festival interceltique), le 16 (Concarneau - Festival des Filets bleus) le 31 (Valstagna - Brintaal Celtic Folk Festival, Piazza San Marco) |
| Septembre 2012                                     | France        | le 13 (Rennes - Théâtre National de Bretagne, Salle Jean Vilar), le 22 (Meaux - Festival Muzik'Elles) |
| Octobre 2012                                       | France        | le 5 (Saint-Malo - L'Omnibus), le 6 (Cléon - La Traverse), le 12 (Carhaix - Espace Glenmor), le 13 (Brest - La Carène), le 20 (Livry-Gargan - CC Yves Montand), le 27 (Istres - L'Usine), le 17 (Montrouge - Le Befroi) |
| Novembre 2012                                      | France        | le 24 (Bordeaux - Rock School Barbey) |
| Janvier 2013                                       | France        | le 19 (Montigny-lès-Metz - Centre Culturel Marc Sangnier) |
| Mars 2013                                          | France        | le 14 (Saint-Malo - La Nouvelle Vague), le 15 (Vendôme - L'Hectare, Théâtre Le Minotaure), le 22 (Ablon-sur-Seine - Festival Les Irlandays d'Athis-Mons, Centre culturel Alain Poher) |
| Avril 2013                                         | France        | le 19 (Rueil-Malmaison - Festival Chorus des Hauts-de-Seine) |
| Mai 2013                                           | Belgique      | le 4 (Ingelmunster - Labadoux Festival) |
| Juin 2013                                          | Allemagne     | le 29 (Sarrebruck - Altstadtfest / Fête de la vieille ville) |
| Juillet 2013                                       | France        | le 6 (Vendeuvre-sur-Barse - Parc du Château), le 14 (Bénodet - L'été en fête, Butte du Fort), le 15 (Saint-Quay-Portrieux - Casino) |
| Août 2013                                          | France        | le 15 (Brest - 25 ans du festival Les Jeudis du Port ; Port de Brest, Scène Grand Large) |
| Septembre 2013                                     | France        | le 15 (Clères - Festival des Arts Croisés) |
| Octobre 2013                                       | France        | le 25 (Fréjus - Théâtre du Forum, Salle Gounod) |
| Notes : 1. 2. 3. 4. 5. 6. 7. 8. 9. 10. 11. 12. 13. |               | |

### Rencontres littéraires
Au cours de cette tournée en Bretagne, Alan Stivell et Yvon Boëlle dédicacent ensemble Sur la route des plus belles légendes celtes, le livre cosigné Alan Stivell et Thierry Jolif dont Yvon Boëlle a signé les photographies (Édition Arthaud).
| Mois          | Pays   | Jour (Ville - Lieu) |
| ------------- | ------ | --- |
| Octobre 2013  | France | le 27 (Carhaix - 24e Festival du livre en Bretagne) |
| Novembre 2013 | France | le 8 (Lorient - Librairie Coop-Breizh), le 9 (Quimper - Librairie Ravy), le 16 (Rennes - Librairie le Failler), le 23 (Vannes - Lenn Ha Dilenn), le 24 (Guérande - 10e édition du Festival du livre en Bretagne, centre culturel Athanor), le 30 (Saint-Malo - Droguerie de Marine) |
| Décembre 2013 | France | le 11 (Brest - Librairie Dialogues) |
| Juin 2014     | France | le 7 (Saint-Malo - Festival Étonnants Voyageurs), le 21 (Vannes - Salon du livre) |
| Juillet 2014  | France | le 29 (Carnac - Nocturnes littéraires), le 30 (Auray - Nocturnes littéraires) |

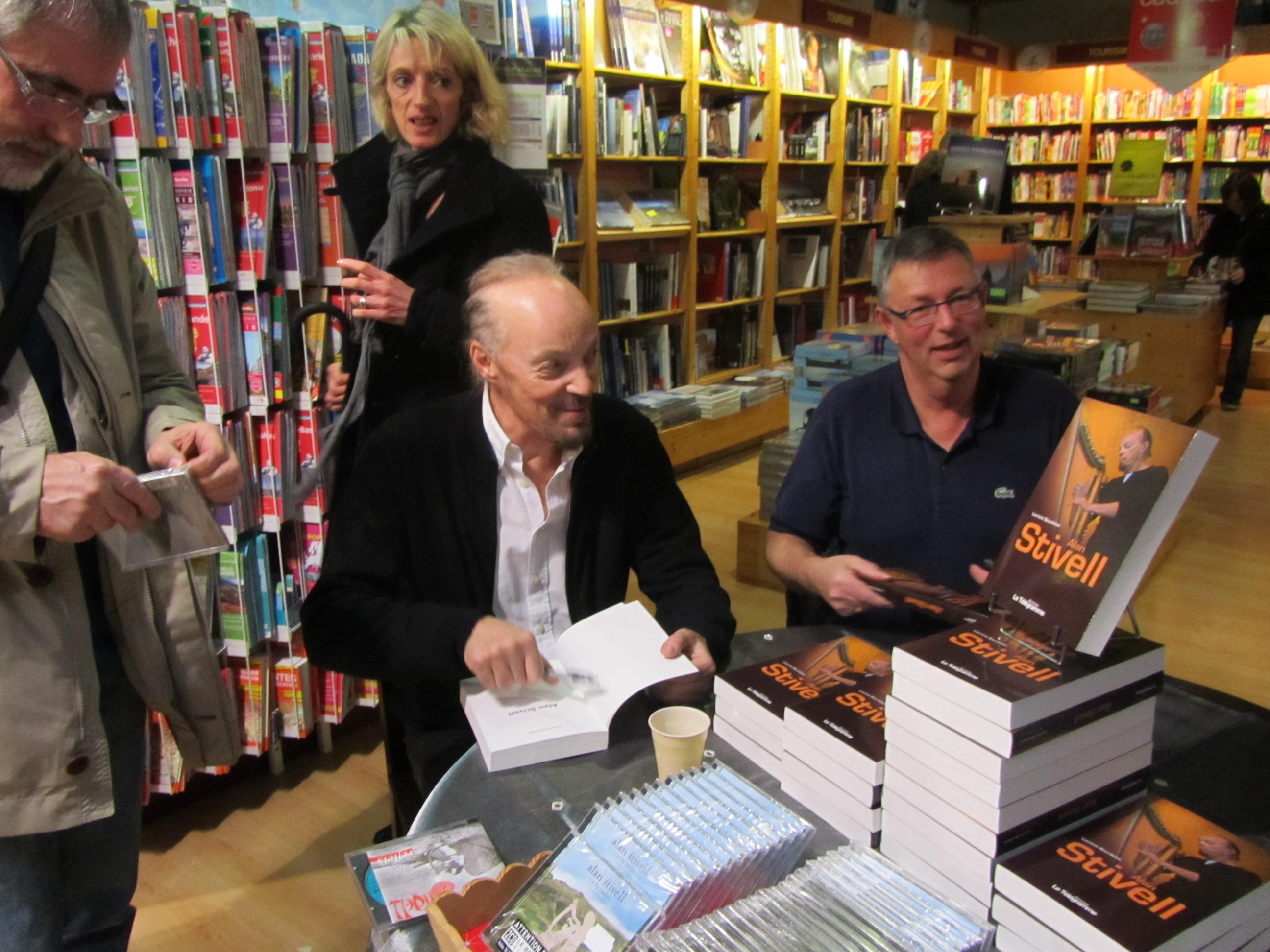
Laurent Bourdelas publie la biographie Alan Stivell en 2012 (ici à Rennes).
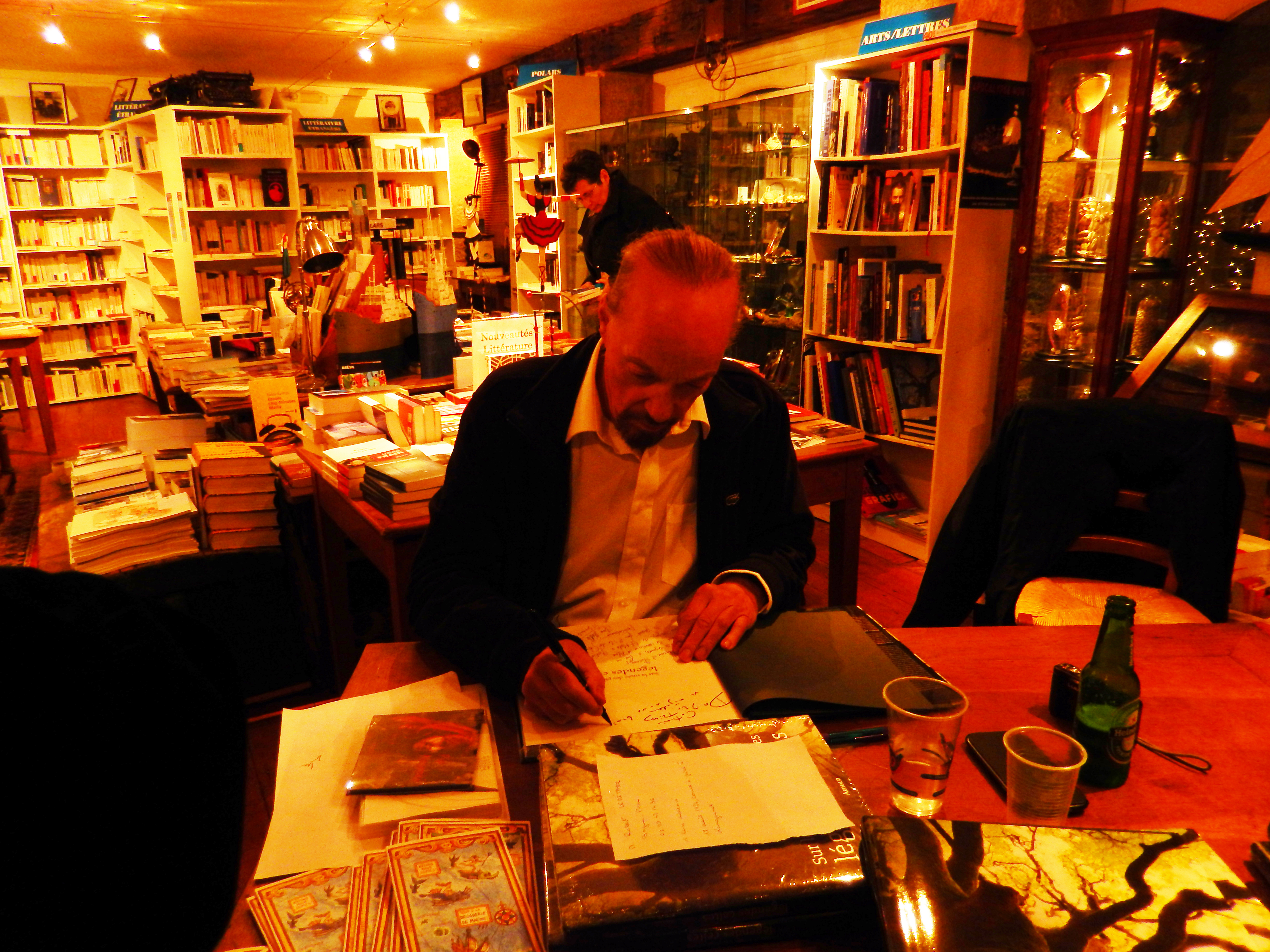
Rencontres littéraires, à St Malo en 2013

- Laurent Bourdelas signe quant à lui sa biographie d'Alan Stivell, le 15 décembre 2012 à Rennes en compagnie d'Alan ainsi que durant le festival interceltique de Lorient 2012 et aux Filets bleus.

### Tournée de transition
Avant la sortie de son 24e album, Alan Stivell effectue une tournée remodelée, avec l'arrivée en février d'un nouveau musicien, pour l'aspect "électroïde", Dan (machines et percussions). Pour la plupart des dates qui suivent, ce sont ses anciens musiciens qui l'accompagnent (avec le retour de Loumi Seveno au violon électrique, alto et bodhràn).
Alan chante l'hymne breton lors des manifestations pour la réunification de la Bretagne à Nantes les 19 avril, 27 juin et 27 septembre. Le 27 juin, après avoir proposé le jour avant sur Internet son adaptation intitulée Hep 'Naoned, Breizh ebet, enregistrée seul, il chante sur la scène du rassemblement sa chanson, puis le 27 septembre accompagné par Gaëtan Grandjean.

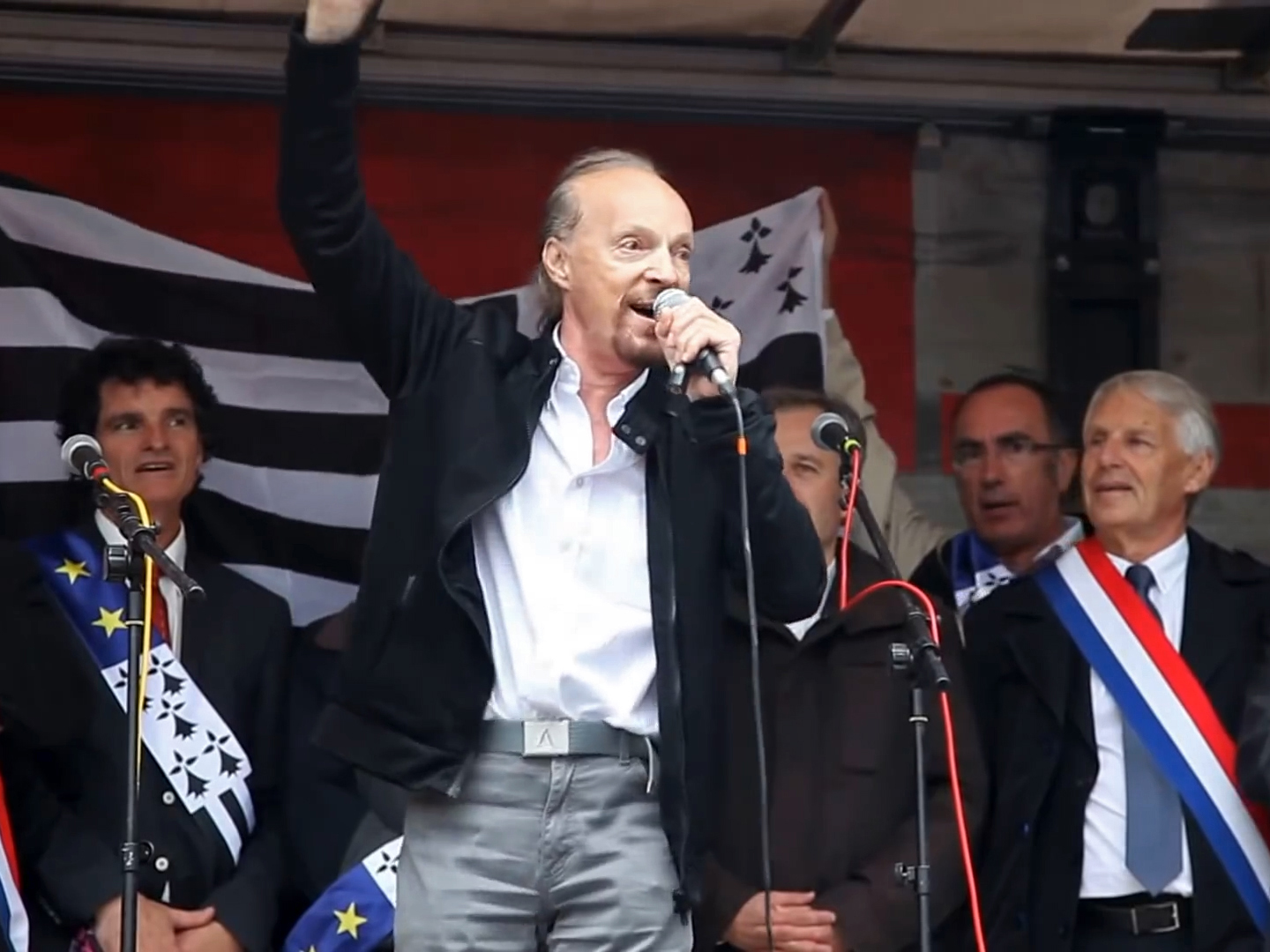
Hep'Naoned, Breizh ebet interprété le 27 juin à Nantes
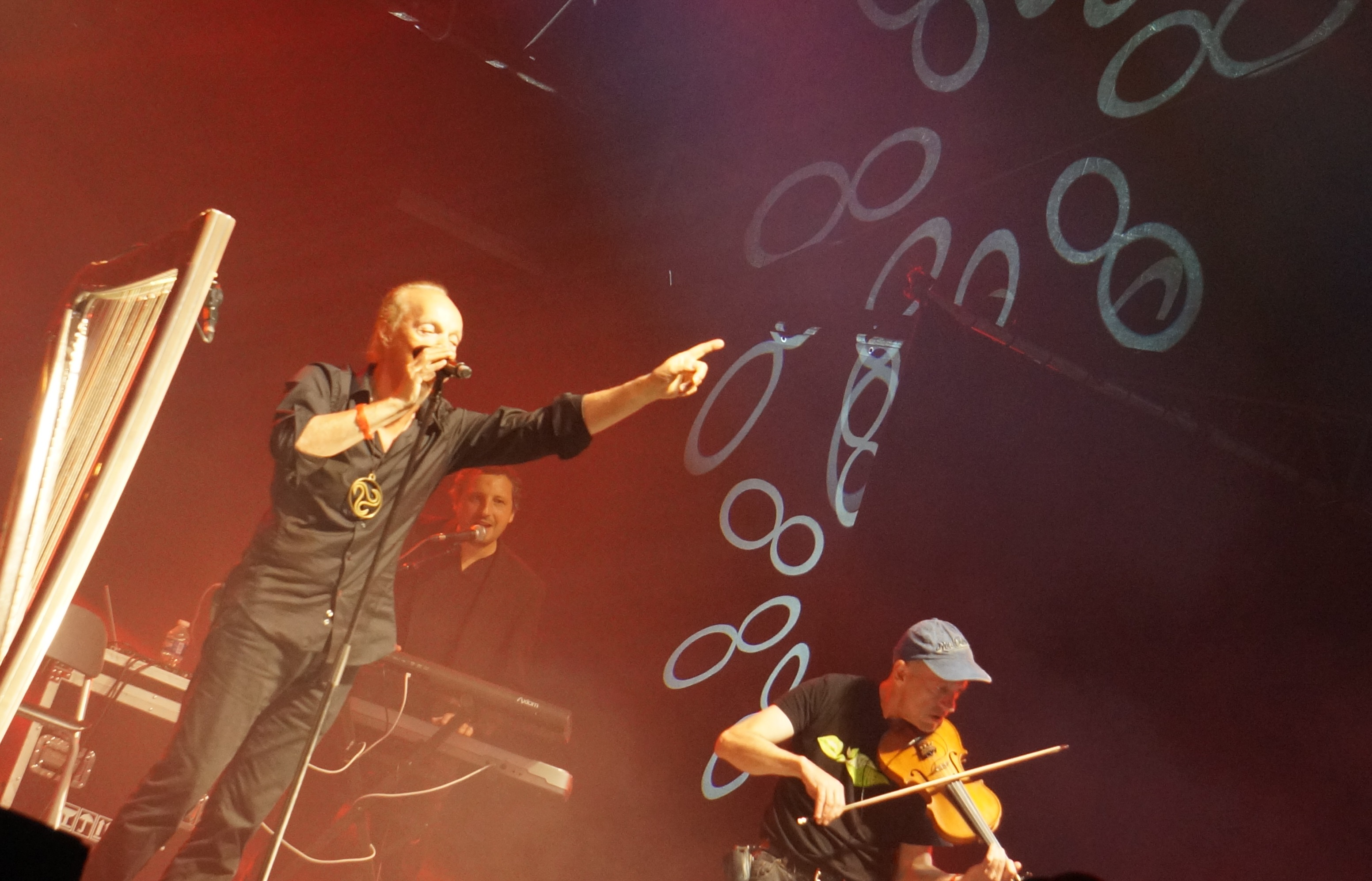
Concert à Chalons le 1er septembre 2014
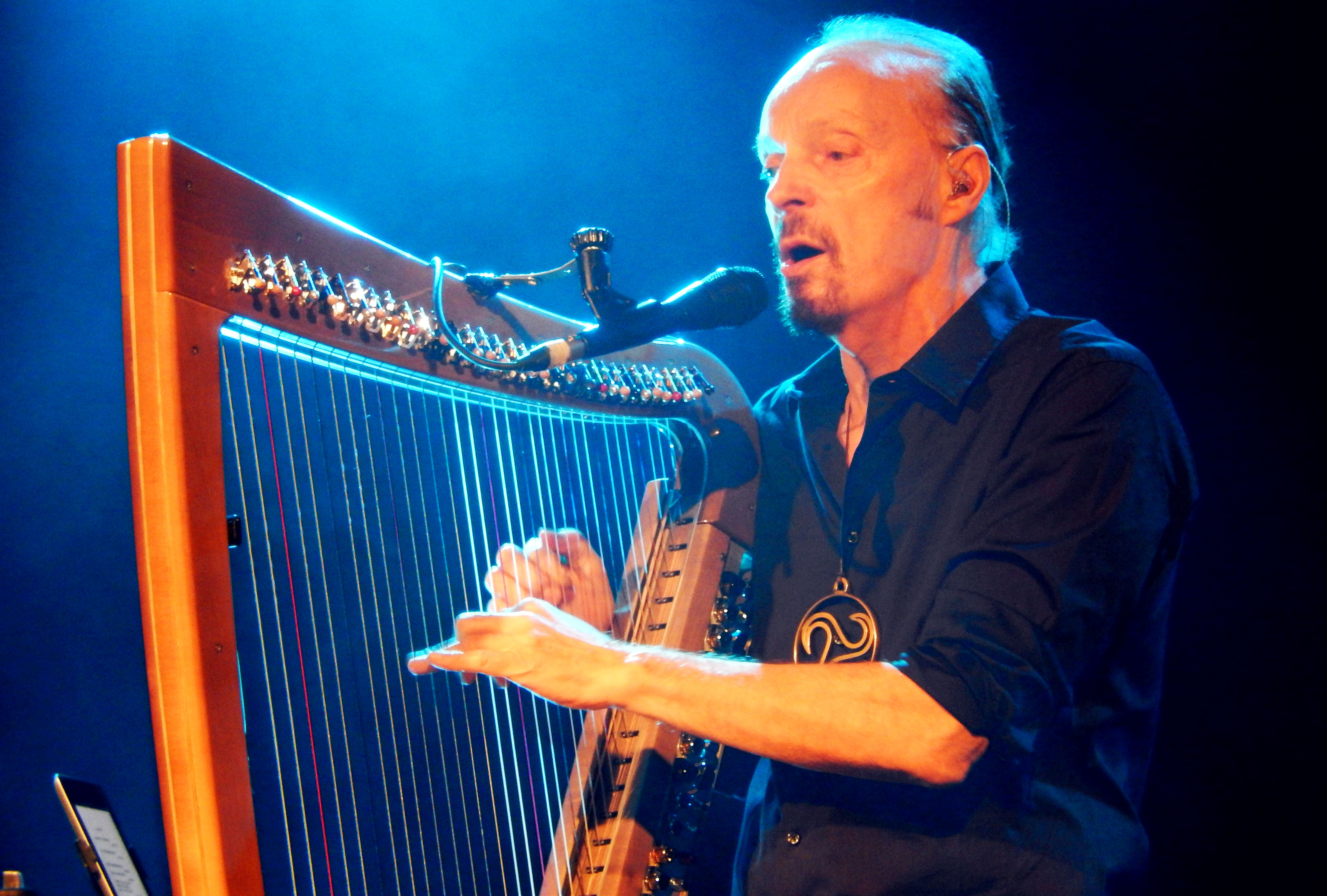
Alan Stivell en concert dans l'église de Boezinge en Belgique, fin 2014
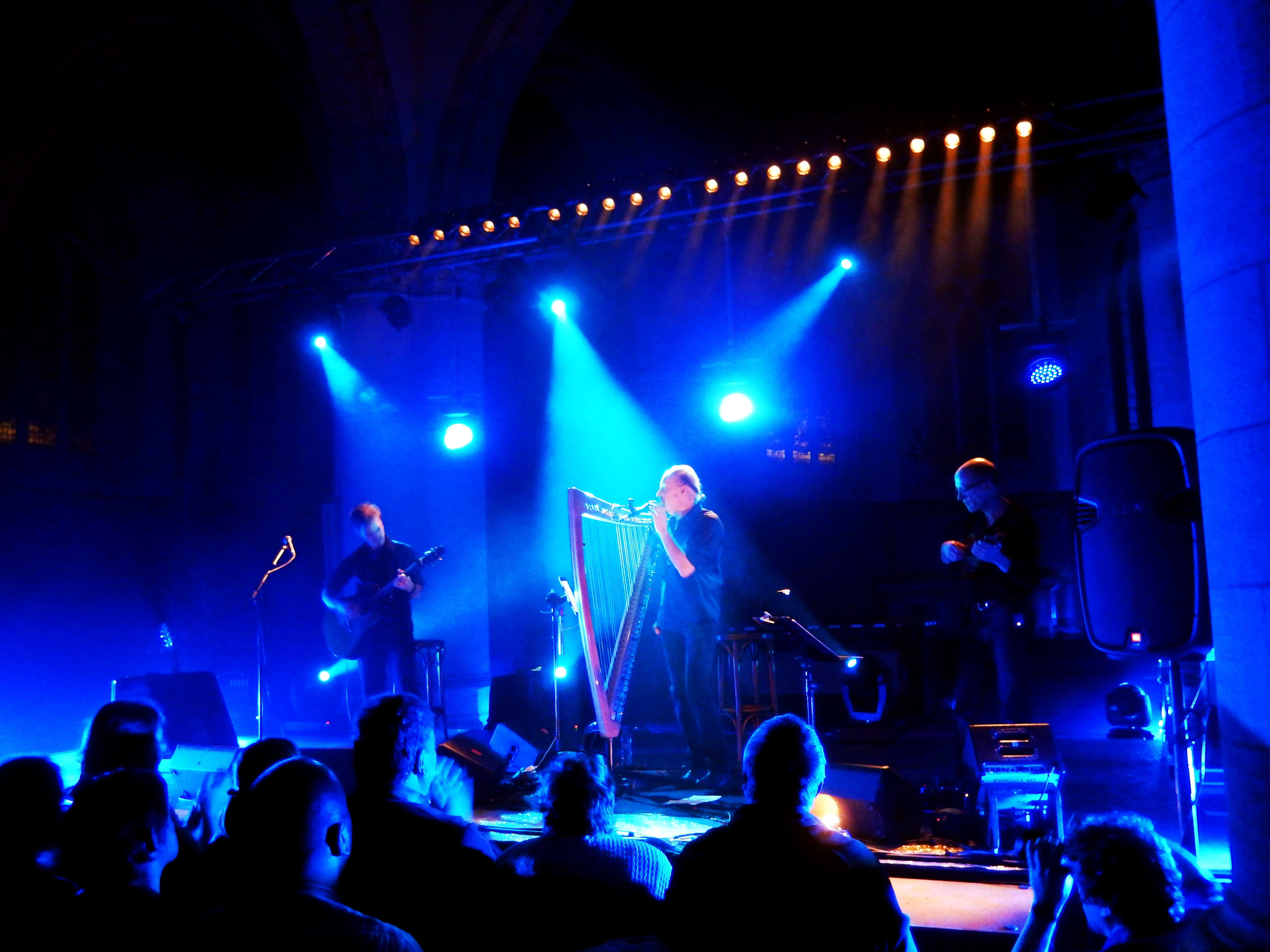
En trio dans l'église de Boezinge
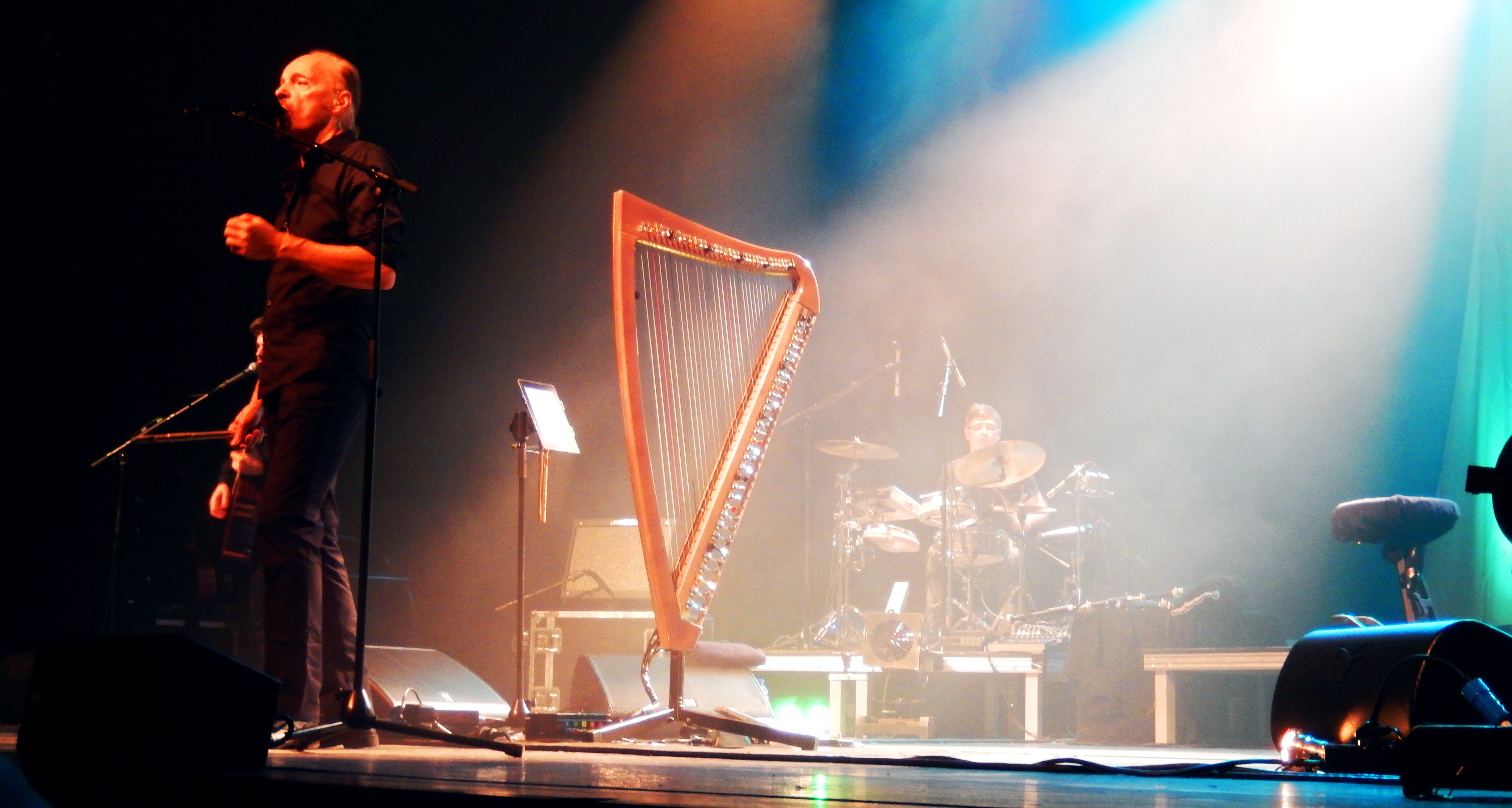
Alan Stivell à Roulers
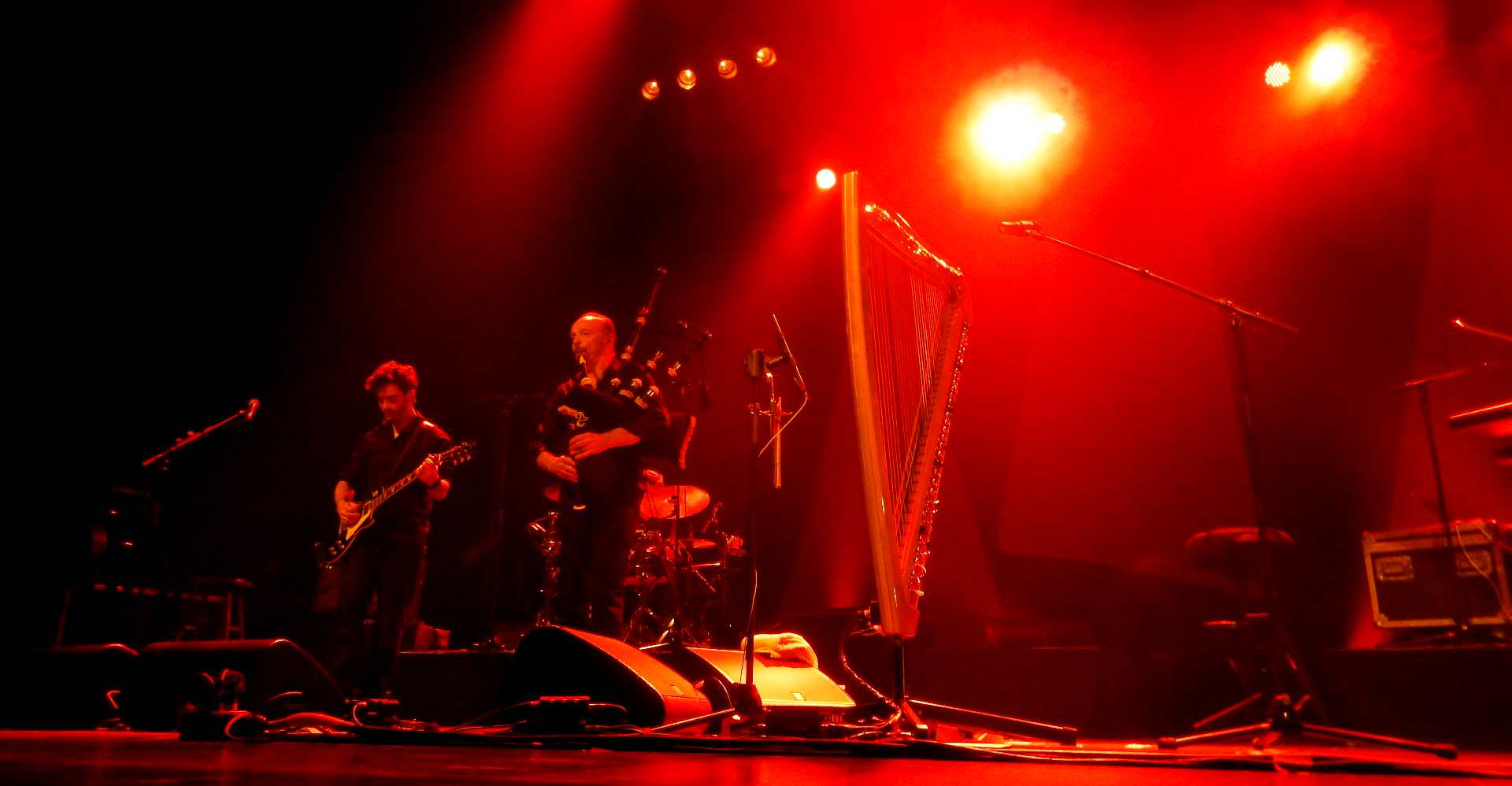
Alan Stivell à Waregem

| Mois                | Pays            | Jour (Ville - Lieu) |
| ------------------- | --------------- | --- |
| Février 2014        | France          | le 11 (Vierzon - Théâtre Mac Nab), le 13 (Châtellerault - Salle de l'Angelarde), le 14 (Guéret - Espace André Lejeune) |
| Mars 2014           | France          | 3 dates pour la Saint-Patrick aux Théâtres des Casinos Barrière : le 17 (Enghien-les-Bains), le 21 (Bordeaux), le 22 (Jonzac) |
| Mai 2014            | Allemagne       | le 25 (Ludwigsbourg - Festival Ludwigsburger Schlossfestspiele) |
| Juillet 2014        | France          | le 5 (Vendeuvre-sur-Barse - Parc du Château), le 19 (Loon-Plage - Festival Het Lindeboom) |
| Août 2014           | France          | le 8 (Penvénan - Festival de Buguélès) |
| Septembre 2014      | France          | le 1er (Châlons-en-Champagne - Foire de Châlons - Festival Foire en scène), le 12 (Saint-Paul-Trois-Châteaux - Fête votive - Salle Fontaine) |
| Décembre 2014       | Italie Belgique | le 1er (Milan - Teatro Nuovo), le 2 (Trente - Centro Cultural Servizi Culturali, Auditorium Santa Chiara), le 4 (Rome - Auditorium Parco della Musica) le 18 (Boezinge - Église), le 19 (Waregem - Centre Culturel de Schakel), le 21 (Roulers - Centre culturel de Spil) |
| Juillet 2015        | France          | le 8 (Carcassonne - festival gratuit, scène Chénier), le 12 (Saint-Malo - Folklores du Monde) |
| Notes : 1. 2. 3. 4. |                 | |

### AMzer Tour

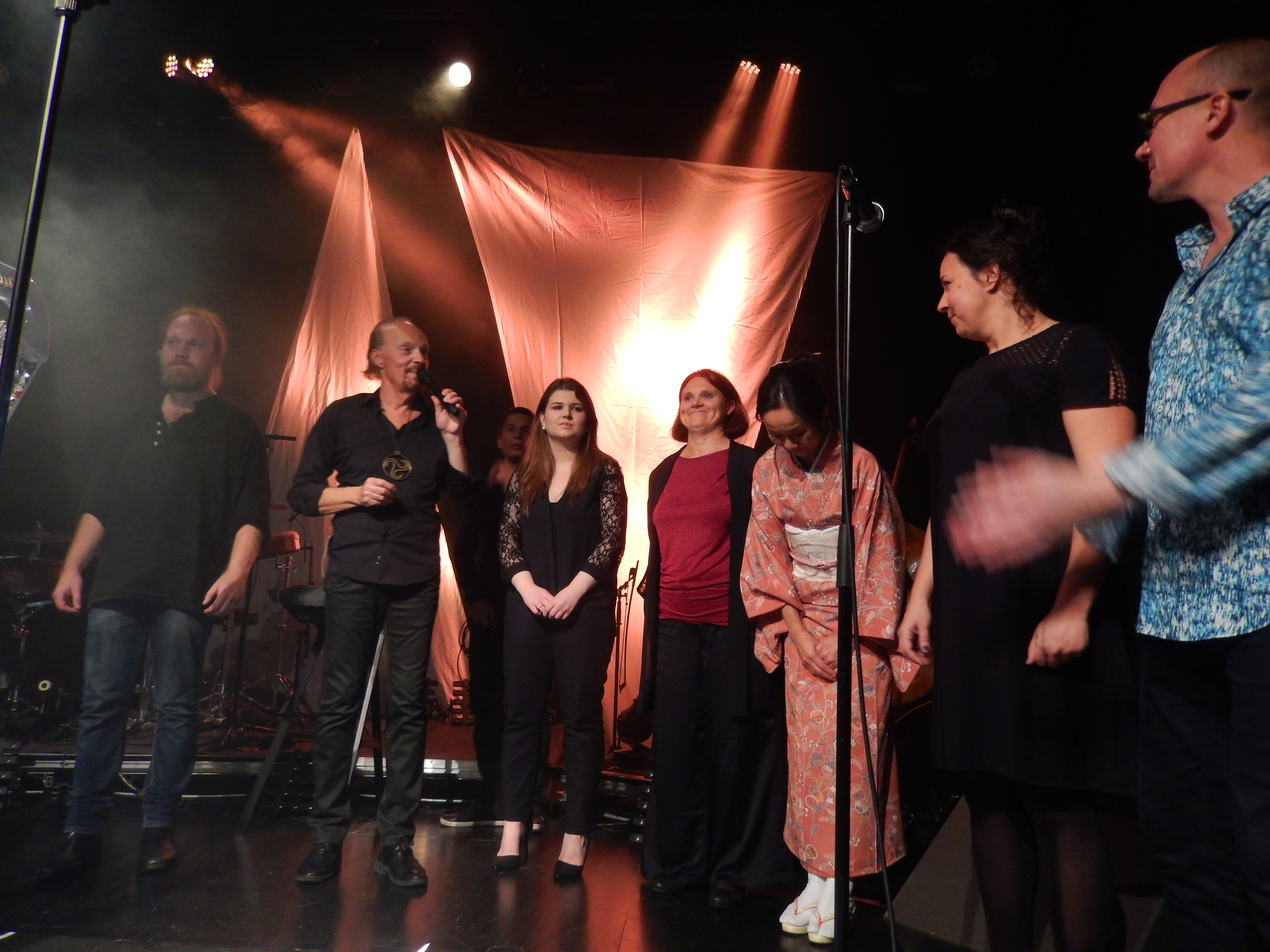
Premier concert à Saint-Brieuc

En 2015-2016, la tournée AMzer marque les 50 ans depuis les débuts professionnels du chanteur. Mais ce n'est pas un anniversaire tourné vers le passé car la tournée concerne les nouvelles chansons, en projet depuis quelques années. La première partie du spectacle conte un voyage poétique au travers des saisons et d'une musique transversale, contemplative et électronique. Après quatre jours de résidence et un concert à Saint-Brieuc, Alan Stivell multiplie les représentations avec ses nouveaux compagnons de route, également présents sur l'album : Anne Gwenn Brodu, David Millemann, Nicolas Hild et Cédrick Alexandre. La flûtiste Véronique Piron ainsi que les chanteuses Maliko Oka et Gráinne O'Malley sont présentes à certaines dates, comme à La Cigale (Paris).
À partir de février 2016, la Bretagne et l'Irlande sont à la fête dans le cadre des dix ans de la tournée « Fête de la Saint Patrick ». Mise à part la participation « exceptionnelle » d'Alan Stivell, la programmation du spectacle comporte le Bagad de Lann-Bihoué, le groupe irlandais Celtic Dances, les danseurs du Cercle du Croisty et d'autres groupes en fonction des dates. Le CD et DVD du spectacle, enregistré à Lyon, sort le 24 février 2017 chez Naïve-Believe. 

Le jour avant son concert au Festival interceltique de Lorient 2016, il est l'invité surprise du concert de Joan Baez. Ils interprètent Tri Martolod en duo, 38 ans après avoir dansé ensemble en fest-noz place de l'hôtel de ville.

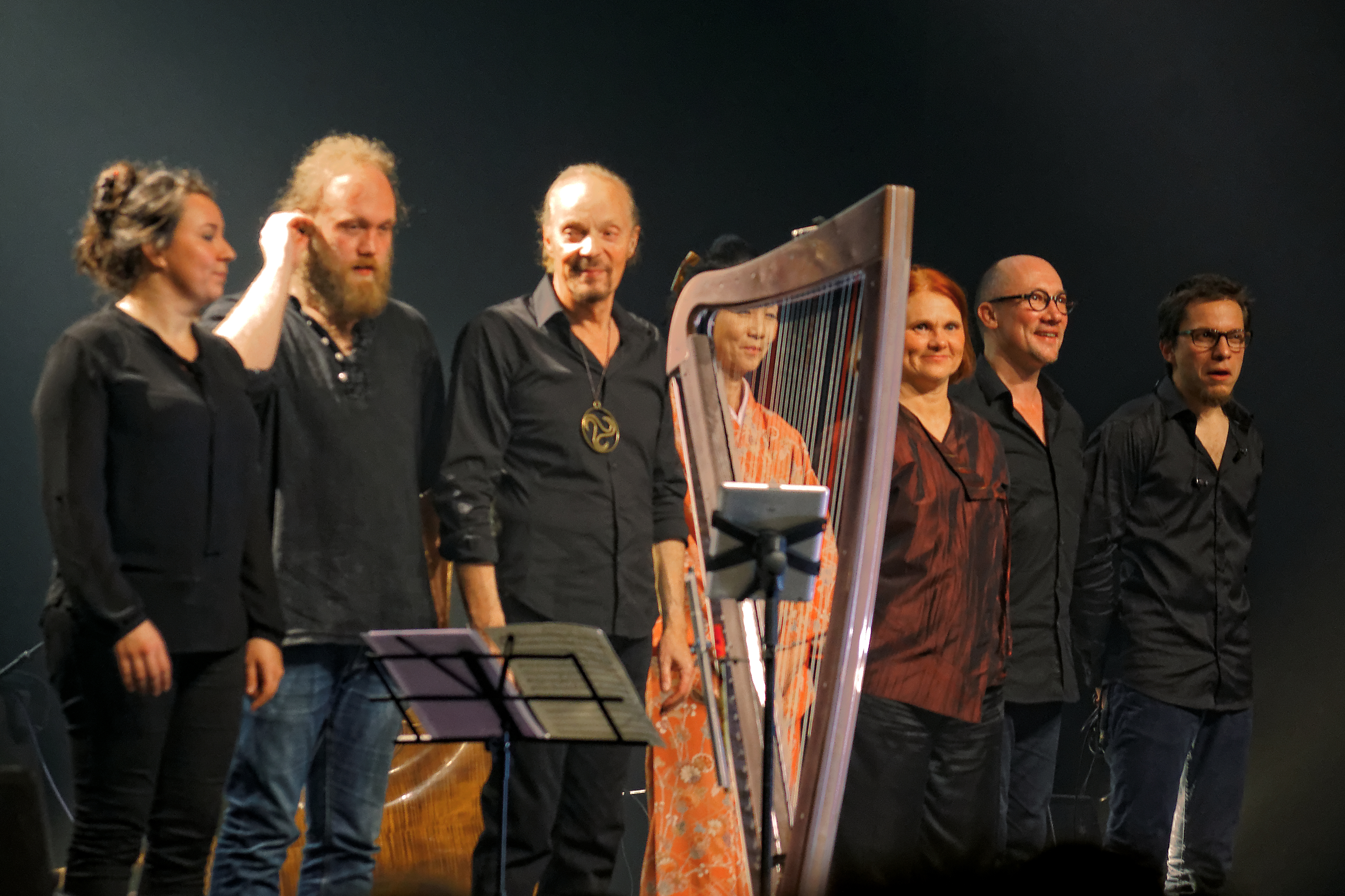
La nouvelle équipe en 2015 à Pacé
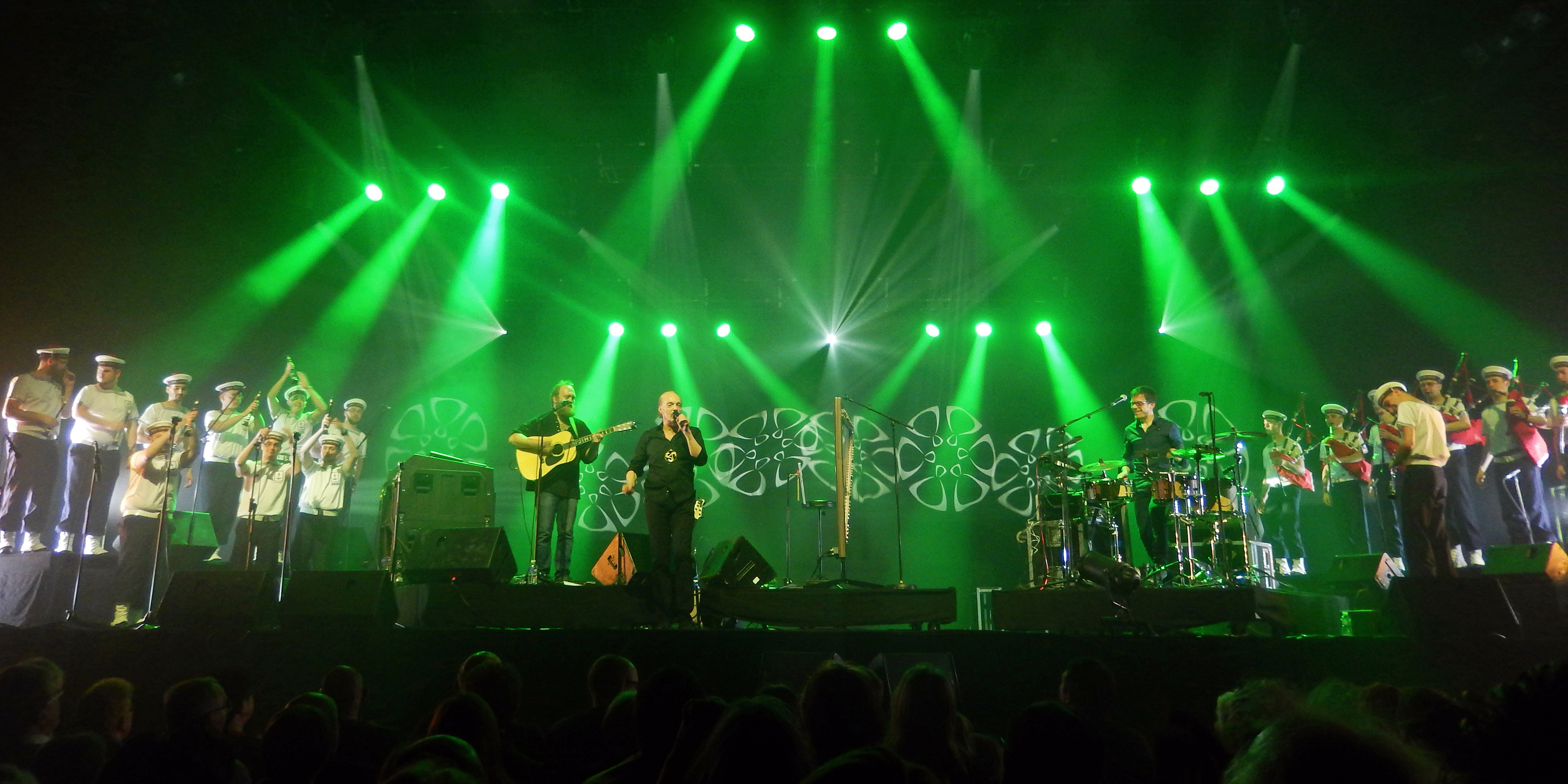
Saint-Patrick à Rennes avec le bagad de Lann-Bihoué
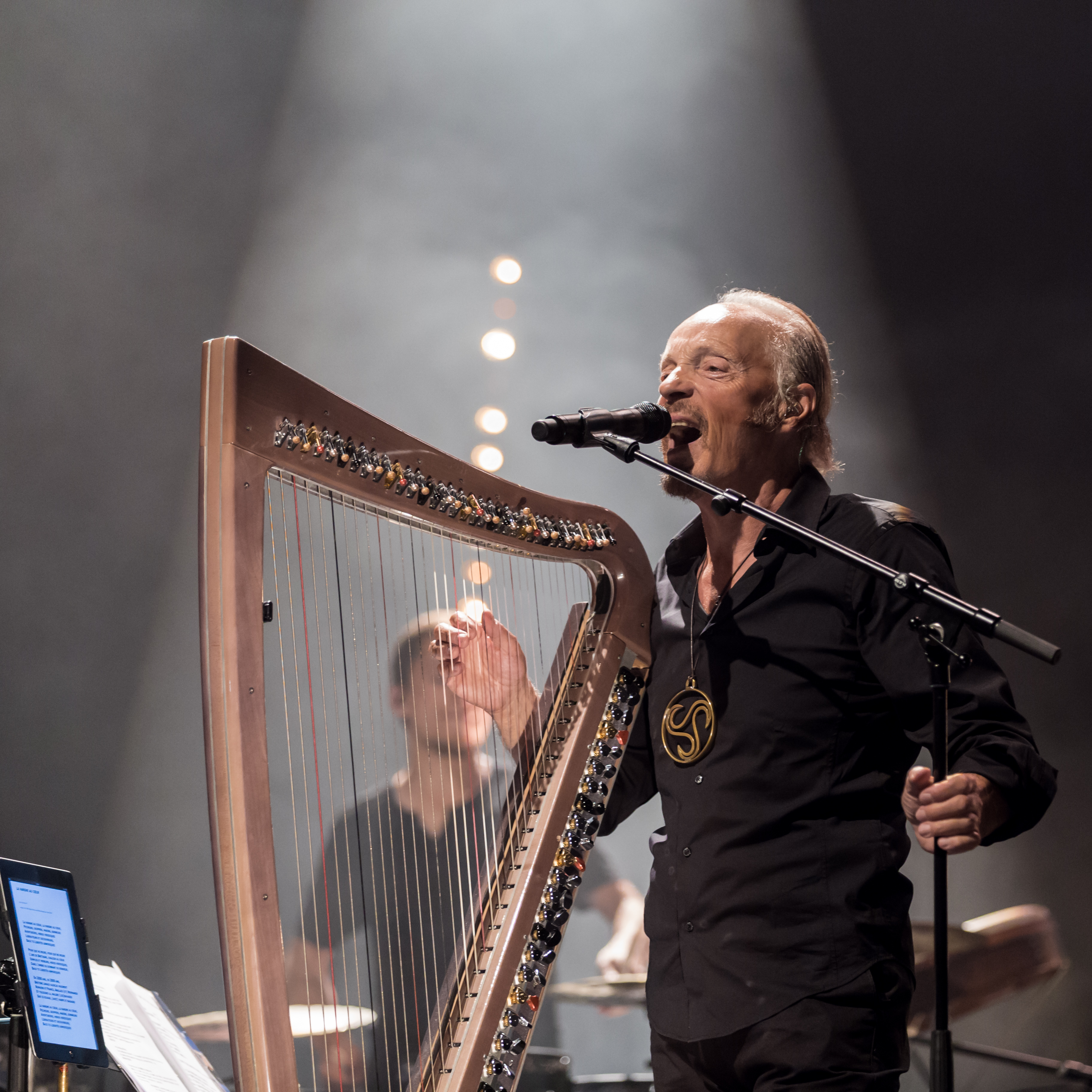
Festival de Cornouaille
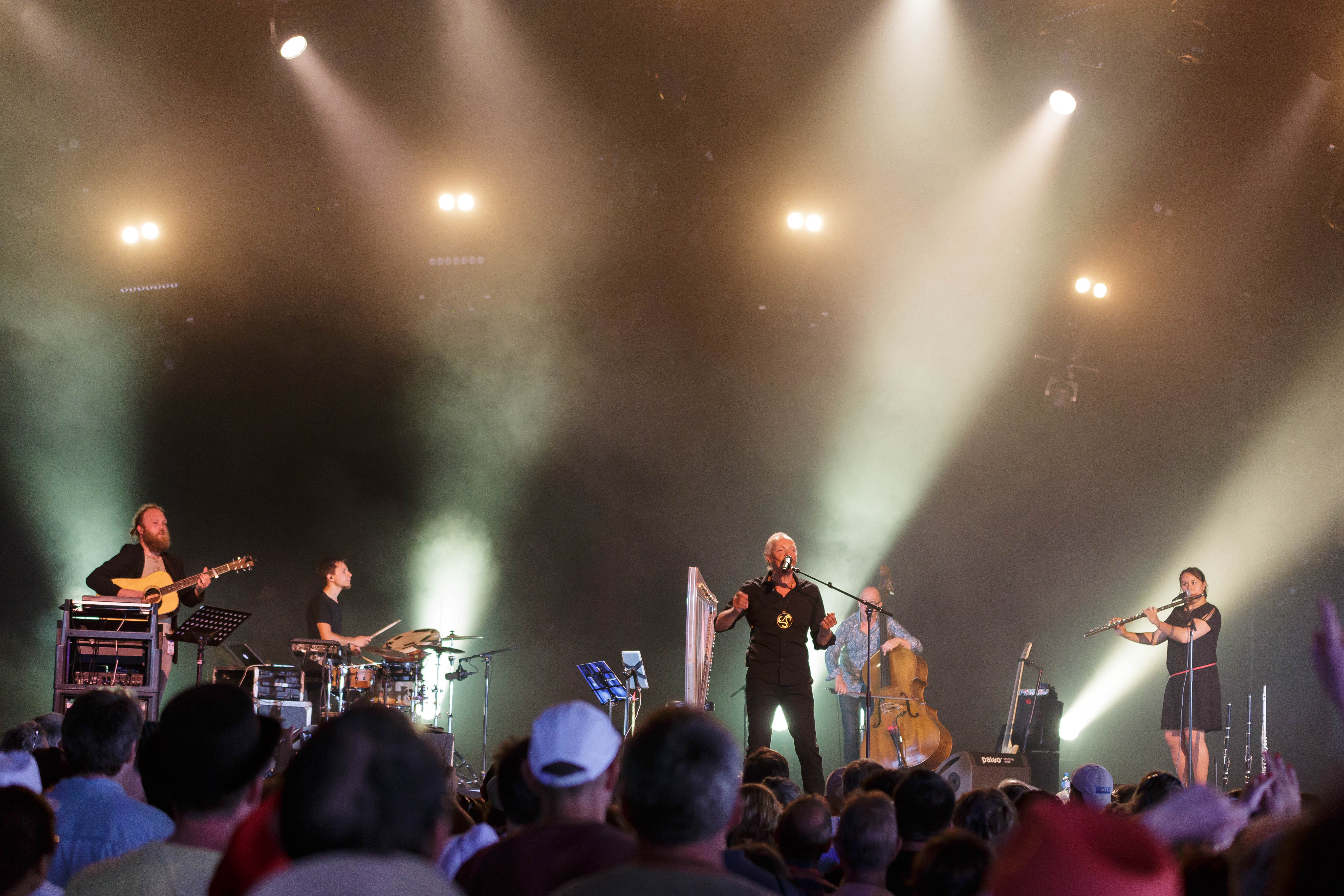
Paléo Festival Nyon en juillet 2016
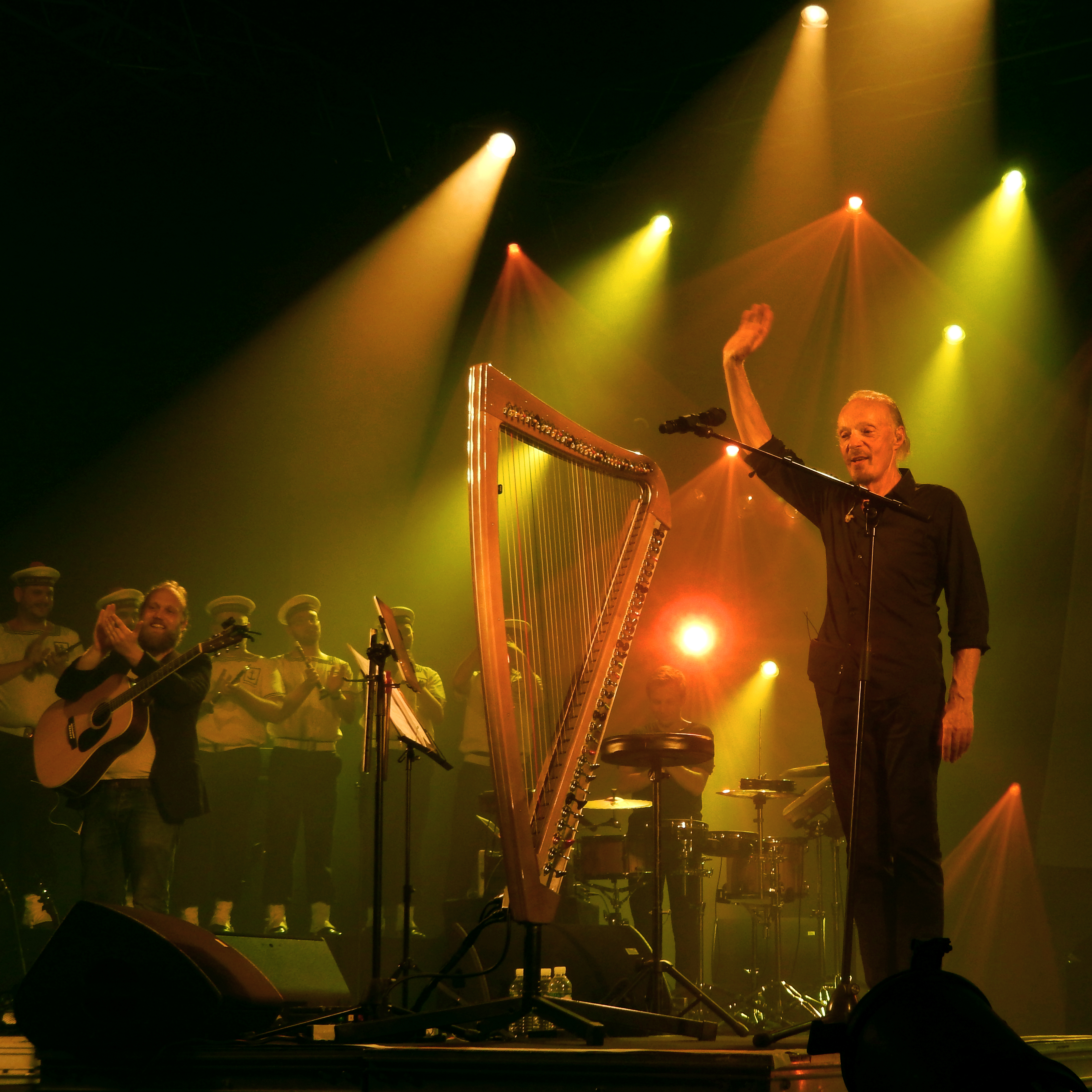
Festival interceltique de Lorient 2016
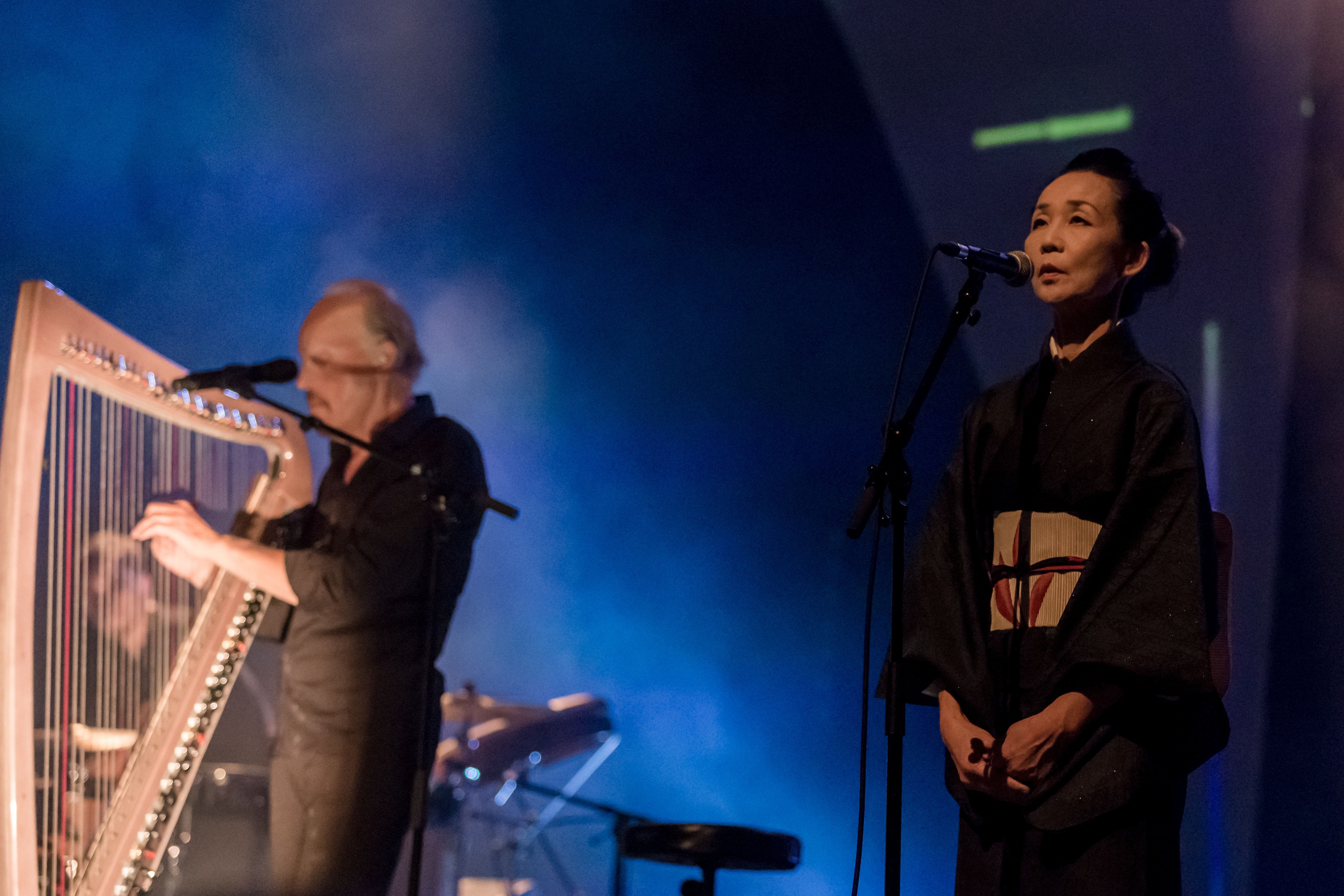
Maliko Oka à Quimper

| Mois                   | Pays                   | Jour (Ville - Lieu) |
| ---------------------- | ---------------------- | --- |
| Novembre 2015          | France                 | le 5 (Saint-Brieuc - La Citrouille), le 6 (La Baule-Escoublac - Palais des Congrès Atlantia), le 7 (Paris - La Cigale) |
| Décembre 2015          | France                 | le 9 (Pacé - Le Ponant), le 12 (Concarneau - Centre des Arts) |
| Février 2016           | France                 | le 26 (Rouen - Zénith), le 27 (Caen - Zénith), le 28 (Brest - Brest Arena) |
| Mars 2016              | France Belgique France | le 2 (Troyes - Troyes Expo Cube) le 3 (Bruxelles - Cirque Royal) le 4 (Lille - Arena), le 5 (Rennes - Le Liberté), le 6 (Laval - Parc Expo), le 8 (Angers - Amphitéa), le 9 (Tours - Vinci), le 10 (Limoges - Zénith), le 11 (Châteauroux - L’Equinoxe), le 12 (Paris - Palais des congrès), le 13 (Épernay - Le Millesium), le 17 (Roanne - Scarabée), le 18 (Montluçon - Centre Athanor), le 19 (Lyon - L’amphithéâtre), le 20 (Saint-Étienne - Zénith), le 30 (Nantes - Cité des Congrès), le 31 (Vannes - Parc Expo Le Chorus) |
| Avril 2016             | France Suisse          | le 1er (Niort - L'acclameur), le 2 (Toulouse - Zénith), le 3 (Clermont-Ferrand - Zénith d'Auvergne), le 7 (Dijon - Zénith), le 8 (Grenoble - Summum) le 9 (Genève - Théâtre du Leman) |
| Juin 2016              | France                 | le 24 (Moissac - Festival des voix) |
| Juillet 2016           | France Suisse          | le 22 (Quimper - Festival de Cornouaille), le 24 (Nyon - Paléo Festival) |
| Août 2016              | France                 | le 6 (Lorient - Festival interceltique en invité de Joan Baez), le 7 (Lorient - Festival interceltique - Espace Marine), le 15 (Ohlungen - Summerlied) |
| Septembre 2016         | Italie                 | le 11 (Busto Arsizio - BustoFolk) |
| Notes : 1. 2. 3. 4. 5. |                        | |

### Tournée des 50 ans de carrière 2017 / tournéeHuman~Kelt2018–2019

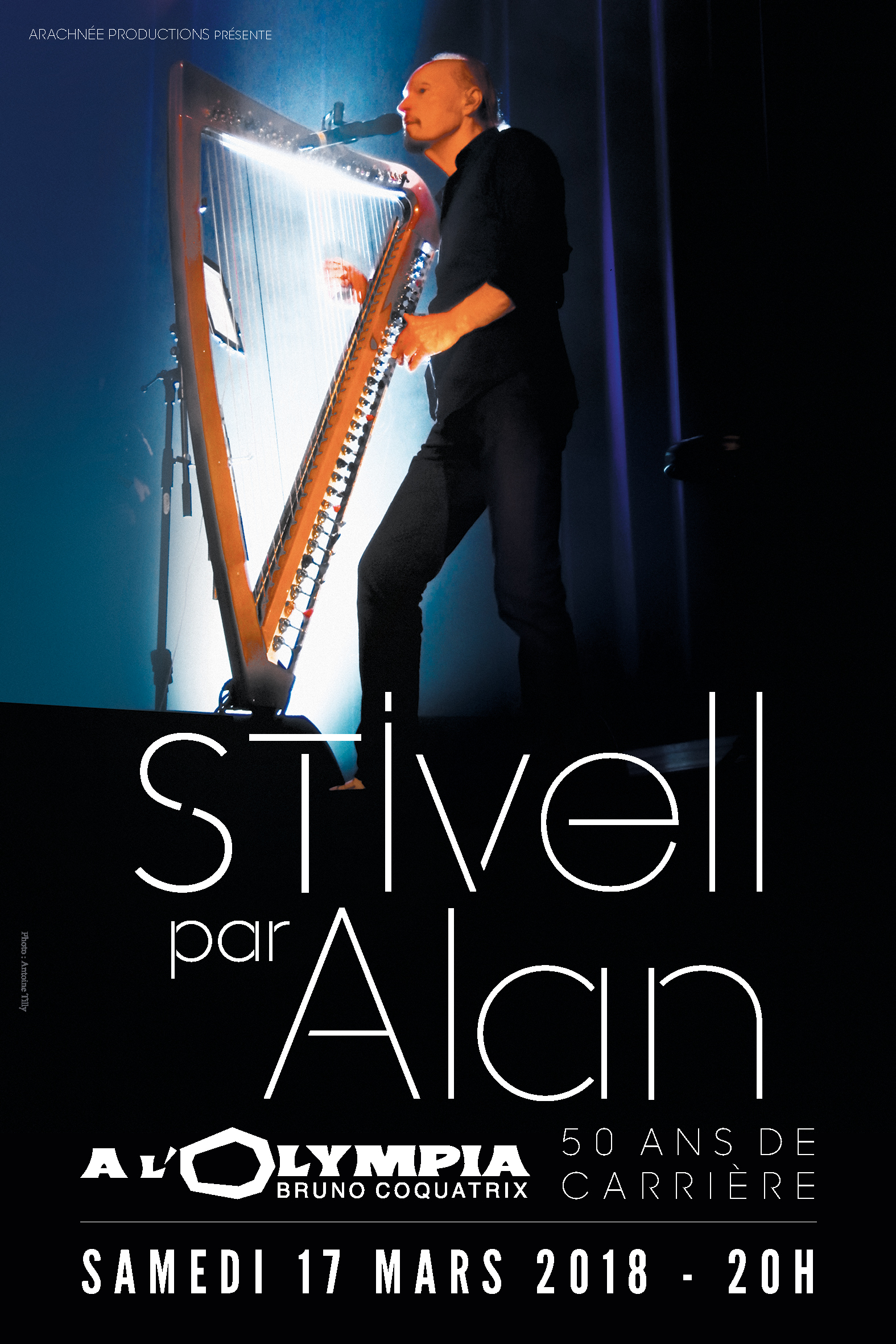
Affiche pour l'Olympia (St Patrick 2018)

En juin 2017, un spectacle remodelé, avec une nouvelle équipe et de nouveaux concepts (harpe laser...), est présenté après une résidence et un concert au centre culturel Jovence de Louvigné-du-Désert (Ille-et-Vilaine). Le répertoire est large, de Reflets, premier morceau de son premier album professionnel Reflets à NEw' AMser, premier titre du dernier album AMzer. Pour mettre en valeur ses compositions, il fait appel à des musiciens originaux : Fabien Tabuteau aux machines et guitares, Konan Mevel, de Tri Yann, qui utilise une cornemuse électronique, des flûtes ou expérimente un prototype de guitare sans corde, le percussionniste Jean-Bernard Mondoloni joue des bodhráns, boîte à rythmes ainsi qu'un didgeridoo à coulisse, et, sur scène, un designer sonore arrange l'ensemble.
Début octobre 2017, une résidence artistique lui permet d'effectuer des changements au niveau du répertoire, des instruments qu'il utilise, de quelques nouveaux musiciens : Pierre Patinec, du groupe de reggae City Kay, à la basse, claviers, machines, Emmanuel Devorst, du groupe Skilda, aux guitares et bouzouki et Marc "Poncallec" Hazon, de groupe Stone Age, à la batterie. L'année 2018 est marquée par un nouveau concert à L'Olympia, le soir de la Saint-Patrick, puis par la sortie le 26 octobre de l'album studio rétrospectif Human~Kelt.
Alan Stivell se produit à l'étranger (Allemagne, Italie, Suisse...), ainsi qu'avec Carlos Núñez à plusieurs reprises : à Selb en septembre, en décembre 2018 en Espagne (La Corogne, Vigo, Barcelone Palais de la musique catalane) et le 18 janvier 2019 au théâtre Circo Price de Madrid. Pour l'année de la Galice du festival interceltique de Lorient, la création de Carlos Núñez invite Alan Stivell en compagnie du Bagad Cap Caval et la Banda de Ávila.

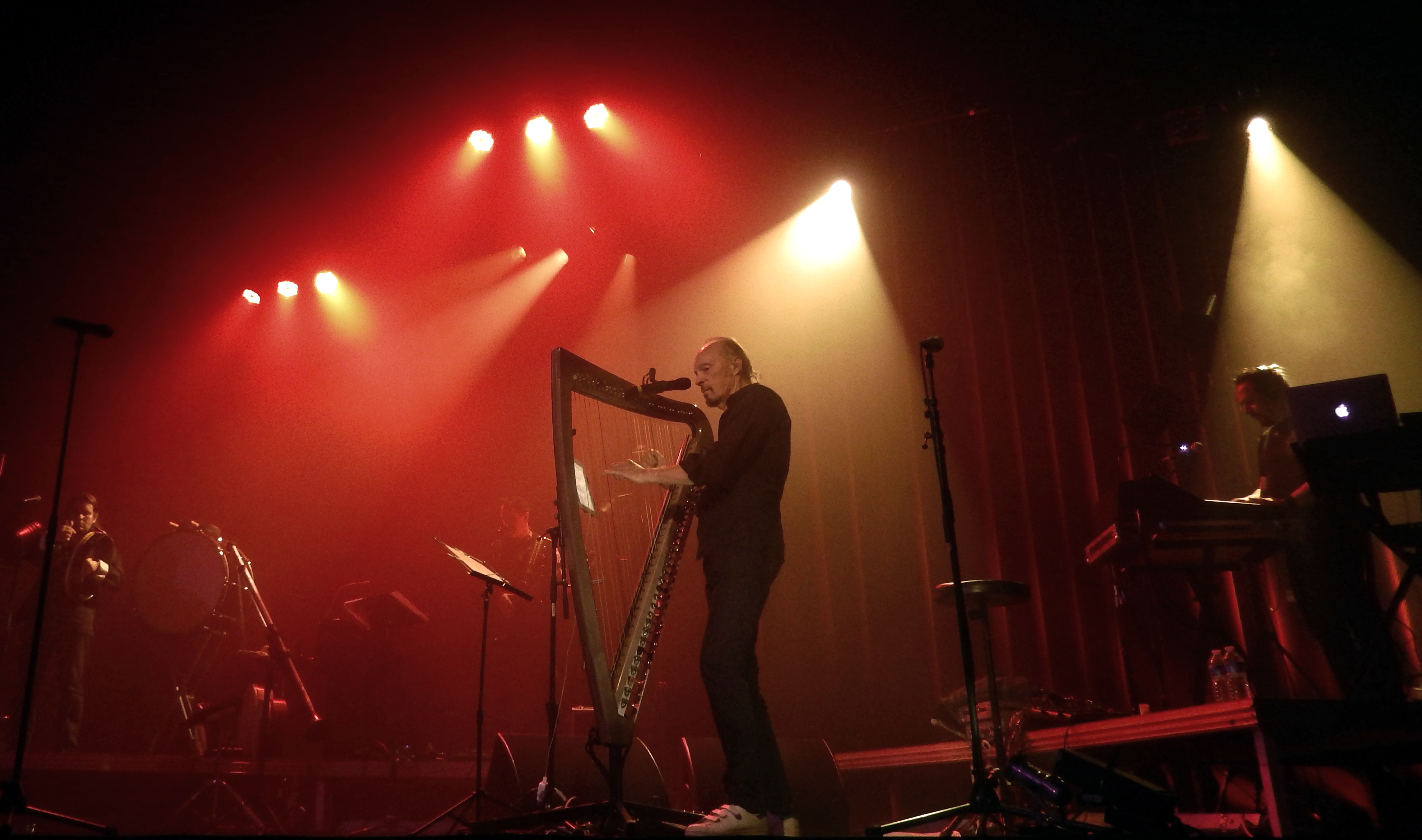
Louvigné (35), 1er concert de la nouvelle tournée
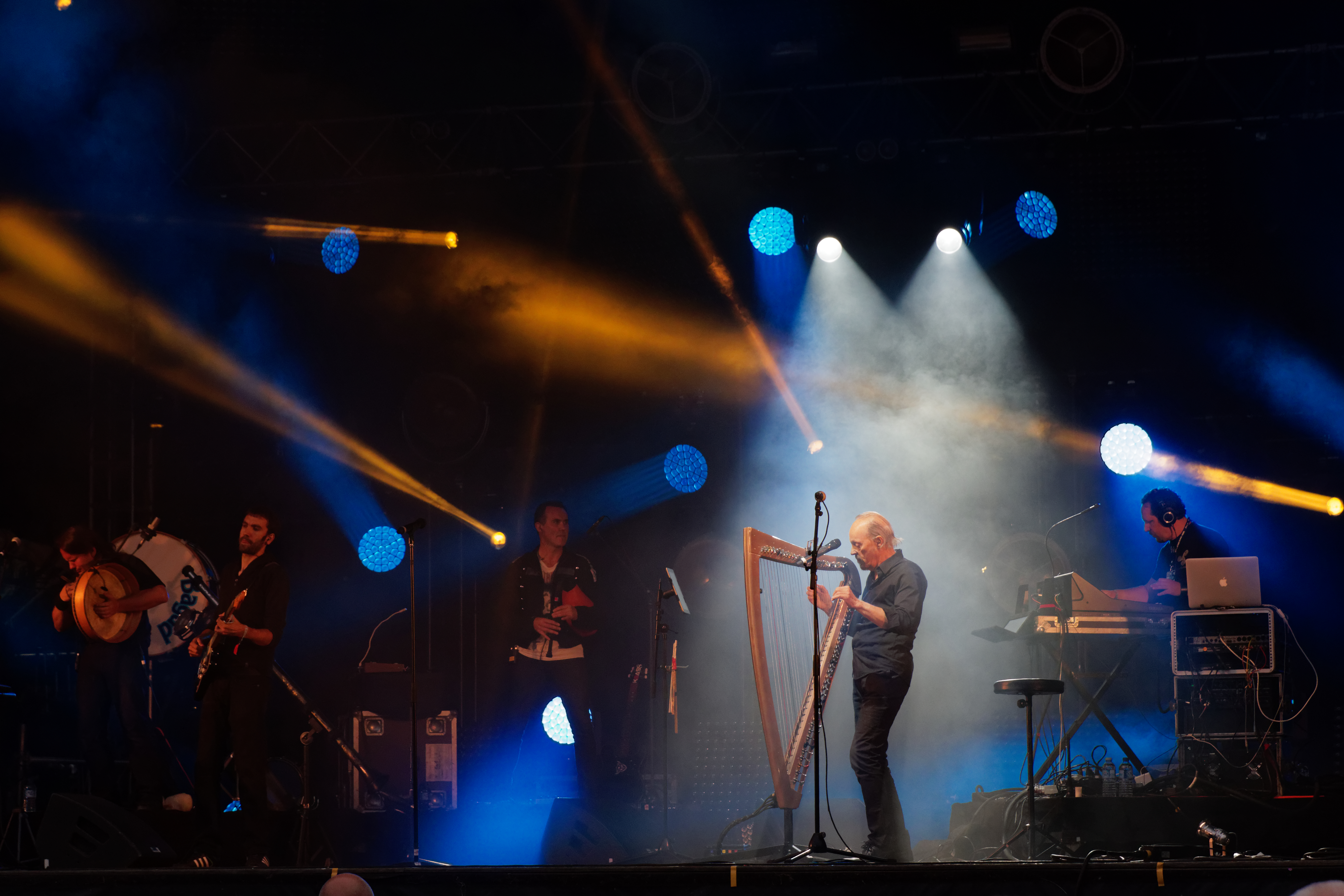
Festival du chant de marin de Paimpol 2017
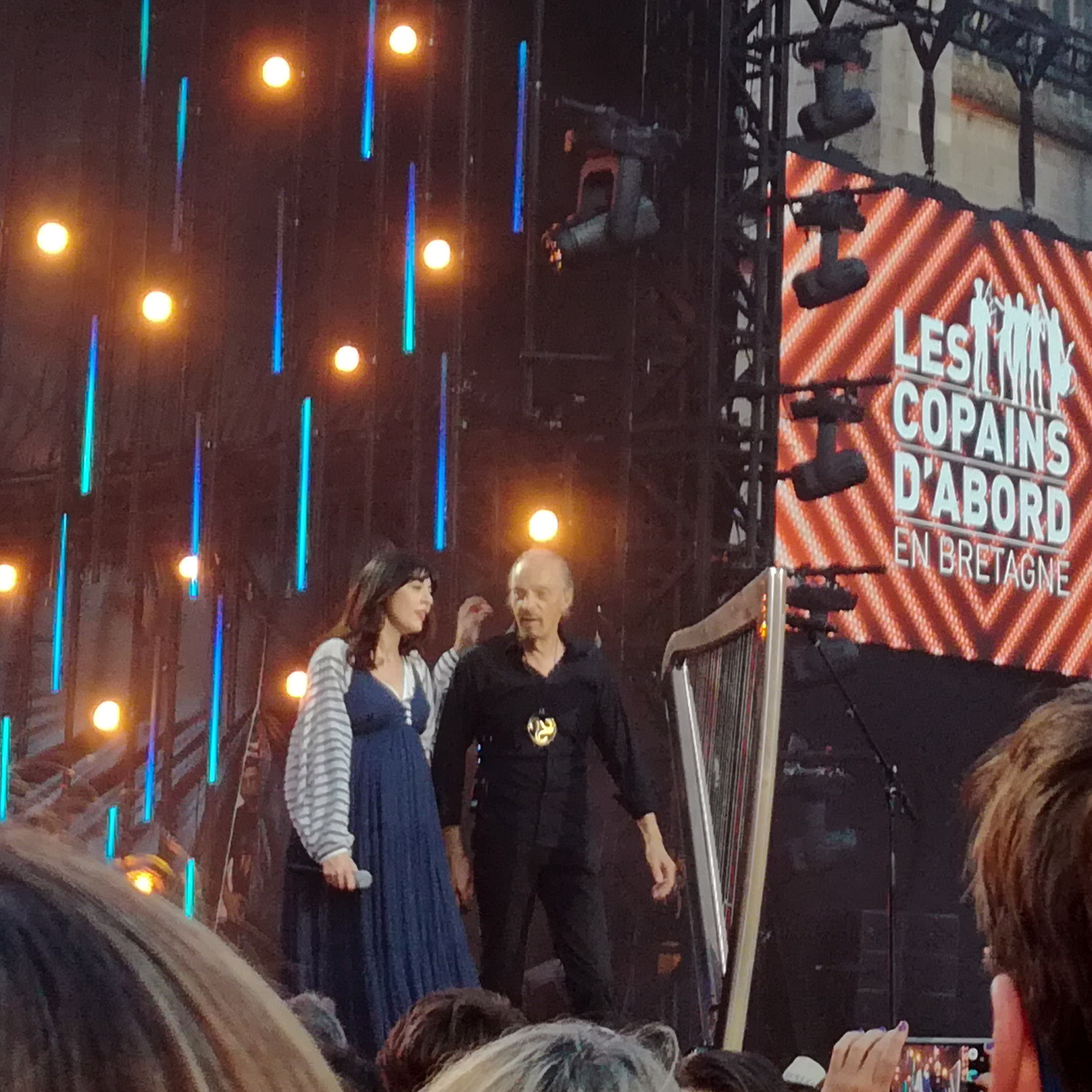
Les Copains d'abord (émission France 2) à Quimper en 2017
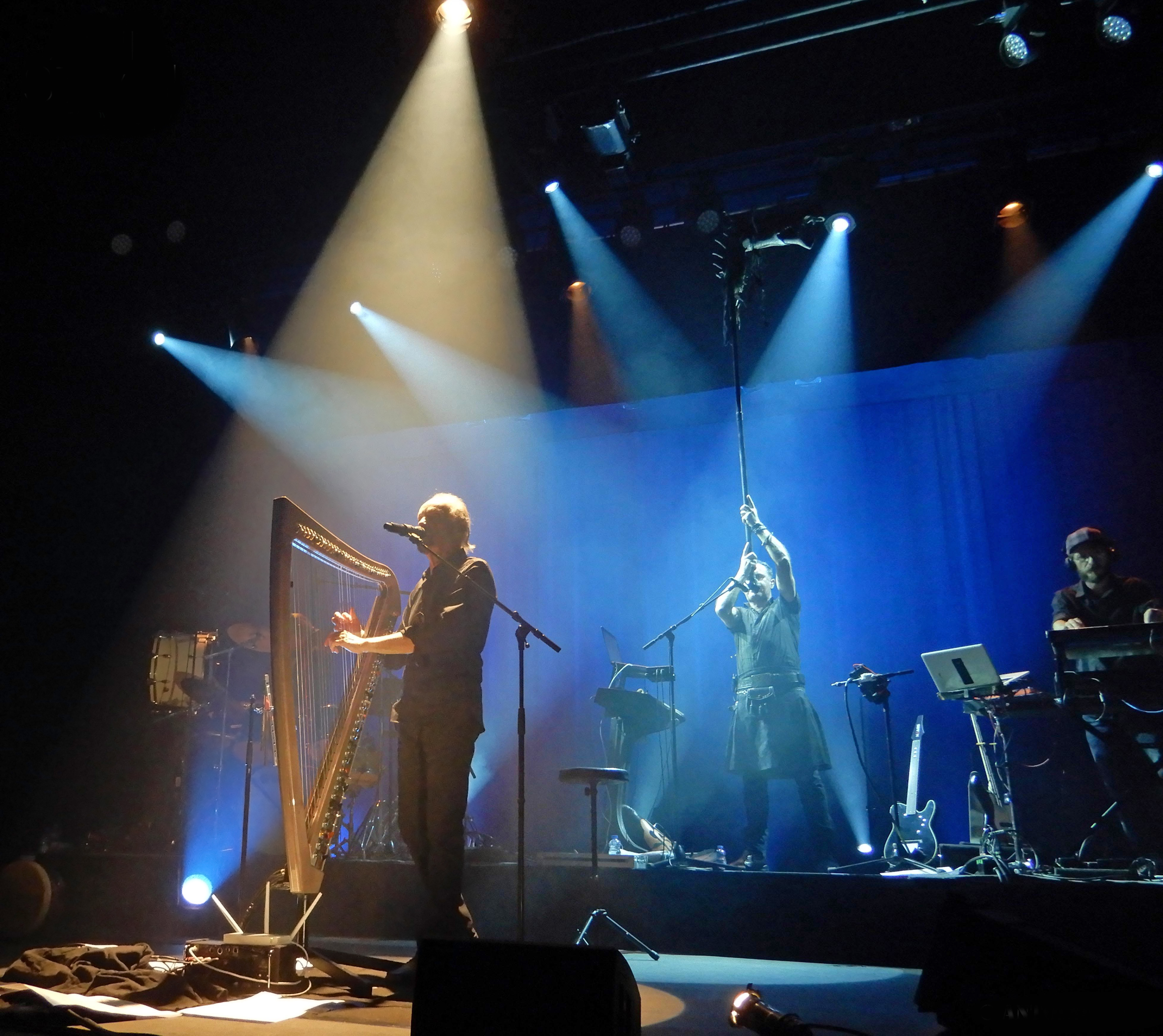
À Océanis Ploemeur le jour de la sortie de Human~Kelt
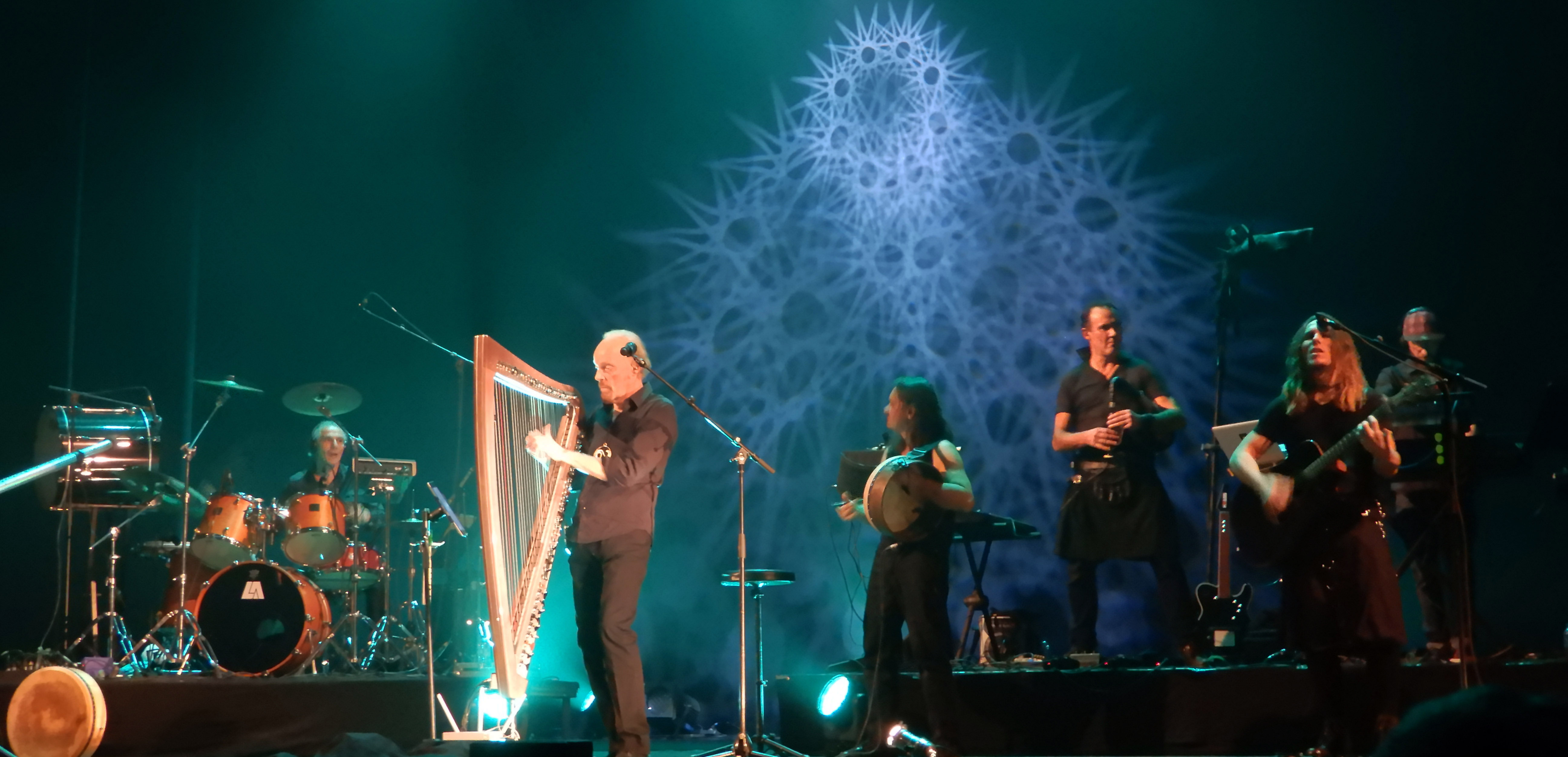
Au théâtre Sébastopol de Lille le 8 décembre 2018
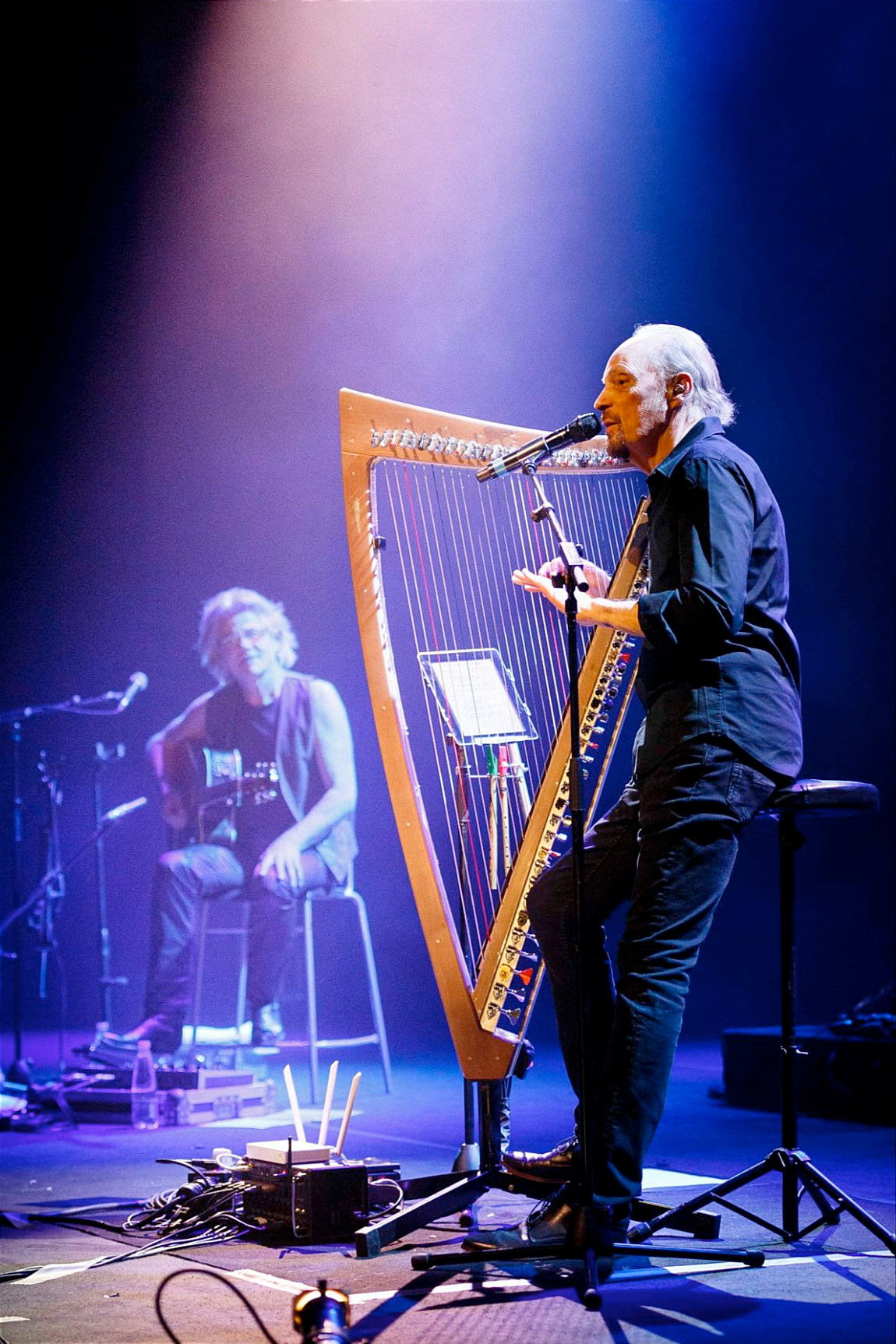
Au théâtre Mestre de Venise en mars 2019
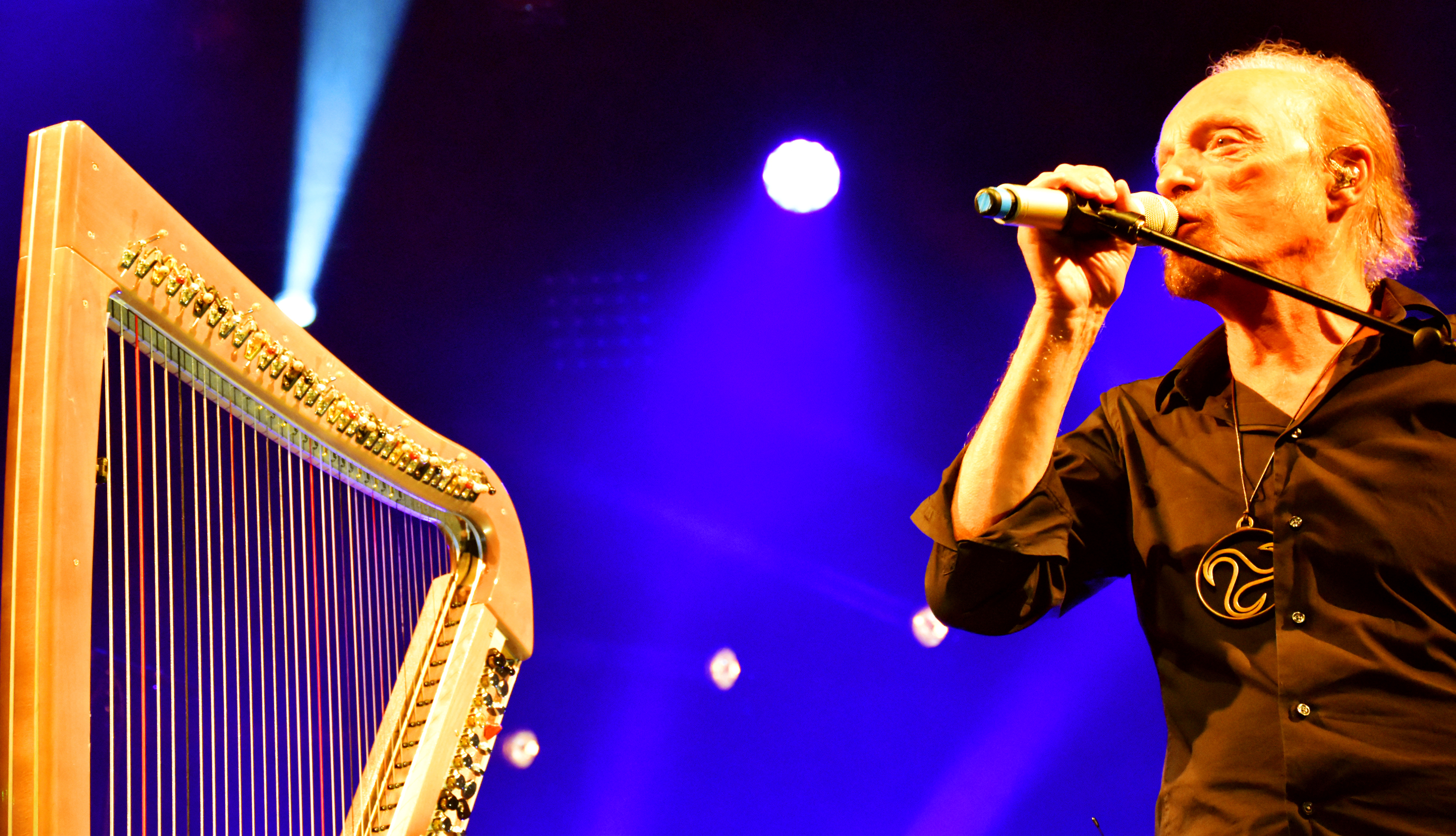
Aux traversées de Tatihou, dernier concert de la tournée Human~Kelt

| Mois                                               | Pays                           | Jour (Ville - Lieu) |
| Tournée des 50 ans de carrière                     | Tournée des 50 ans de carrière | Tournée des 50 ans de carrière |
| -------------------------------------------------- | ------------------------------ | --- |
| Juin 2017                                          | France Belgique                | le 9 (Louvigné-du-Désert - Jovence), le 15 (Anvers - De Roma) |
| Juillet 2017                                       | France                         | le 5 (Quimper - émission Les Copains d'abord en Bretagne sur France 2) |
| Août 2017                                          | France                         | le 12 (Paimpol - Festival du chant de marin) |
| Octobre 2017                                       | France                         | le 6 (Pont-Péan - Espace Beausoleil), le 7 (Betton - La Confluence), le 17 (Paris - Agir en scène à L'Olympia pour ATD Quart Monde) |
| Janvier 2018                                       | Italie Irlande                 | le 19 (Aoste - Teatro d'Aosta), le 26 (Dublin - Temple Bar Tradfest, château de Dublin) |
| Mars 2018                                          | France                         | le 17 (Paris - L'Olympia) |
| Mai 2018                                           | Pays-Bas                       | le 12 (Utrecht - Dutch Harp Festival) |
| Août 2018                                          | France                         | le 10 (Lorient - Festival interceltique) |
| Septembre 2018                                     | Allemagne                      | le 8 (Selb - Festival-Mediaval 10 ans) |
| Tournée Human~Kelt                                 |                                | |
| Octobre 2018                                       | France                         | le 26 (Ploemeur - L'Océanis) |
| Novembre 2018                                      | France                         | le 23 (Châteaubernard - Le Castel), le 24 (Moissac - Hall de Paris) |
| Décembre 2018                                      | France                         | le 7 (Roye - Théâtre de l’Avre), le 8 (Lille - théâtre Sébastopol) |
| Février 2019                                       | France                         | le 4 (Paris - La Cigale, Festival Au Fil des Voix) |
| Mars 2019                                          | France Italie                  | le 17 (Evian - Equinoxe, Palais des festivités), le 21 (Rome - Auditorium Parco della Musica), le 22 (Venise - Teatro Corso Mestre), le 23 (Morbegno - Auditorium S. Antonio)                                                                                   |
| Juin 2019                                          | France                         | le 30 (Montréverd - Logis de la Chabotterie) |
| Juillet 2019                                       | France                         | le 18 (Rodez - Festival Estivada) |
| Août 2019                                          | France Suisse                  | le 8 (festival interceltique de Lorient, en invité de Carlos Núñez), le 10 (Saugues - Festival Celte en Gévaudan), le 15 (Saint-Nolff - Motocultor Festival), le 18 (Avenches - Festival Rock Oz'Arènes), le 30 (Île Tatihou - festival des Traversées Tatihou) |
| Notes : 1. 2. 3. 4. 5. 6. 7. 8. 9. 10. 11. 12. 13. |                                | |

## Années 2020

### Dates de concert annulées à cause de la Covid-19
Un concert unique est programmé le samedi 7 mars 2020 à Paris La Défense Arena (40 000 places), pour lequel Alan Stivell prévoit d'être accompagné de nouveaux et d'anciens musiciens, mais aussi du bagad de Lann-Bihoué, avec la participation de l'Orchestre National de Bretagne et la présence de Dan Ar Braz et Gilles Servat. Cette « Nuit de la Bretagne » est finalement annulée quelques jours avant pour cause de pandémie de Covid-19 en France.
Une tournée en Italie prévue en juillet 2020 est également annulée, puis des concerts à l'automne 2020 avec l'Orchestre symphonique de Bretagne.

### Projet de réécriture de laSymphonie celtique
Outre « l'écriture de quelques bouquins », Alan Stivell annonce un projet qu'il estime incontournable : vouloir revisiter sa Symphonie celtique sortie 40 ans plus tôt, en souhaitant « aller encore plus loin. » Il la présente comme une œuvre « celtique » mais aussi « à l'ambition universelle [...] rassembl[ant] symboliquement presque toutes les cultures, notamment minoritaires. » Il dit « souhait[er] aller encore plus loin en réécrivant toutes les parties de A à Z. »,.

### Spectacle «Lid» («Célébration»)
L'avant-première du spectacle « Lid » (« Célébration » en breton) programmée en août 2020 à l'occasion de la 50e édition du Festival interceltique de Lorient 2020 et de l'année de la Bretagne est reportée au 11 août 2021. Alan est accompagné sur scène des 50 musiciens de l'ONB, un chœur, des sonneurs (bombardes, cornemuses, whistles, pib-ilin, small-pipe), la pianiste Elisa Bellanger, la chanteuse Véronique Bourjot et ses musiciens "rock".

### TournéeHuman~Kelt2021–2023: concerts "Cœur & Âme" ("Kalon Hag Ene") et "Célébration"
Après l'annulation des concerts prévus en 2020, la tournée Human~Kelt reprend le 11 août 2021 avec un concert au festival interceltique de Lorient. Elle se poursuit sous le nom de "Célébration 50 ans – une vie pour la Bretagne et la musique. Tournée Celtique Symphonique",, le temps seulement de 2 concerts où Stivell joue accompagné de l'Orchestre National de Bretagne, respectivement les 7 et 8 avril 2022 au Liberté à Rennes et salle Pleyel à Paris (50 ans après l'enregistrement de l'album À l'Olympia).
Alan Stivell poursuit ensuite la tournée "Célébration" avec son groupe dans une formule plus électrique. 
Le 24 juin 2022, Alan participe à un concert en hommage au chanteur Philippe Pascal, en chantant notamment avec le groupe Marc Seberg dont la pianiste Pascale Le Berre fut également sa musicienne dans les années 1990.
- Tournée "Célébration" :

| Mois          | Pays   | Jour (Ville - Lieu)                                                                                           |
| ------------- | ------ | --- |
| Mars 2020     | France | le 7 (Paris la Défense Arena - La Nuit de la Bretagne) (date annulée)                                         |
| Juillet 2020  | Italie | (dates annulées)                                                                                              |
| Août 2020     | France | le 12 (Festival interceltique de Lorient - Espace Marine) (date reportée au 11 août 2021)                     |
| Automne 2020  | France | (dates annulées)                                                                                              |
| Août 2021     | France | le 11 (Festival interceltique de Lorient - Espace Marine) (report de la date annulée en août 2020)            |
| Avril 2022    | France | le 7 (Rennes - Le Liberté), le 8 (Paris - Salle Pleyel (50 ans après l'enregistrement de l'album Olympia 72)) |
| Juin 2022     | France | le 18 (Locquignol - Festival de musique celtique en Pays de Mormal,)                                          |
| Juillet 2022  | Italie | Le 16 (Udine, Folkest 2022)                                                                                   |
| Octobre 2022  | France | le 7 (Pontivy - Palais des Congrès), le 8 (Pornic - Casino)                                                   |
| novembre 2022 | France | le 26 (Feurs - Théâtre du Forum)                                                                              |
| Décembre 2022 | France | le 16 (Rouillac - La Palène), le 17 (Gennevilliers - Salle des Fêtes)                                         |
| Mars 2023     | France | le 17 (Aulnay-Sous-Bois - Théâtre Jacques Prévert), le 24 (Pléneuf-Val-André - Casino)                        |

- Mini tournée estivale 2023 "Cœur & Âme" ("Kalon Hag Ene") dans les églises et cathédrales :

| Mois                   | Pays   | Jour (Ville - Lieu)                            |
| ---------------------- | ------ | ---------------------------------------------- |
| Juin 2023              | Italie | le 22 (Aoste - Collégiale de Saint-Ours)       |
| Juillet 2023           | France | les 6 & 7 (Tréguier, Cathédrale Saint-Tugdual) |
| Notes : 1. 2. 3. 4. 5. |        |                                                |

### TournéeHuman~Kelt2024: concerts "Cœur & Âme" ("Kalon Hag Ene") et "Célébration", rencontres-dédicaces
Sources,
| Mois           | Pays                 | Jour (Ville - Lieu) |
| -------------- | -------------------- | --- |
| Janvier 2024   | Écosse (Royaume-Uni) | le 31 (Glasgow - Celtic Connections 2024, Mackintosh Queen's Cross Church), |
| Mai 2024       | France               | le 3 (concert "Cœur & Âme" : Saint Brieuc - cathédrale Saint-Étienne), le 18 (château de Comper, Concoret Salle Moronoë, Mauron), le 26 (Saint-Michel-sur-Orge - Centre culturel Baschet),, le 30 (concert "Cœur & Âme" : Paris - église Saint-Eustache)                                                                                                |
| Juin 2024      | France               | le 17 (rencontres-dédicaces : Nantes (quartier Chantenay) - micro-brasserie Little Atlantic Brewery, puis parrainage du lancement des Jeux bretons), le 23 (concert "Cœur & Âme" : Fougères - église Saint-Léonard), le 28 (concert "Cœur & Âme" : Issoire - abbatiale), le 29 (rencontres-dédicaces (15h) : Clermont-Ferrand - Librairie Les Volcans)) |
| Juillet 2024   | France               | le 10 (concert "Cœur & Âme" : La Rochelle - La Coursive, Théâtre Verdière, Festival Francofolies), le 15 (rencontres-dédicaces (16h) : Landévennec - Breizh Odyssée), le 16 (concert "Célébration" (Lid) : Brest - Fêtes maritimes - Scène Atlantique)                                                                                                  |
| Août 2024      | Italie               | le 2 (concert "Célébration" (Lid) : Serravalle di Chienti - Montelago Celtic Festival (scène principale)) |
| Août 2024      | France               | le 15 (concert "Célébration" (Lid) : Carhaix - Motocultor Festival), les 20, 21 & 22 (concerts "Cœur & Âme" : Barfleur, Montfarville, Saint-Pierre-Église - 3 églises du pays de Saint Lô, Festival Les Traversées Tatihou) |
| Septembre 2024 | Belgique             | les 5 et 6 (concerts "Cœur & Âme" : Walcourt - Basilique Saint Materne, Celtic Days Festival) |
| Septembre 2024 | France               | le 20 (concert "Cœur & Âme" : Saint-Malo - église Notre-Dame-des-Grèves),, le 27 (concert "Cœur & Âme" : Landerneau - église St Houardon), le 28 (concert "Cœur & Âme" : Camaret-sur-Mer - église Saint-Rémi) |
| Octobre 2024   | France               | le 11 (concert "Célébration" (Lid) : Aix-en-Provence - Salle des Musiques Actuelles du Pays d'Aix) |
| Octobre 2024   | Belgique             | le 17 octobre (concert "Cœur & Âme" : Dinant - église), le 18 (concert "Cœur & Âme" : Nivelles - Collégiale Sainte Gertrude = report du concert du 7 septembre 2024), le 19 (concert "Cœur & Âme" : Bruxelles - église Notre-Dame de Laeken = report du concert du 5 septembre 2024)                                                                    |

Line-up de la formation lors des concerts "Célébration" 2024 :
- Alan Stivell (harpe, chant)
- Gaetan Grandjean (guitares)
- Cédric Motte (basse, claviers)
- Antoine Roze (violon)
- Ronan Després (batterie, percussions)

À l'issue de la tournée, Alan dit "arrêter la scène pour un moment" mais assurer à la television la promotion de son nouvel album live à paraître le 8 novembre 2024.

### Tournées 2025:Liberté Touret "Cœur & Âme" ("Kalon Hag Ene")
En mai 2025, Alan Stivell reprendra sa tournée intimiste "Cœur & Âme" ("Kalon Hag Ene") de concerts en églises à deux musiciens sur scène. En attendant de pouvoir donner l'intégrale de sa Symphonie celtique n°2, il se lancera en juin 2025 dans une autre tournée (beaucoup moins intimiste) à dix musiciens sur scène intitulée Liberté Tour de promotion du double album live Roazhon - Liberté qui permettra d'en entendre une "déclinaison", une "réduction" des arrangements symphoniques.
- Tournée estivale 2025 "Liberté Tour" (avec une équipe élargie à 10 musiciens sur scène)[212] :

| Mois      | Pays   | Jour (Ville - Lieu)                                                                   |
| --------- | ------ | ------------------------------------------------------------------------------------- |
| Juin 2025 | France | le 7 (Carhaix - place de la mairie)                                                   |
| Août 2025 | France | le 3 (Lorient - Festival interceltique) ; le 8 (Paimpol - Festival du chant de marin) |

- Tournée estivale 2025 "Cœur & Âme" ("Kalon Hag Ene") dans les églises et cathédrales en duo avec Tangi Miossec (claviers) :

| Mois           | Pays   | Jour (Ville - Lieu) |
| -------------- | ------ | --- |
| Juin 2025      | France | le 26 (Cholet - église du Sacré-Cœur) = concert annulé et remplacé le même jour par un concert à Rennes en la basilique Saint Aubin-Notre Dame de Bonne Nouvelle (place Sainte-Anne) |
| Juillet 2025   | France | le 29 (Royan - Église Notre-Dame de Royan, pays de Saintonge) |
| Septembre 2025 | France | le 19 (Noyal-Pontivy - Église Sainte-Noyale) |

Line-up de la formation lors de la tournée estivale "Liberté Tour" 2025 (1er concert le 7 Juin à Carhaix), : 
- Alan Stivell (harpe, chant),
- Gaëtan Grandjean (guitares, bouzouki),
- Cédric Motte (basse, machines),
- Brewen Favreau (pib-ilin (= uilleann pipes)[219], low-whistle, pipe électronique),
- David Chivers (1er violon),
- Marie-Amélie Vivier (violon, chant),
- Marie Bretagne-Beaudon (alto),
- Marcelle Caro (violoncelle),
- Tangi Miossec (claviers) (également en duo avec Alan Stivell sur la tournée "Cœur & Âme"),
- Ronan Després (batterie, percussions).